# Biarritz
Vous lisez un « bon article » labellisé en 2014.
Pour les articles homonymes, voir Biarritz (homonymie).
Biarritz (prononcé [bja.ʁits]  ; en occitan gascon Biàrritz,, en basque Biarritz ou Miarritze) est une commune française située dans le département des Pyrénées-Atlantiques en région Nouvelle-Aquitaine, dans le Sud-Ouest de la France. Bordée par l'océan Atlantique, la ville dispose d'une façade maritime longue de 4 kilomètres, dans le creux du golfe de Gascogne, à moins de 25 kilomètres de la frontière avec l'Espagne.
La localité résulte de l'union de deux centres de peuplement ancien, l'un voué à l'agriculture et l'autre tourné vers les métiers maritimes. Ancienne paroisse de Bayonne, le quartier Saint-Martin s'en émancipe à une date encore inconnue, à la fin du XVIe siècle ou au début du XVIIe siècle[réf. nécessaire]. D'abord port de pêche à la baleine, la localité connaît un bouleversement économique au XIXe siècle à l'avènement des bains de mer. Napoléon III et l'impératrice Eugénie en font leur lieu de villégiature et créent une résidence et son parc avec une cité nouvelle en prolongement. Grâce à eux, le gotha et toute la belle société européenne fréquentent la station balnéaire. Cette activité ne faiblit pas durant le XIXe siècle et le début du XXe siècle (Belle Époque, Années folles) jusqu'à la crise de 1929. Aujourd’hui encore, l'économie reste tournée vers le secteur tertiaire, dont l'hôtellerie de luxe, les soins à la personne et les loisirs marins constituent le vecteur prédominant.
Biarritz est aujourd’hui une commune de plus de 25 000 habitants dont la population, caractérisée par une forte proportion de seniors, s’est tassée après avoir passé le cap des 30 000 habitants en 1999, en raison de la régression du solde migratoire.
L'histoire de la station est également marquée par des individualités sportives déterminantes qui auront un impact durable sur l'image de la localité tels le Mousquetaire Jean Borotra, le scientifique et surfeur Joël de Rosnay, premier champion de France de la spécialité, ou Serge Blanco, le Pelé du rugby.
Le climat doux de la station, le spectacle de l'océan et de ses vagues puissantes, ainsi que l'éclectisme de l'architecture ont inspiré de nombreux écrivains ou chroniqueurs.

## Géographie

### Localisation
Biarritz est située au sud-ouest du territoire français, à moins de 25 km de la frontière entre l'Espagne et la France et le long de la côte basque, dans le creux du golfe de Gascogne.
La commune fait partie de la province basque du Labourd et est membre de l'aire d'attraction de Bayonne.
Sur le plan linguistique, elle se trouve à la pointe méridionale extrême de l'aire d'influence du gascon (parlar negre), et donc de la Gascogne.
Le cap Saint-Martin, que domine le phare de Biarritz, marque la limite entre la côte sablonneuse au nord, commencée à l'extrême pointe de la Gironde et qui se termine à Anglet, et la côte découpée de falaises du Pays basque au sud. Biarritz est construite sur une suite de collines le long de la côte. La ville donne directement sur près de 4 km de criques et plages de sable fin comme la Grande Plage, la Côte des Basques ou le Port-Vieux.

### Communes limitrophes
Les communes limitrophes sont Anglet, Arbonne, Arcangues et Bidart.
| Golfe de Gascogne |          | Anglet    |
|                   | Biarritz |           |
| Bidart            | Arbonne  | Arcangues |

### Géologie et relief

La façade maritime de Biarritz, du nord au sud.
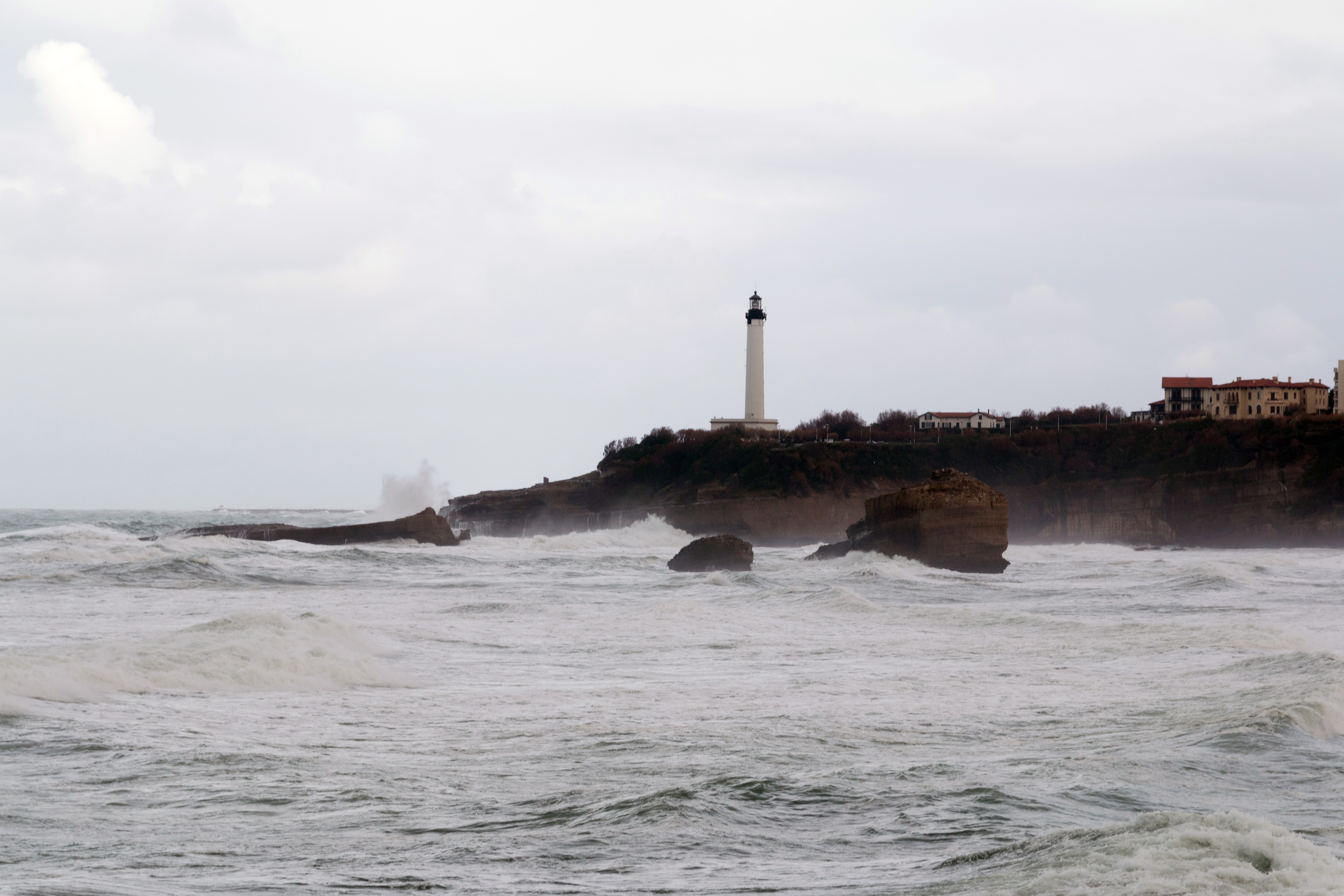
La pointe Saint-Martin.
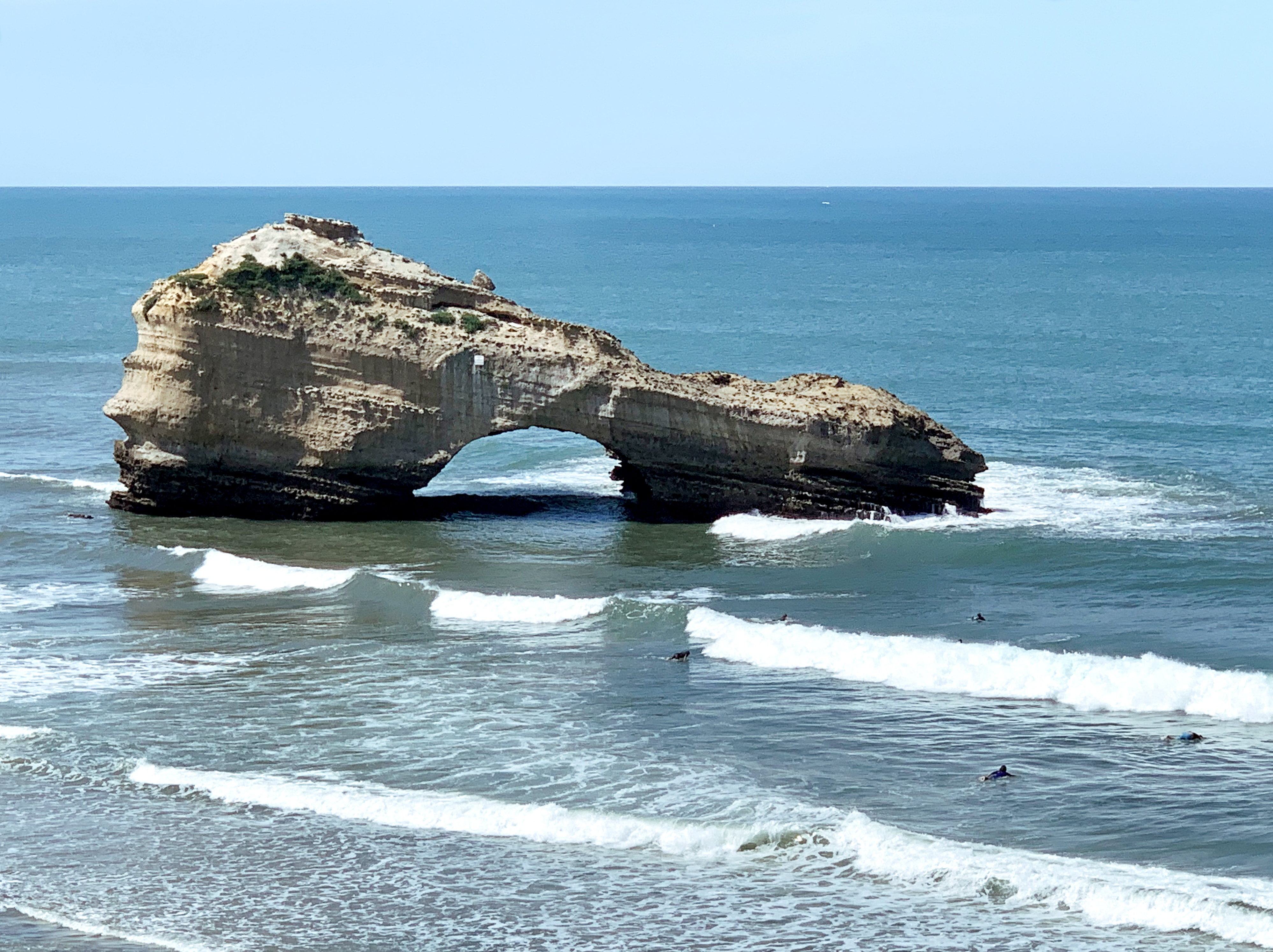
Le rocher la Roche ronde, situé à quelques mètres de la plage du Miramar.
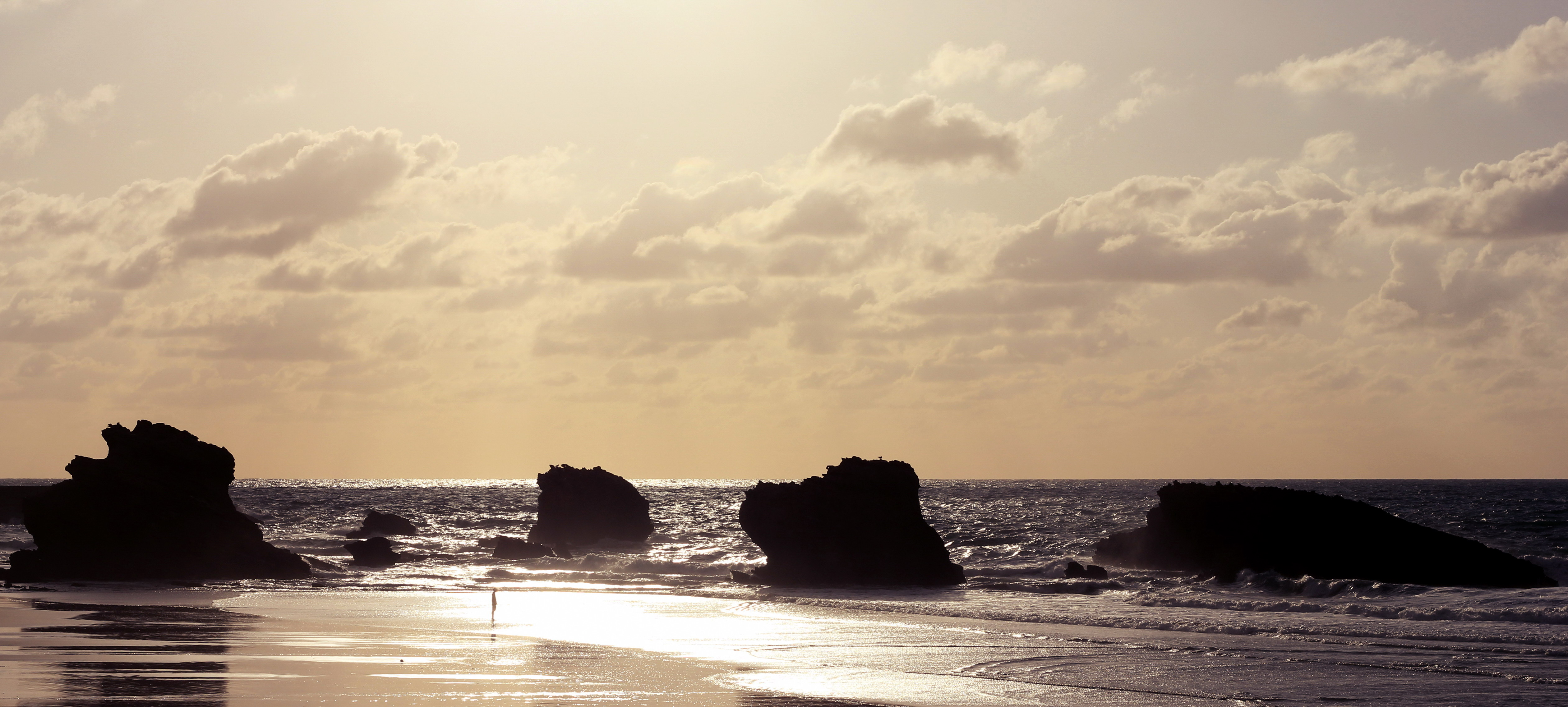
Rochers de Biarritz.
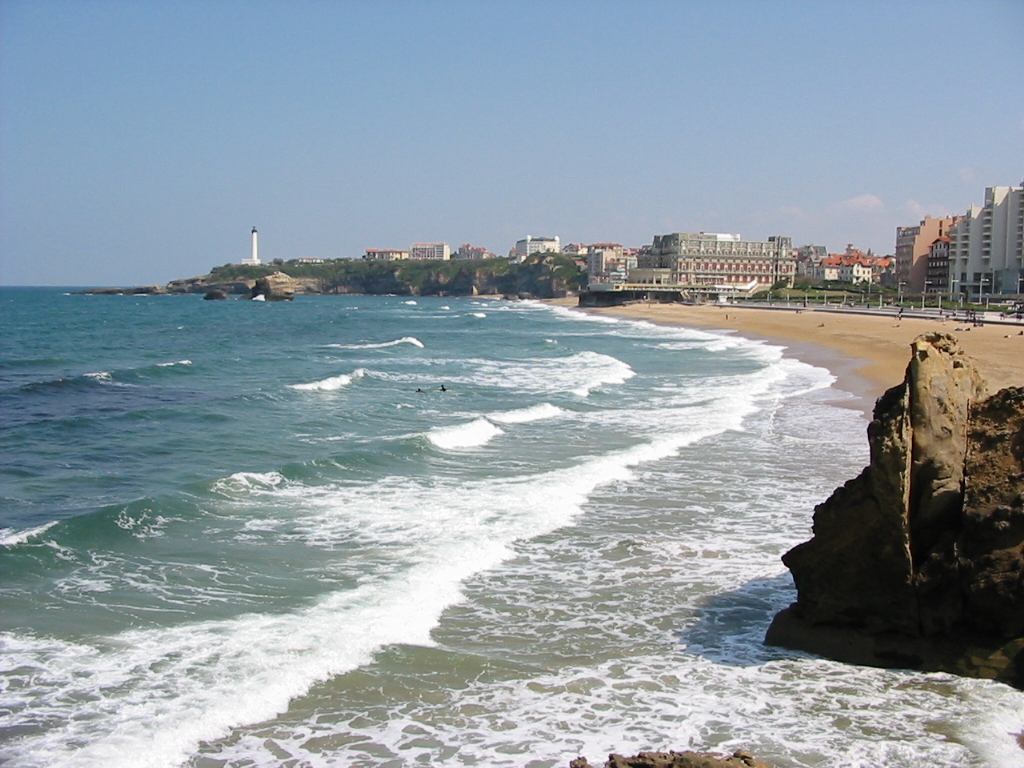
La Grande Plage.
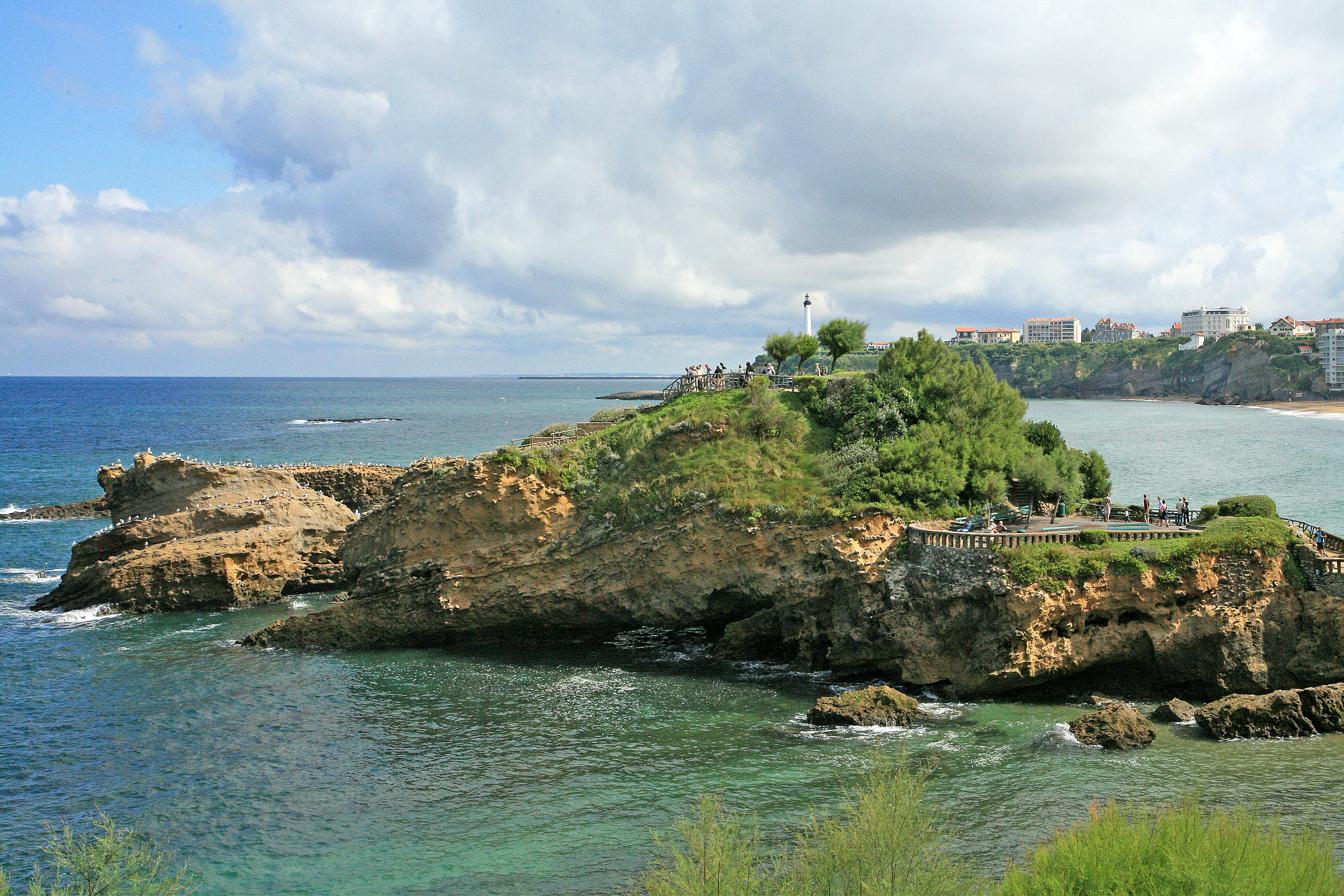
Rocher du Basta.
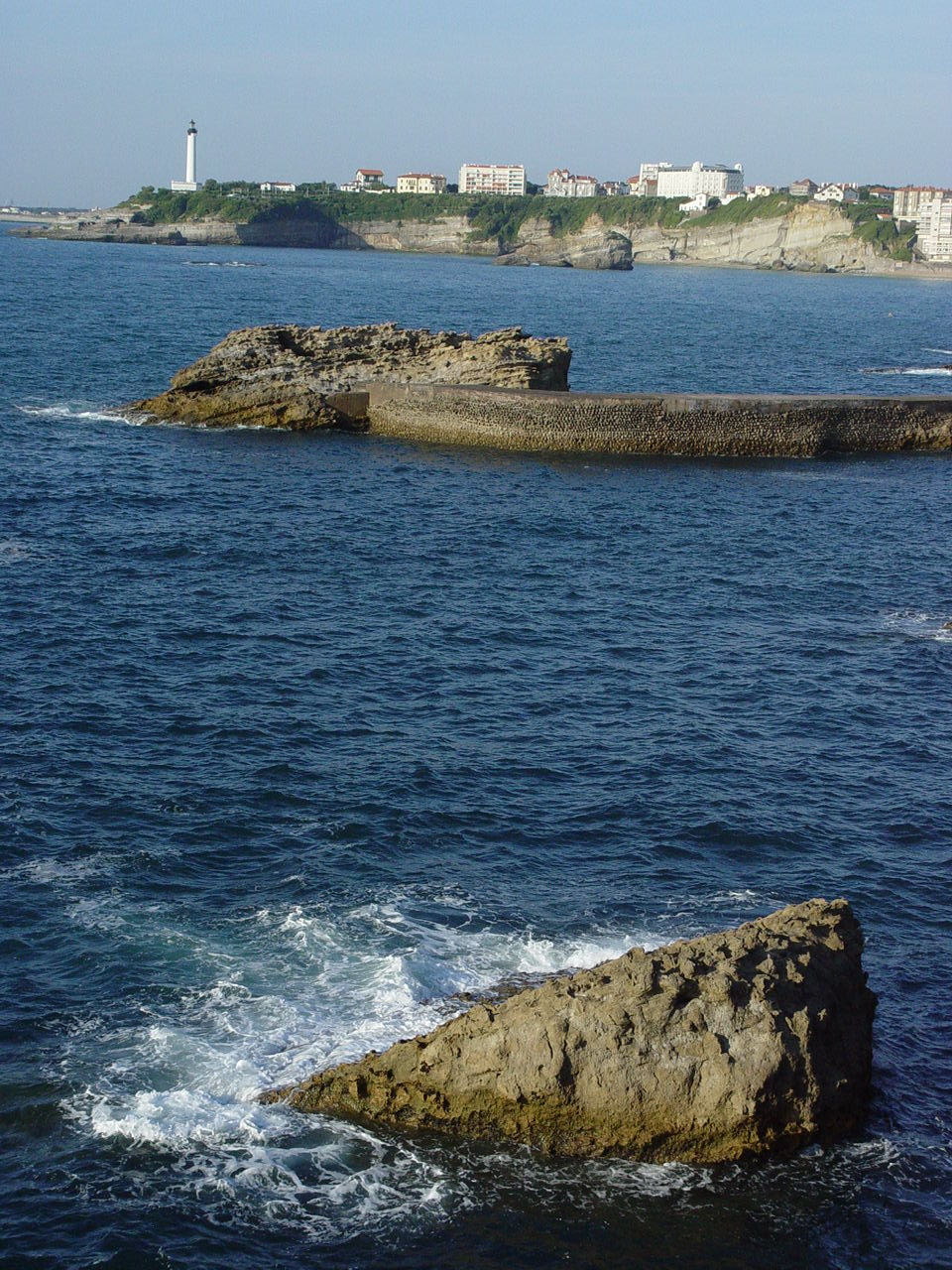
Vue sur la digue de Gamaritz et le phare.
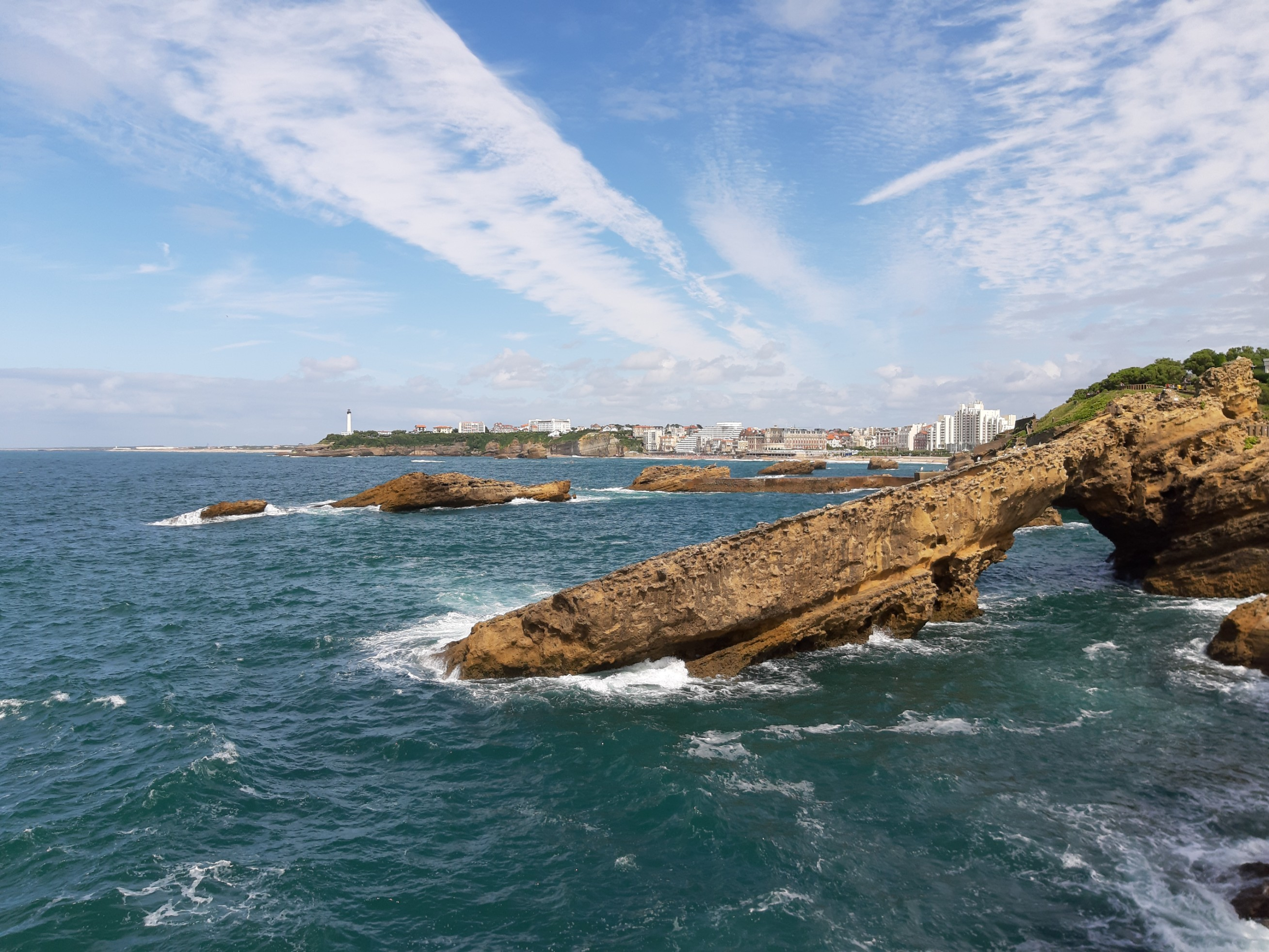
Vue de la plage du Miramar depuis la passerelle du rocher de la Vierge.
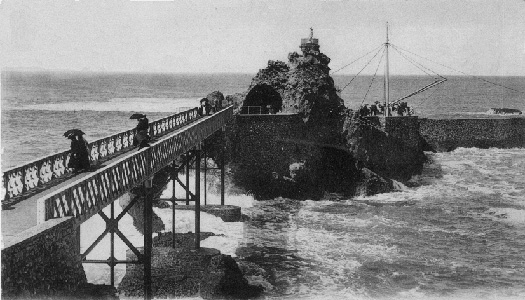
Le rocher de la Vierge (1913).
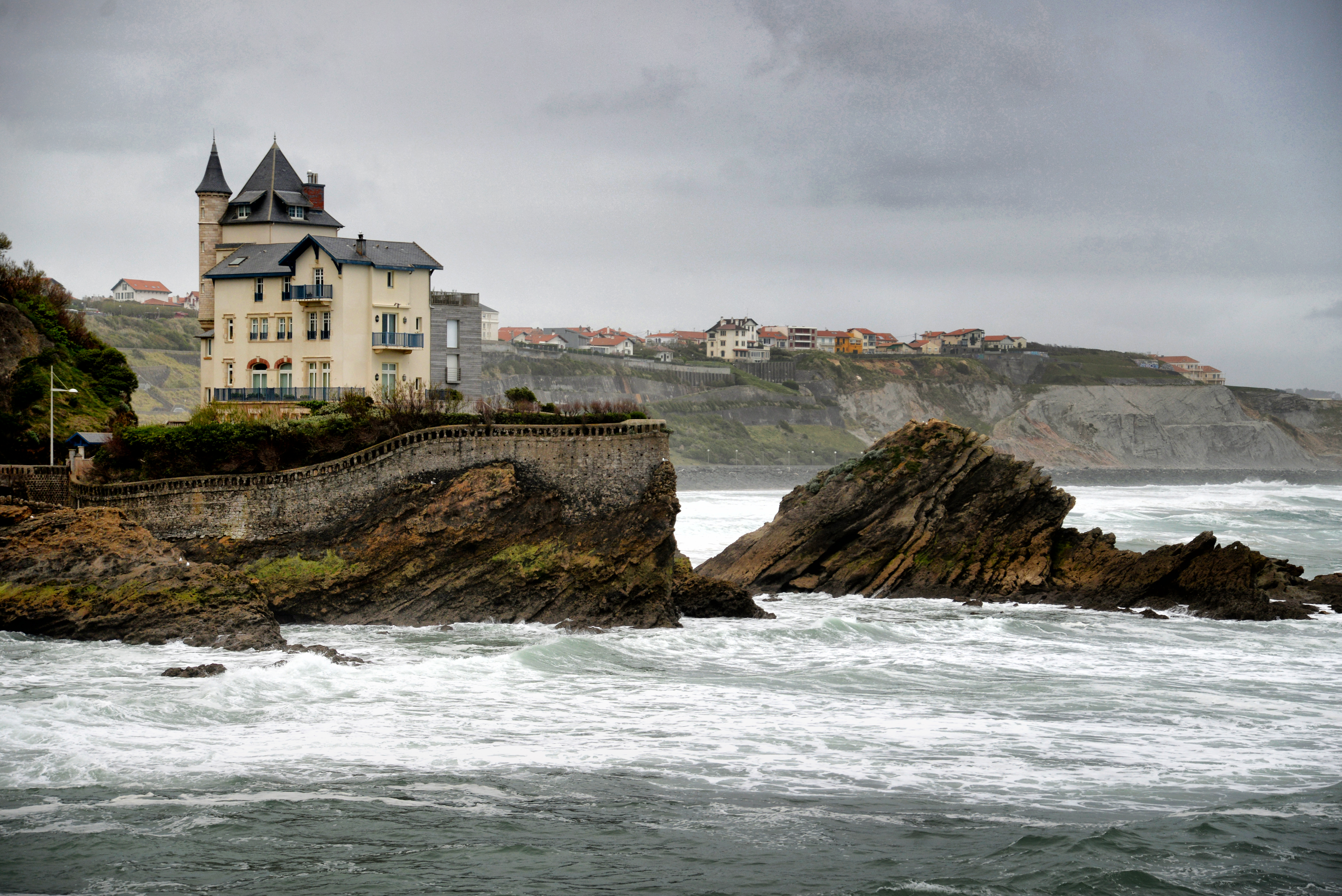
La villa Belza.
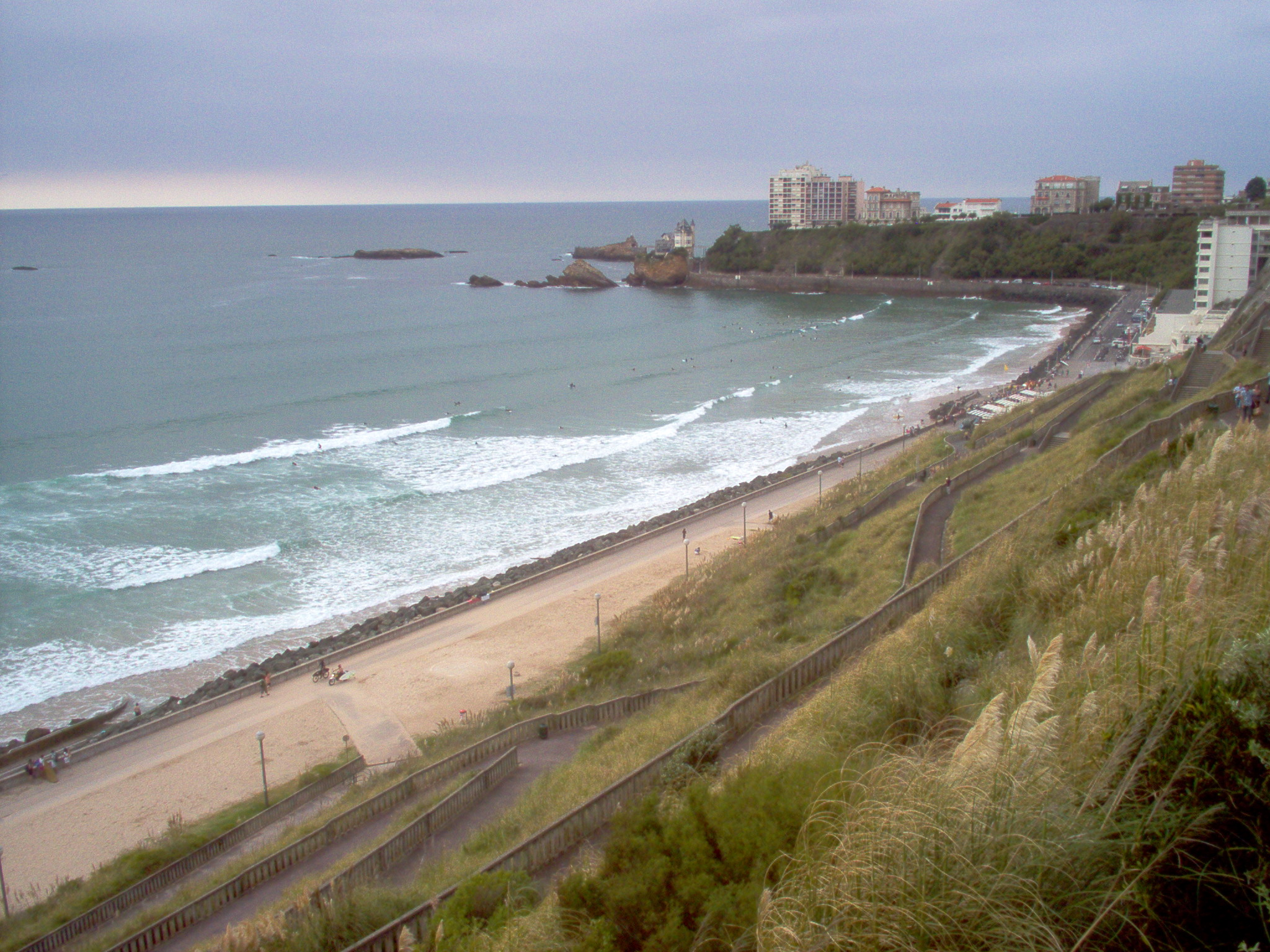
La plage de la Côte des Basques.
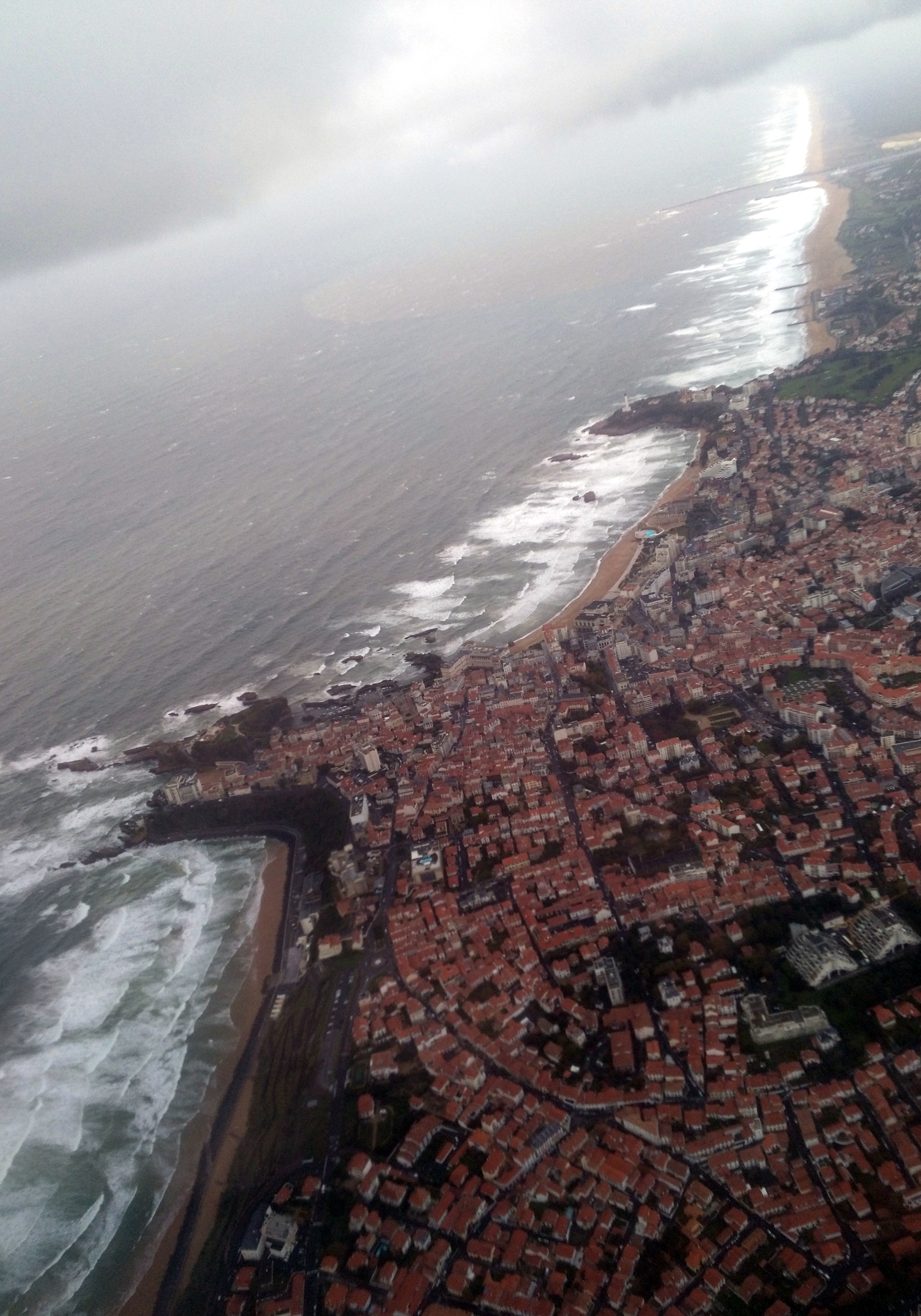
Vue aérienne de la façade maritime de Biarritz.

Biarritz est située sur un site géologique particulier. Au nord, la côte landaise se termine à Anglet au terme de près de 200 km de côtes rectilignes et basses, constituées de sable formant des dunes et offrant une plage presque continue depuis la pointe de Grave. Cependant, à partir de Biarritz, la côte basque est beaucoup plus découpée et formée de falaises et de rochers au sous-sol varié. Sur 4 km de côte, trois niveaux sédimentaires se succèdent. De la Chambre d'Amour à la plage Miramar, on rencontre des falaises abruptes de calcaires marneux et gréseux grisâtres, dont les couches forment une légère cuvette appelée synclinal. Ces falaises sont dites en escalier et se sont formées lors de l'apparition des Pyrénées il y a 25 millions d'années. De l'hôtel du Palais à la villa Belza, la côte est déchiquetée avec de nombreux îlots rocheux. Ces falaises sont constituées de couches de calcaire gréseux jaune-ocre nettement inclinées. Elles se sont formées il y a 34 millions d'années à l'Oligocène inférieur. Ces roches contiennent de nombreux Nummulitidae (petits foraminifères).
Du nord au sud, la façade maritime de Biarritz commence à la pointe Saint-Martin, puis se succèdent en une grande anse les plages dites Miramar et Grande Plage avant d'arriver au port. Le rocher de la Vierge est un promontoire à partir duquel s'étalent les plages du Port-Vieux, de la Côte des Basques, de Marbella, et enfin de la Milady.
La superficie de la commune est de 1 166 hectares ; son altitude varie entre 0 et 85 mètres.

### Hydrographie

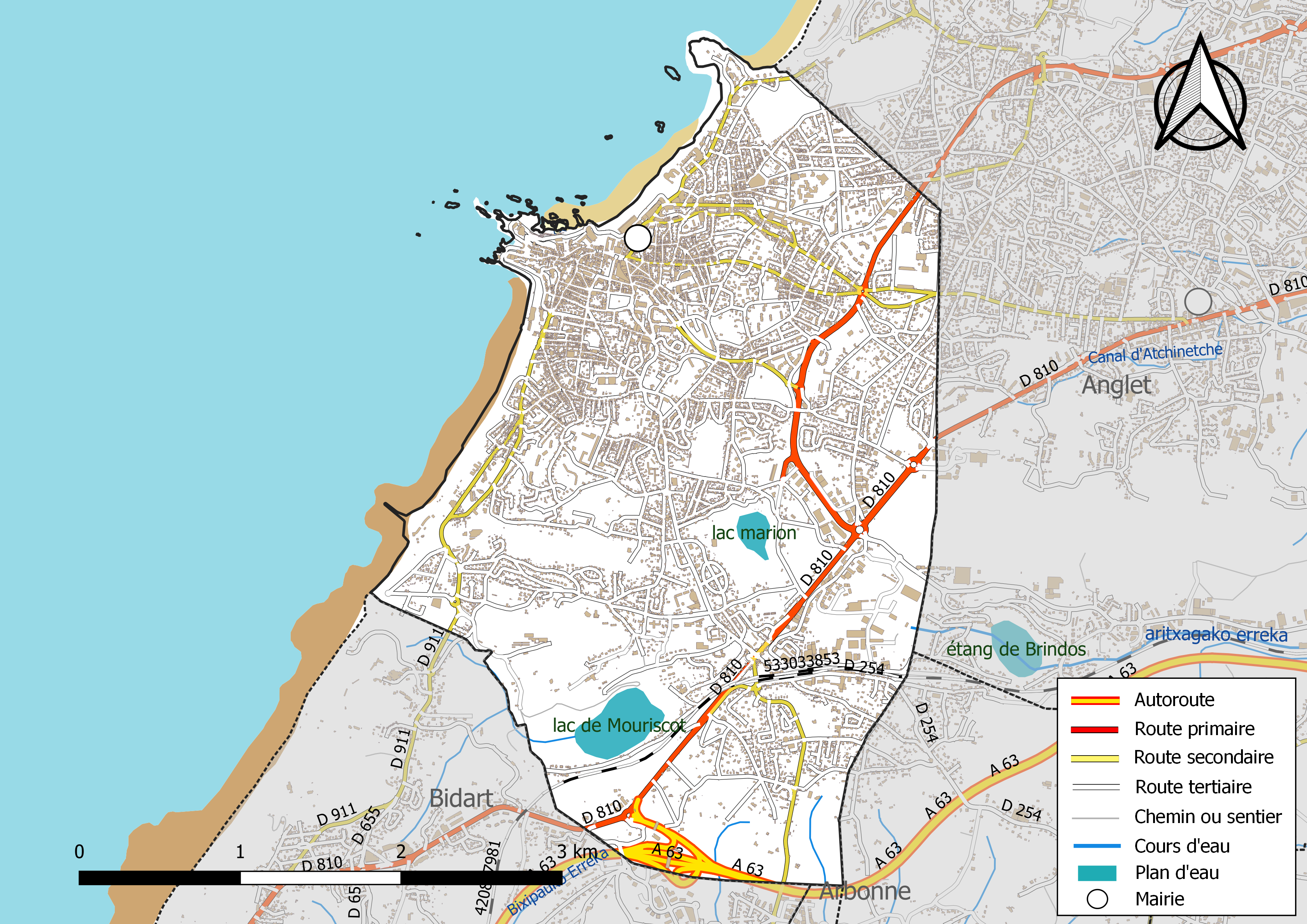
Réseaux hydrographique et routier de Biarritz.

Le site du Sandre n’indique que le ruisseau d'Aritxague, qui conflue avec l'Adour à Bayonne après avoir traversé Anglet. Cette situation est relativement récente. Avant le développement de la ville, et le détournement des ruisseaux, le village se présentait comme un espace sableux, vallonné, constitué de terres couvertes d'ajoncs (bastes), de marécages (barthes), de sources (honts) et de ruisseaux (arrius). Au nord coulaient les ruisseaux de la Barthe et de Sabaoü, et au sud, ceux de Barchalot et de Chardinerou,. Ces ruisseaux alimentaient l'étang de Chabiague, entre les plages Marbella et de la Milady, à l'emplacement duquel se trouve aujourd’hui une station d'épuration.
Le site Géoportail indique néanmoins la présence de deux lacs séparés par quelque 700 mètres, le lac Marion et le lac Mouriscot, tous deux protégés par le Conservatoire du littoral,. Le lac Mouriscot est alimenté par le ruisseau de Hondarrague (ou Hondarague). Il se déverse dans le petit fleuve côtier de La Moulie ou Lamouligne (appelé également Lamoulaygue ou de Lamouley) qui conduit les eaux du lac à l’océan Atlantique sur près de 1 500 mètres jusqu’à la plage d’Ilbarritz à Bidart. Le lac Mouriscot est partiellement classé Natura 2000 par arrêté du 5 septembre 2006 sous l’appellation « site Natura 2000 lac de Mouriscot (zone spéciale de conservation FR 7200777) »,. La zone protégée couvre, outre les eaux douces du lac lui-même pour 50 % de la surface protégée, des forêts d’arbres à feuilles caduques (25 %), des marais (13 %) ainsi que des landes et broussailles (12 %).

### Climat
Pour des articles plus généraux, voir Climat de la Nouvelle-Aquitaine et Climat des Pyrénées-Atlantiques.
Historiquement, la commune est exposée à un microclimat océanique basque.
En 2020, Météo-France publie une typologie des climats de la France métropolitaine dans laquelle la commune est exposée à un climat de montagne et est dans la région climatique Pyrénées atlantiques, caractérisée par une pluviométrie élevée (>1 200 mm/an) en toutes saisons, des hivers très doux (7,5 °C en plaine) et des vents faibles.
Pour la période 1971-2000, la température annuelle moyenne est de 13,9 °C, avec une amplitude thermique annuelle de 12,4 °C. Le cumul annuel moyen de précipitations est de 1 364 mm, avec 13,5 jours de précipitations en janvier et 8,2 jours en juillet. Pour la période 1991-2020, la température moyenne annuelle observée sur la station météorologique la plus proche, située sur la commune d'Anglet à 3 km à vol d'oiseau, est de 14,5 °C et le cumul annuel moyen de précipitations est de 1 473,6 mm,. Pour l'avenir, les paramètres climatiques de la commune estimés pour 2050 selon différents scénarios d’émission de gaz à effet de serre sont consultables sur un site dédié publié par Météo-France en novembre 2022.

## Urbanisme

### Typologie
Au 1er janvier 2025, Biarritz est catégorisée grand centre urbain, selon la nouvelle grille communale de densité à sept niveaux définie par l'Insee en 2022.
Elle appartient à l'unité urbaine de Bayonne (partie française), une agglomération internationale regroupant 28  communes, dont elle est une commune de la banlieue,,. Par ailleurs la commune fait partie de l'aire d'attraction de Bayonne (partie française), dont elle est une commune du pôle principal,. Cette aire, qui regroupe 56 communes, est catégorisée dans les aires de 200 000 à moins de 700 000 habitants,.
La commune, bordée par l'océan Atlantique, est également une commune littorale au sens de la loi du 3 janvier 1986, dite loi littoral. Des dispositions spécifiques d’urbanisme s’y appliquent dès lors afin de préserver les espaces naturels, les sites, les paysages et l’équilibre écologique du littoral, tel le principe d'inconstructibilité, en dehors des espaces urbanisés, sur la bande littorale des 100 mètres, ou plus si le plan local d’urbanisme le prévoit.

### Occupation des sols

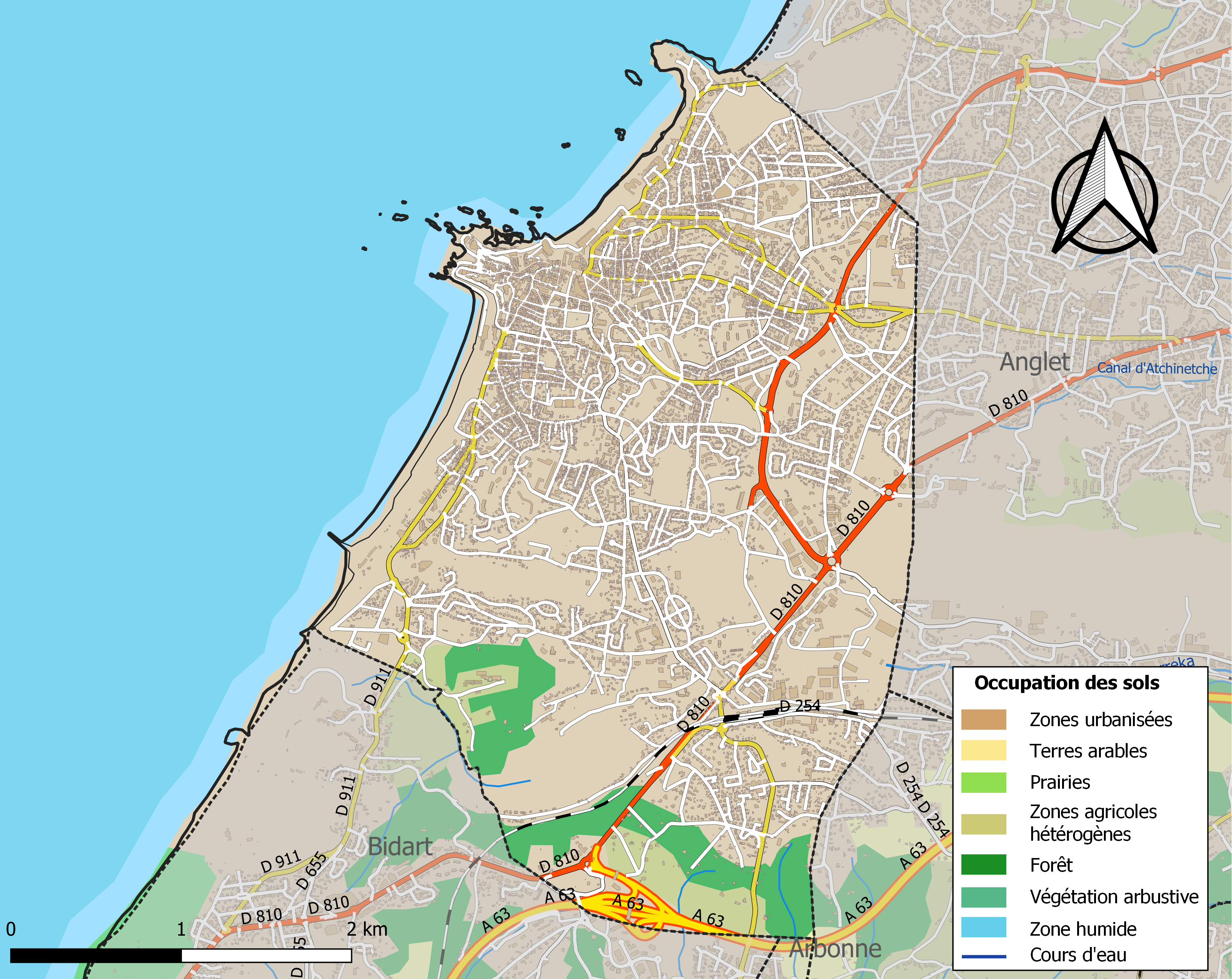
Carte des infrastructures et de l'occupation des sols de la commune en 2018 (CLC).

L'occupation des sols de la commune, telle qu'elle ressort de la base de données européenne d’occupation biophysique des sols Corine Land Cover (CLC), est marquée par l'importance des territoires artificialisés (87 % en 2018), en augmentation par rapport à 1990 (80,1 %). La répartition détaillée en 2018 est la suivante :
zones urbanisées (69,8 %), espaces verts artificialisés, non agricoles (10,6 %), zones industrielles ou commerciales et réseaux de communication (6,6 %), forêts (5,8 %), zones agricoles hétérogènes (3,4 %), zones humides côtières (3,3 %), eaux maritimes (0,5 %). L'évolution de l’occupation des sols de la commune et de ses infrastructures peut être observée sur les différentes représentations cartographiques du territoire : la carte de Cassini (XVIIIe siècle), la carte d'état-major (1820-1866) et les cartes ou photos aériennes de l'IGN pour la période actuelle (1950 à aujourd'hui).

### Morphologie urbaine
La mairie de Biarritz découpe la ville en six quartiers ou regroupements de quartiers, au sein desquels sont organisés des conseils de quartier qui associent les habitants à la gestion de la vie municipale. Biarritz s’est inscrite dès 1997 dans ce mode de gestion de proximité, avant que l’organisation de conseils de quartier ne soit régie par la loi, devenant entre autres obligatoire pour les villes de plus de 80 000 habitants. Constatant un essoufflement de la formule initiale, dans laquelle un élu assurait la présidence de quartier, la municipalité a réduit le nombre de quartiers, qui étaient au nombre de 8 en 1997, et a renouvelé en 2014 les conseils afin d’améliorer la prise en compte de l’« expertise d’usage ». Le 14 octobre 2014, un tirage au sort par huissier a sélectionné 200 noms dans un ensemble de candidatures, parmi lesquels seront élus par leurs pairs les présidents des 6 conseils pour un mandat de 3 ans.

#### Regroupement Saint-Charles / Phare / Larochefoucauld
Le regroupement est situé au nord de la localité et est frontalier avec Anglet. Il rassemble de nombreux commerces de bouche et de services divers. Il présente la particularité de regrouper des lieux de culte d'obédiences différentes (église orthodoxe, temple israélite et chapelle impériale).
Saint-Charles est le patron du quartier éponyme qui a, en 1950, donné son nom aux terrasses et au square de même dénomination, puis en 2004 à la place Saint-Charles.
Le quartier du Phare doit son nom au phare de Biarritz, inauguré le 1er février 1834. L’actuelle rue du Phare va de l’avenue du Golf à la rue Lasvignottes. Elle fait partie du domaine public depuis le 15 juin 1959.
Le comte Gaëtan de La Rochefoucauld, homme politique, s’établit à Biarritz en 1873. Il accueille dans sa propriété les grands de son époque, dont la reine Victoria en 1889 et la princesse Youriewski en 1893.
En 1875, le comte propose de rapprocher deux parties de ses propriétés en comblant le ravin les séparant. En échange, il propose à la commune de tracer un chemin praticable sur l’emprise de sa propriété, bordant à l’est son enclos pour rejoindre l’alors chemin d’Anglet. La voie ainsi créée débutait au niveau de la villa Miraflores.
Le lycée André-Malraux a ouvert ses portes dans ce quartier dès 1937, étant au départ une annexe du lycée de Bayonne, et la villa a été en 1947 l’internat du lycée. À la suite de son rachat par la municipalité, elle est démolie pour permettre la construction d'un nouvel édifice.
C’est le 15 juin 1959 que l’avenue Larochefoucauld devient une voie gérée par la voirie communale. Elle s’étend à présent de l’avenue de la Marne au boulevard Mayol-de-Senillosa.

#### Quartier du centre-ville
La place Clemenceau est un point névralgique de la localité, d'où partent la plupart des rues commerçantes de la ville. La place Bellevue, qui domine la mer de son belvédère, a vu se promener le gotha mondain de la Belle Époque, puis des Années folles devant des boutiques de couturiers qui allaient devenir célèbres dans le monde entier (Coco Chanel, Charles Frederick Worth, Paul Poiret, Jean Patou, Jeanne Lanvin, Edward Molyneux ou encore Maggy Rouff). Le Port-Vieux fait également partie de cet ensemble éclectique.
La délibération municipale du 28 juin 1870 dénomma rue de France celle qui allait devenir, le 16 mars 1919, l’avenue de Verdun en hommage au « courage invincible des milliers de héros tombés en face de l’ennemi devant l’antique citadelle, en criant par-dessus la muraille on ne passe pas ». Elle devient voie communale en 1959.
L’avenue de Verdun s’allonge de la place Clemenceau au rond-point de l’Europe.

#### Regroupement République / Larrepunte / Saint-Martin / Lahouze
Le quartier Saint-Martin, juché sur une petite colline, est un des lieux de peuplement originels de Biarritz.
L’église Saint-Martin fait l’objet d’une inscription auprès des monuments historiques. L’ancien chemin, dit chemin de Requiem, du nom de Peyrot de Requiem qui y habita en 1568, longeant le nord du cimetière, est élargi à la suite d'une décision de 1904, et dénommé chemin du cimetière Saint-Martin en 1967, puis rue Saint-Martin depuis le 31 janvier 1984. La rue Saint-Martin mène de l’avenue Foch à l’avenue Gramont.
Michel Fabre note qu’à la fin du XVIe siècle, la paroisse Saint-Martin, hameau de Bayonne, devient commune indépendante, se libérant de la tutelle de Bayonne.
Le quartier République doit son nom à l’avenue éponyme, ancien chemin des Champs de 1865 à 1893, voie communale par délibération du conseil municipal du 15 juin 1959. L’avenue de la République part de l’avenue du Maréchal Foch et se termine à la Croix-des-Champs.
La rue Larrepunte, qui accueillait autrefois le dancing l’Étoile, s’étend de la rue Péricot à la rue du Reptou.
Larrepunte est un nom de famille ancien de la région, puisqu’un Arnaud de Larrepunde est mentionné en 1335, que Pierre de Larrepunte était abbé de Biarritz en 1598, que Martin de Larrepunte en 1610 et Gratian de Larrepunte en 1642 étaient députés de la commune.
La famille Lahouze (ou Lahousse) est une vieille famille biarrote. On en connaît, entre autres, Jean Lahousse, un maître tailleur, également maire abbé de 1786 à 1787, et Jean Lahouze, dit de Gourine, député du quartier Boussingorry, en 1782 et 1783.
L'avenue Lahouze naît par décision du conseil municipal du 28 janvier 1908, menant initialement de la rue de France (aujourd’hui avenue de Verdun) à la route nationale 10. Elle faisait suite au chemin vicinal no 3, dit chemin de Borde Lahouze.
La rue accueillait la villa Arverna, aujourd’hui détruite, appartenant à Armand et Léo Guido.
L’avenue Lahouze s’étend actuellement de l’avenue de Verdun au pont de Chelitz.

#### Regroupement Milady / Colline / Beaurivage
Le terme Milady fait référence à Lady Marie Caroline Bruce (selon l’état civil, Louise Elisabeth Beresford), épouse anglaise d’Ernest Auguste Charles, marquis d’Ailesbury, chambellan de la reine d’Angleterre, également président du British club de Biarritz pendant plus de dix ans. Monique Beaufils indique qu’elle était une amie de Napoléon III qui séjournait parfois à la villa Marbella, construite en 1863 par Lady Bruce.
L’avenue de la Milady conduit à la plage Milady, reliant la route nationale 10B à l’avenue Beau Rivage. Elle est devenue voie communale le 27 août 1968.
Le lotissement de la Colline, comprend la rue éponyme, acquise par la municipalité par délibération du conseil municipal du 16 août 1978.
La rue de la Colline débute de l’avenue de la Milady et s’achève à la rue de Cristobal.
Le quartier Beaurivage est établi autour de la place et de l’avenue Beau Rivage. Surplombant la côte des Basques, il a été longtemps un quartier populaire où marins et touristes se mêlaient. L’avenue du Bois de Boulogne s’étendait, sous le nom de « chemin no 10 dit du Bois de Boulogne », sur huit kilomètres en 1882. Elle devient l’avenue Beau Rivage en 1954, menant de la rue d’Espagne et Lou Bascou, à la place Beau Rivage. Les délibérations du conseil municipal de l’époque mentionnent que le « nom (est) particulièrement évocateur de la beauté du site traversé ». En 1911, le prince Radziwill accueillit Edmond Rostand dans sa propriété de Lilinita, sise sur l’avenue. Aujourd’hui, l’avenue mène de la place Beau Rivage au rond-point Lichtenberger.

#### Quartier de la gare
Le quartier de la gare a d'abord porté le nom basque d'Harausta avant de prendre celui de La Négresse qui suscite la polémique depuis plusieurs années. La rue de Harausta, aujourd’hui rue Luis Mariano, mène à Arcangues. Situé de part et d'autre de la RN10, il s'agit aujourd’hui un quartier résidentiel regroupé autour d'une zone artisanale et de la gare SNCF. Il recèle également les lacs Mouriscot et Marion, classés Natura 2000. Le chemin de fer arriva à Biarritz-La Négresse en 1862, en provenance de Bayonne. Cette gare fut reliée à Biarritz-Ville en 1911, par la Compagnie du Midi.
On trouve dans ce quartier l'école primaire Victor Duruy, le collège Villa Fal et le lycée hôtelier et de tourisme Biarritz-Atlantique. L'église Sainte-Thérèse en est l'église paroissiale. Aux abords de celle-ci, se trouve un petit fronton. Enfin, le centre culturel Atabal a ouvert ses portes dans la zone d’activité industrielle et artisanale. Le territoire du quartier correspond à peu près au grand quartier Parme - La Négresse, dont la population était en 2010 de 2 375 habitants.

#### Regroupement Braou / Ranquine / Aguiléra
Il s'agit d'un regroupement de quartiers résidentiels, comportant des bâtiments anciens de style basque labourdin. Le rond-point de l'Europe est l'une des plaques tournantes du trafic routier entre Biarritz et le nord du département.
Lou Braou est le nom d’une maison érigée au XVIIIe siècle, mentionnée en 1764 sur l’état de capitation. Au début du XXe siècle, on trouvait, dans l’avenue du Braou, la sous-station de tramway à vapeur du BLB. Elle a depuis été transformée en immeuble d’habitation.
L’avenue devient voie communale le 15 juin 1959.
Le quartier du Braou accueille aujourd’hui le groupe scolaire primaire du même nom.
Ranquine est à l’origine le nom d’une ferme de Biarritz, mentionnée en 1863. C'est au cimetière de Ranquine qu'est enterré le chanteur Daniel Balavoine. C'est également dans ce quartier que se situe la déchèterie de Biarritz, à proximité de l'aéroport.
Don José Aguilera y Chapin était propriétaire du domaine d’Aguiléra à la fin du XIXe siècle, que la ville acheta en 1906.
Ce domaine vit la naissance du Biarritz olympique en 1913, de la fusion du Biarritz Stade et du Biarritz Sporting Club, et le parc des sports d'Aguiléra, officiellement stade Léon Larribau depuis 1953, accueille désormais le Biarritz olympique Pays basque, club de rugby à XV.
L’allée d’Aguiléra part de l’avenue Henri Haget et s’achève au boulevard du BAB, nom donné à l’artère à vitesse de circulation limitée à 50 km/h, qui relie les communes d’Anglet et Biarritz, depuis le carrefour d’Aguiléra, à Bayonne.

### Logement

Un style architectural éclectique (sélection).
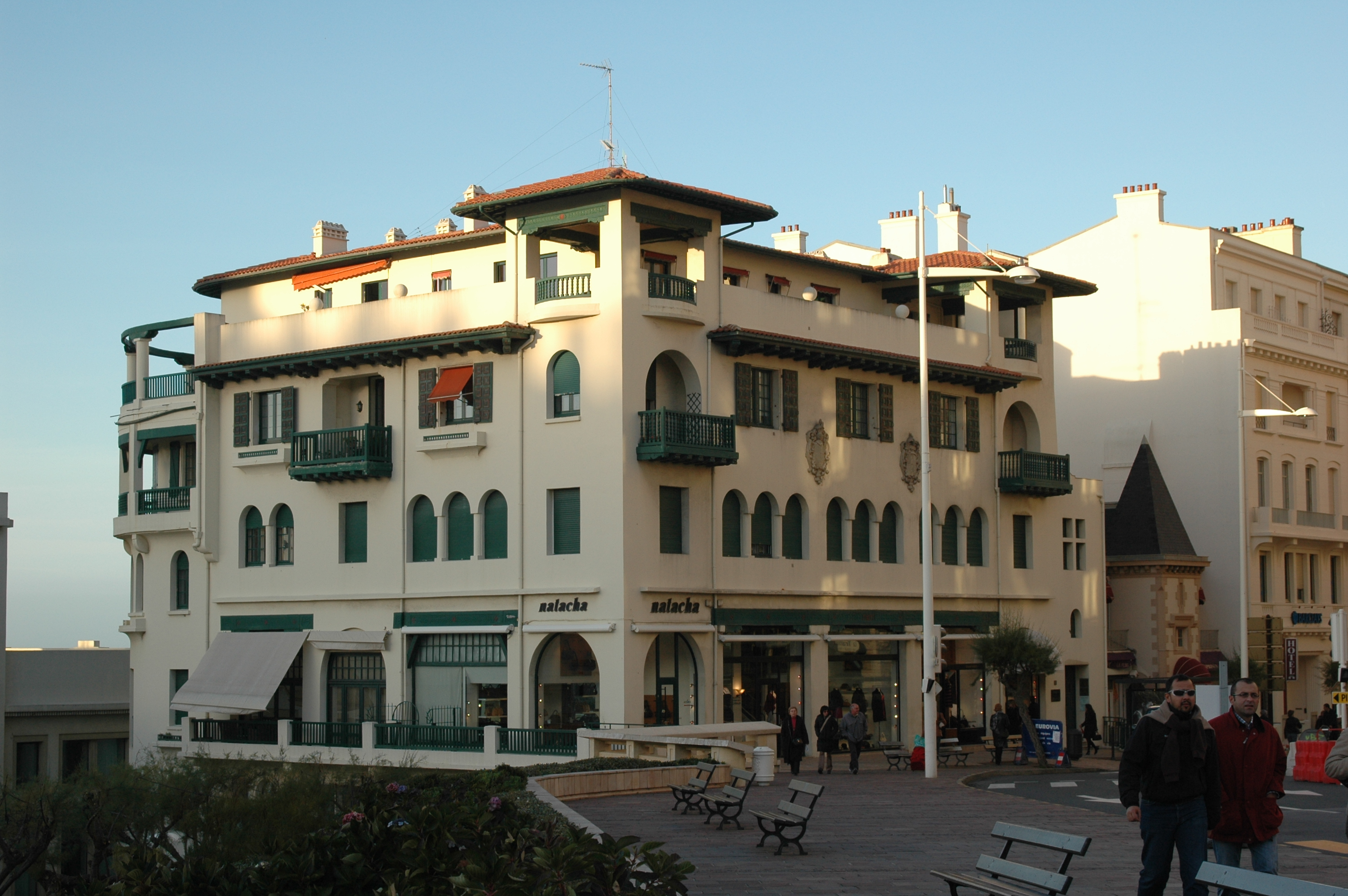
La villa « La Maison Basque ».
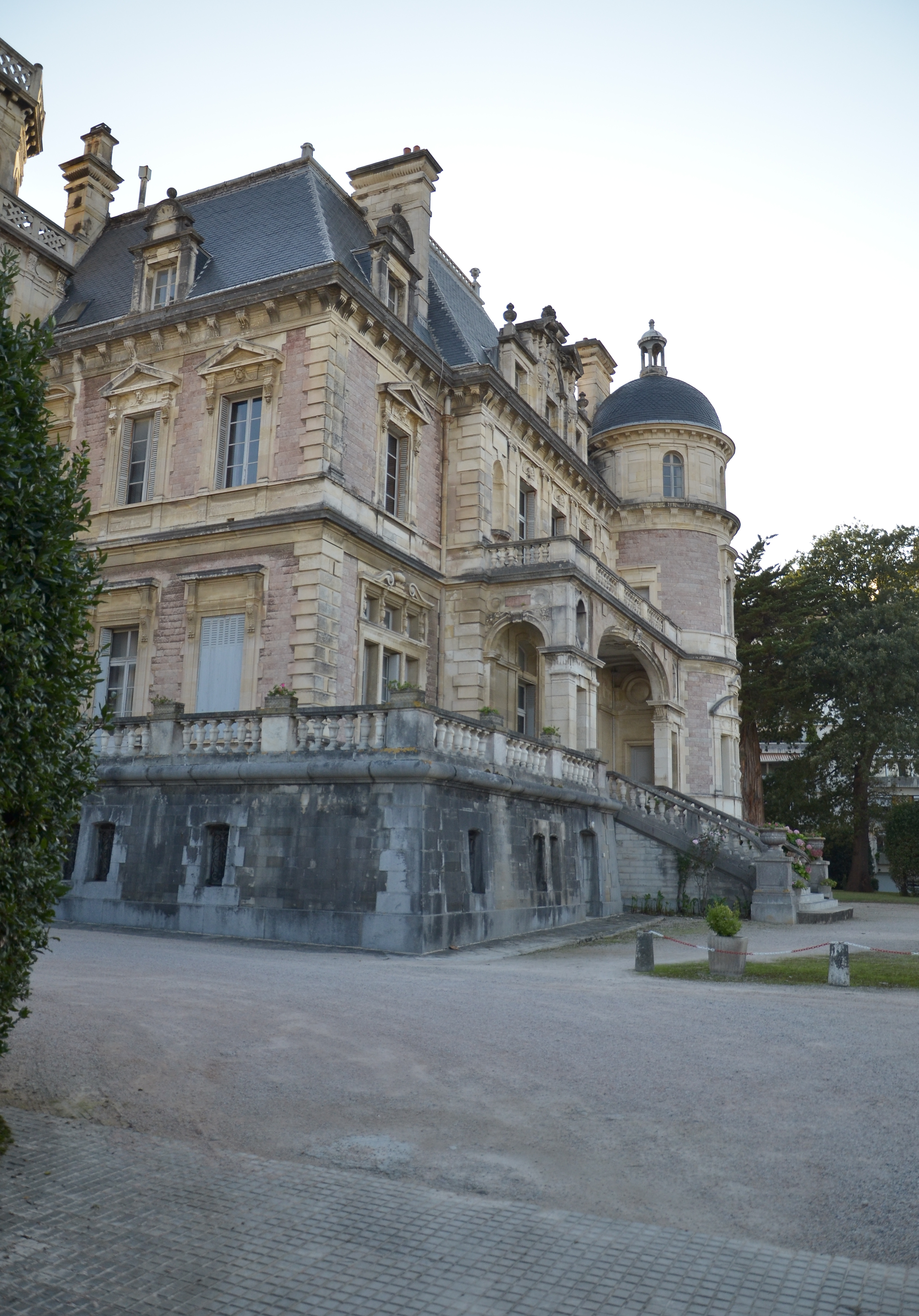
Le château Boulart.
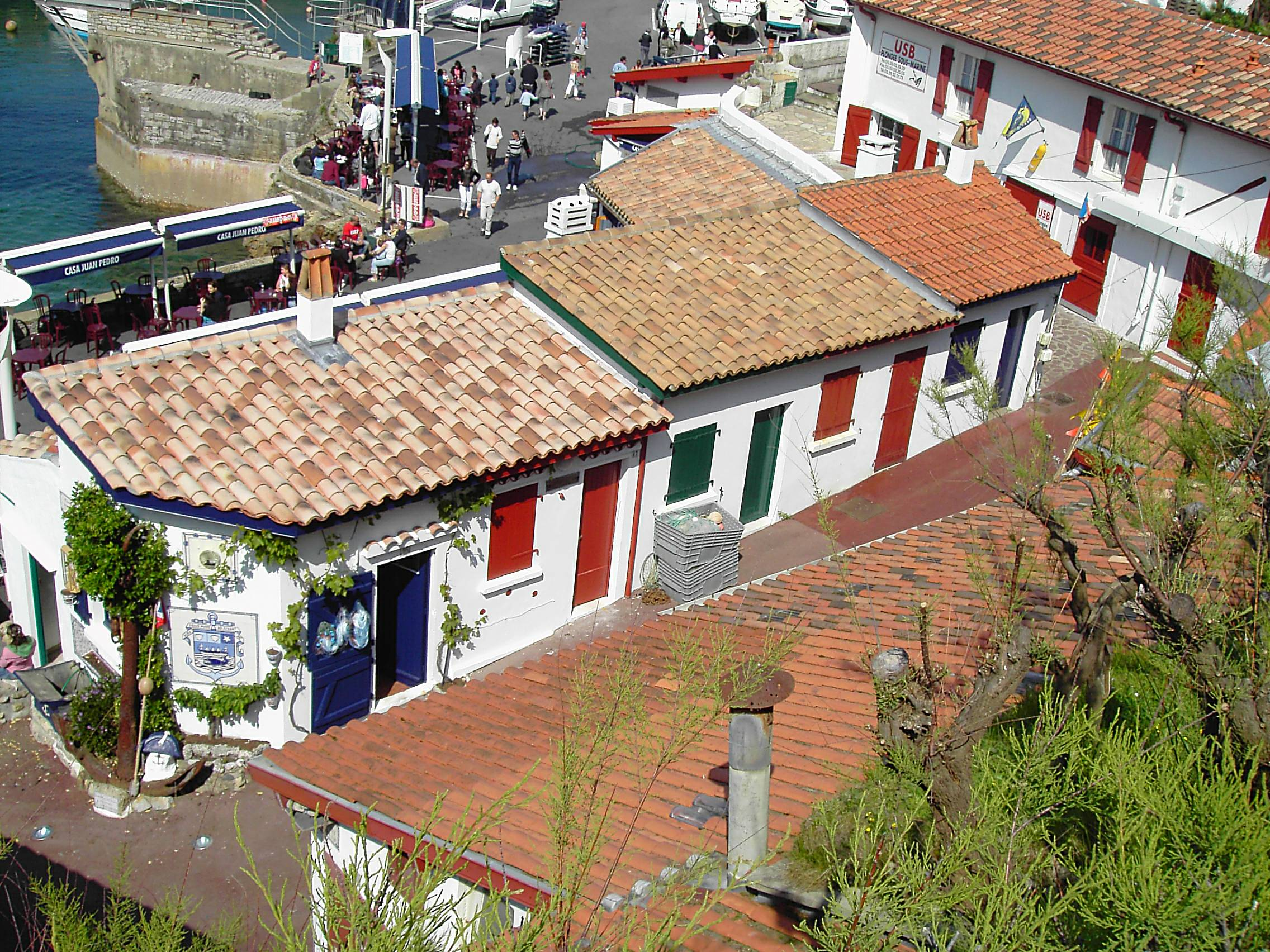
Les crampottes du Port des Pêcheurs.
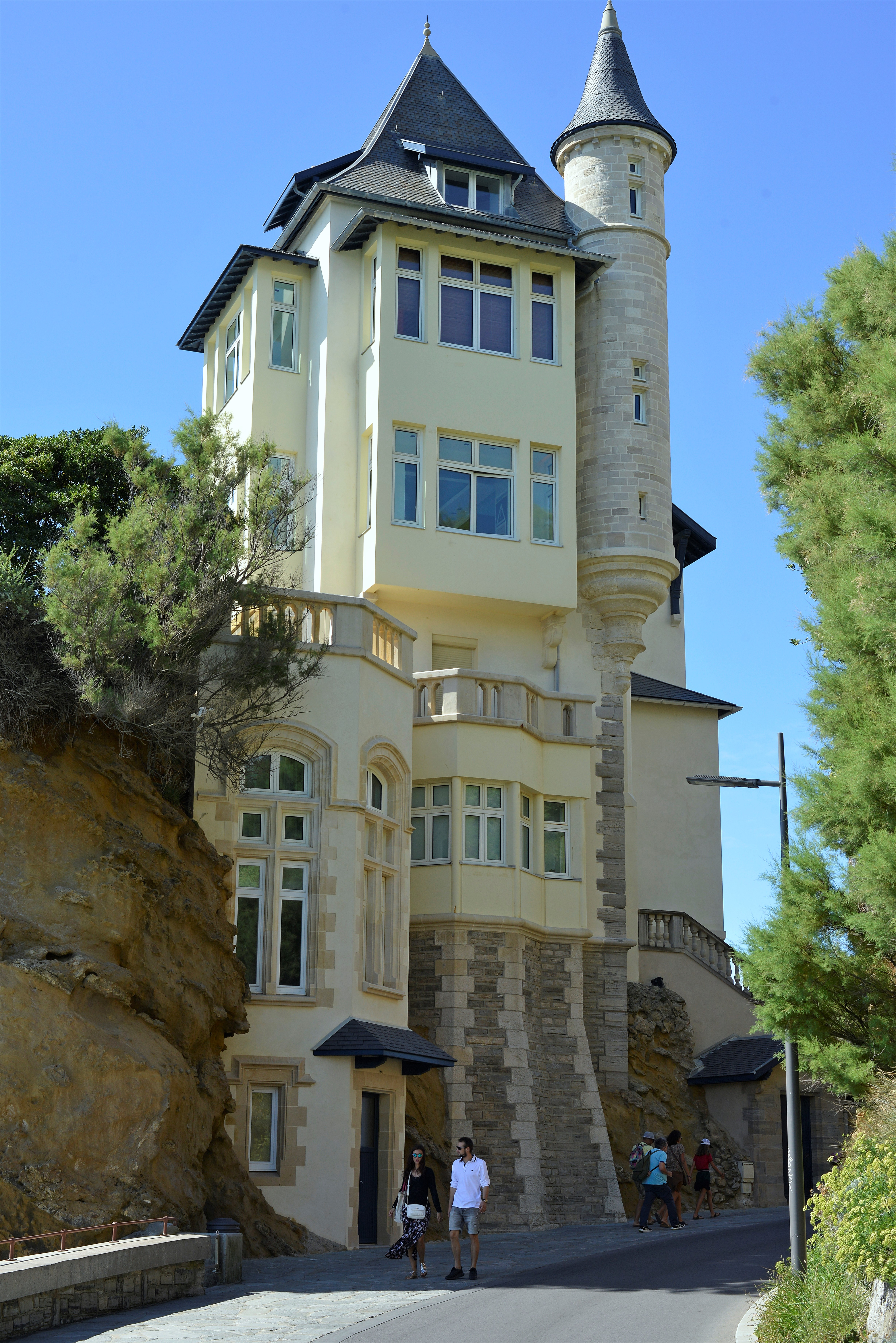
La villa Belza.
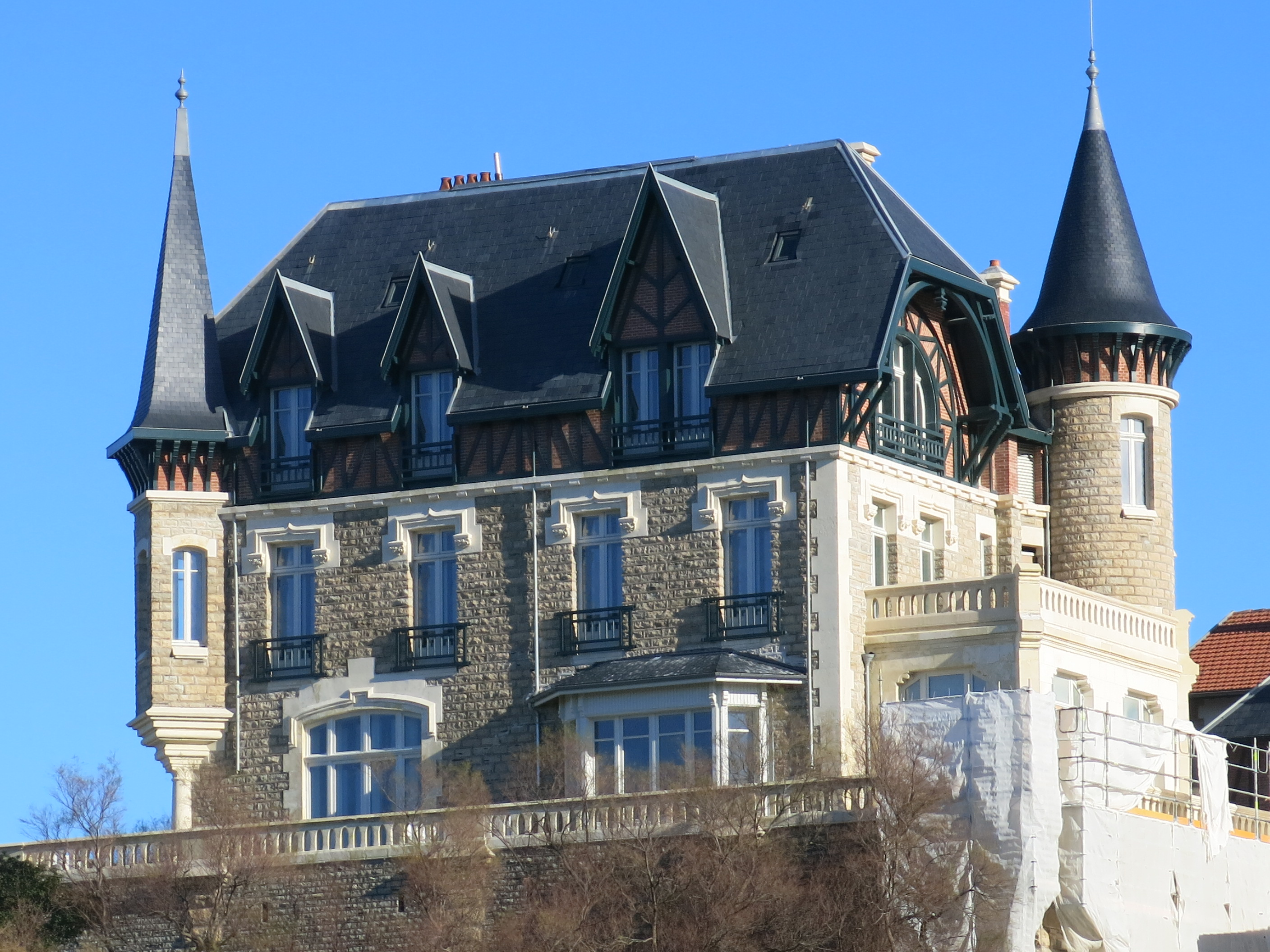
La villa Le Goéland.
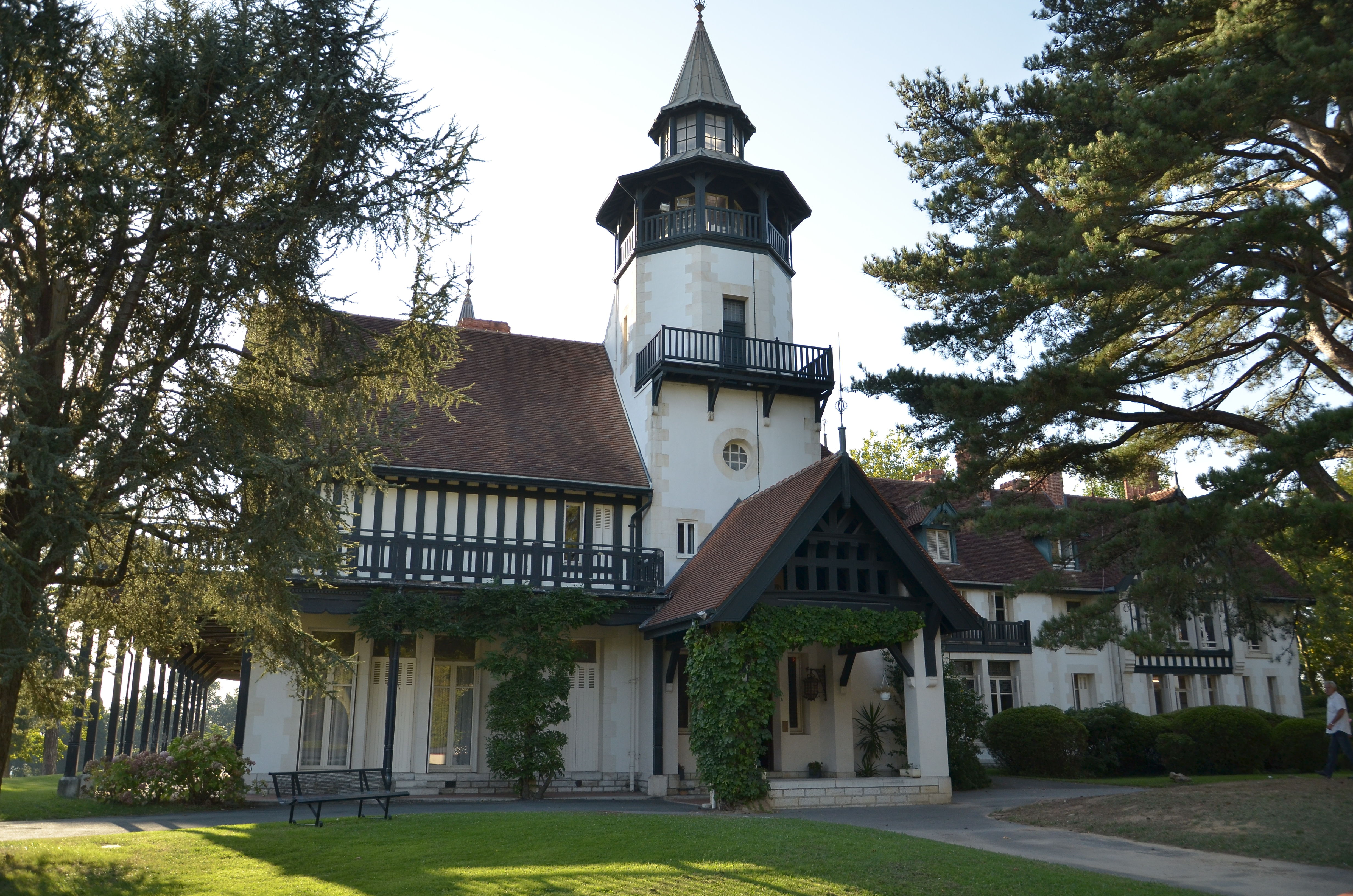
Le domaine de Françon.
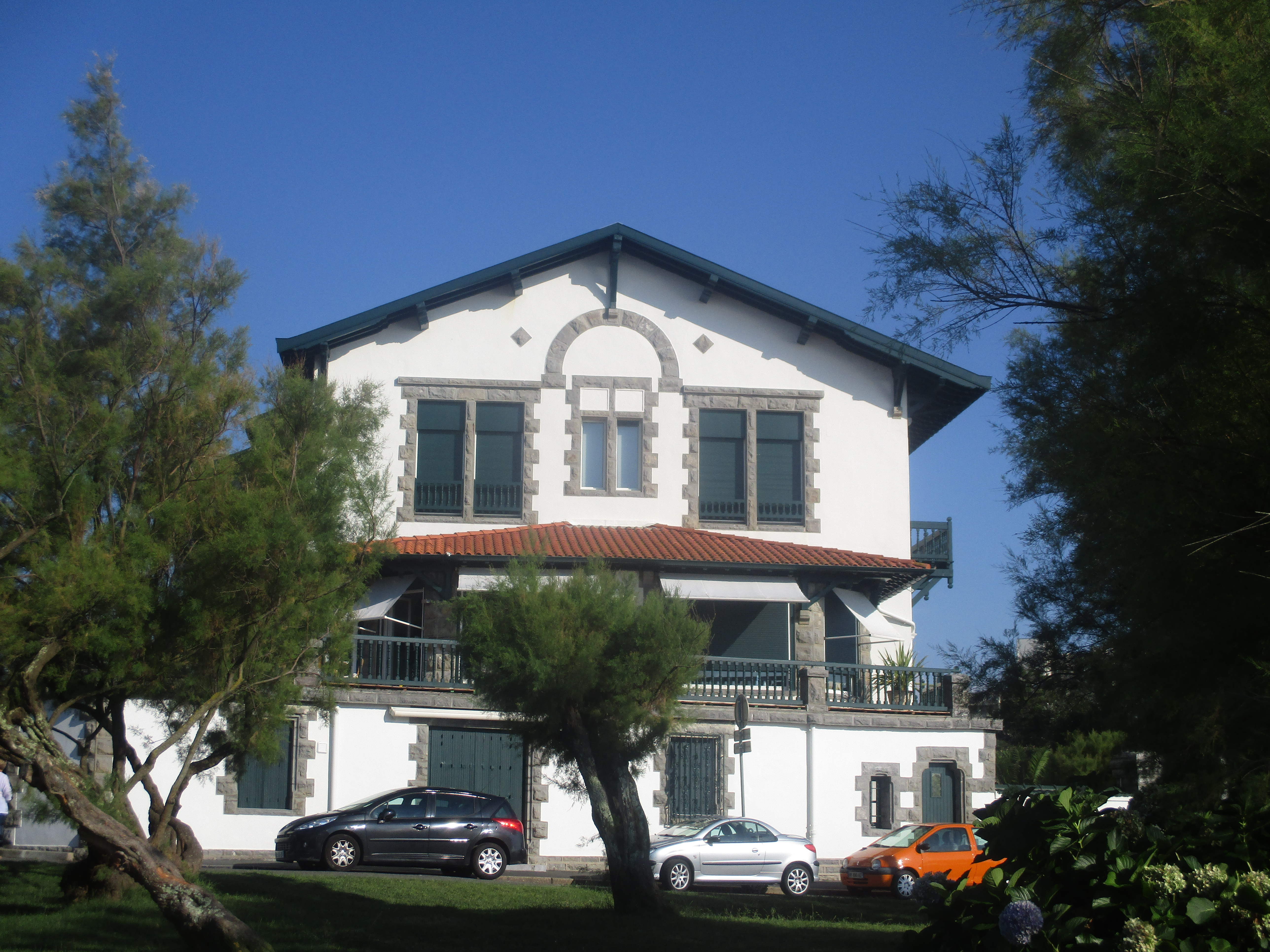
La villa Etchepherdia.

En 2009, le nombre total de logements dans la commune était de 24 202, alors qu'il était de 22 941 en 1999.
Parmi ces logements, 58,0 % étaient des résidences principales, 40,0 % des résidences secondaires et 2,0 % des logements vacants. Ces logements étaient pour 21,1 % d'entre eux des maisons individuelles et pour 78,6 % des appartements.
La proportion des résidences principales, propriétés de leurs occupants était de 53,9 %, en hausse par rapport à 1999 (51,0 %). La part de logements HLM loués vides était de 7,0 % contre 6,0 %, leur nombre étant en augmentation sensible 984 contre 883, soit une progression de 11,4 %.
Les statistiques ci-dessus, surtout les parts respectives des résidences principales et secondaires, sont représentatives d'une station balnéaire, à la fréquentation saisonnière, dont la population, relativement âgée, est propriétaire de son logement principal à plus de 50 % (pour comparaison, la proportion des résidences principales, propriété de leurs occupants était à la même époque, de 35,1 % à Bayonne).
Selon Claude Farrère en 1936,

« Biarritz, dont la vogue depuis le Second Empire a sans cesse grandi, apparaît aujourd’hui comme l’expression la plus parfaite de la ville des élégances internationales (…) La plage de Miramar et ses vagues, la ville et les villas, un luxe effarant, un encombrement qui décourage, et mille hôtels dont beaucoup sont splendides, et quelques-uns habitables. Toutes les séductions, toutes les attractions. De quoi tout oublier et s’oublier soi-même. »

De fait, le style architectural de Biarritz, autrefois village de pêcheurs dont le port a conservé quelques crampottes — petites maisons rustiques et chaulées, aux volets colorés, installées au Port-des-Pêcheurs et servant à remiser casiers, bouées et filets de pêche —, est éclectique. Chacun de ses illustres visiteurs a tenté, depuis la vogue des bains de mer, d’y laisser son empreinte, léguant à la postérité hôtels particuliers, châteaux et villas de styles, entre autres, néobasque (villa Etchepherdia), néomédiéval (villa Belza), néogothique (villa Roche Ronde), néonormand (villa Lou Bascou), Belle Époque (hôtel Régina), Art déco (hôtel Plaza), pastiche moyenâgeux (villa Larralde), Renaissance (château Boulart) et néo-renaissance (hôtel du Palais). En s’écartant du littoral, on retrouve également, le style urbain traditionnel de la maison labourdine, aux façades chaulées et aux pans de bois apparents peints le plus souvent en rouge brun, mais aussi en vert, gris ou bleu.
Hôtels notables de la commune :
- Hôtel du Palais (style néo-Louis XIII)
- Hôtel Régina (style Belle Époque)
- Hôtel Plaza (style Art déco)
- Hôtel Le Garage (style néorétro)

Châteaux notables de la commune :
- Château Boulart (style renaissance)
- Château Gramont (style Louis XIII)
- Château de Françon (style anglo-normand)

Villas notables de la commune :
- Villa Belza (style néomédiéval)
- Villa Le Goéland (style Belle Époque)
- Villa Javalquinto (style gothique italien)
- Villa Larralde (style pastiche médiéval)
- Villa Roche Ronde (style néogothique)
- Villa Etchepherdia (style néobasque)
- Villa Natacha (style néobasque)
- Villa Lou Bascou (style néonormand)
- Villa Casablanca (style néomauresque)

Pour Roger Brunet, le style architectural de Biarritz est « une synthèse et presque un musée du kitsch balnéaire ».

### Projets d’aménagement

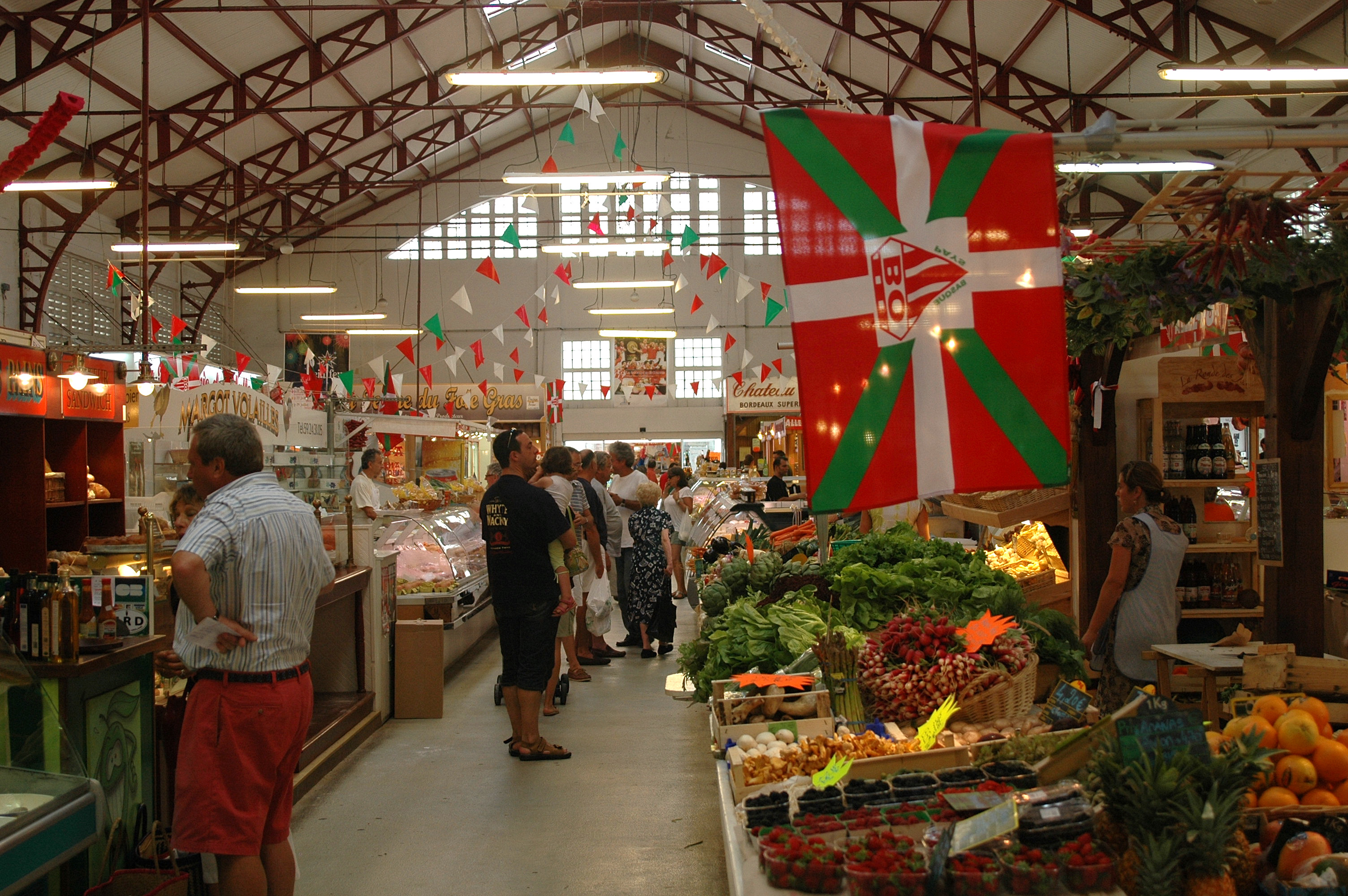
Marché de Biarritz. Les premières halles ont été inaugurées en 1885.

Le projet de schéma de cohérence territoriale (SCOT) de l’agglomération de Bayonne et du sud des Landes a été arrêté le 13 mai 2013 et approuvé le 6 février 2014. Depuis septembre 2010, 48 communes et 6 intercommunalités sont concernées par ce projet d'aménagement, soit 212 000 habitants, plus de 90 000 emplois et plus de 120 000 logements sur un territoire de 95 500 hectares. L'agglomération concentre 22 % des emplois des deux départements des Pyrénées-Atlantiques et des Landes, et 20 % de la population.
L'objectif principal du projet est de pouvoir accueillir 35 000 habitants supplémentaires à l’horizon 2025, correspondant à une population de 250 000 habitants. Cela se traduit par une augmentation de 31 500 logements supplémentaires dans le périmètre de l'agglomération, ce qui implique d’agir sur l’offre foncière à vocation économique et d’assigner 200 hectares aux besoins des entreprises actuelles et futures du territoire, soit 17 hectares par an. Le SCOT impose de surcroît de réduire de 50 % la consommation foncière par le recentrage du développement et l’évolution des formes urbaines et l’urbanisation prioritaire des zones permettant d’optimiser les équipements existants, dont le réseau d’assainissement collectif.
Le développement devra s’appuyer sur celui des communes dites du cœur d’agglomération ainsi que sur celui des petites villes de l’intérieur, en coordonnant le développement urbain et celui des transports publics. Ceci se traduit pour la zone littorale, à laquelle Biarritz appartient, par la promotion du transport ferroviaire et d’une offre routière performante, dans le respect de contraintes de développement durable, en particulier pour ce qui concerne la gestion de l’eau et des milieux aquatiques et de l’assainissement collectif.
Le développement et l’accueil de grands équipements culturels, sportifs, médicaux, administratifs, commerciaux, touristiques et scientifiques sont également retenus comme vecteurs de changement du projet. Il en va de même pour le renforcement des zones commerciales de rayonnement supra-territorial, confortant en priorité l’offre existante sur la zone Bayonne - Anglet - Biarritz par l’intermédiaire du BAB2 et des centres-villes correspondant.
La localité a récemment modifié son centre-ville pour améliorer l'accès et la circulation des piétons dans le périmètre défini par la zone qui s'étend du bord de mer vers les halles et le quartier Jules-Ferry. Cette action s'est traduite par la construction d'un parking souterrain de 300 places et la modification des voies de circulation et des stationnements de surface.

### Voies de communication et transports

#### Voies routières

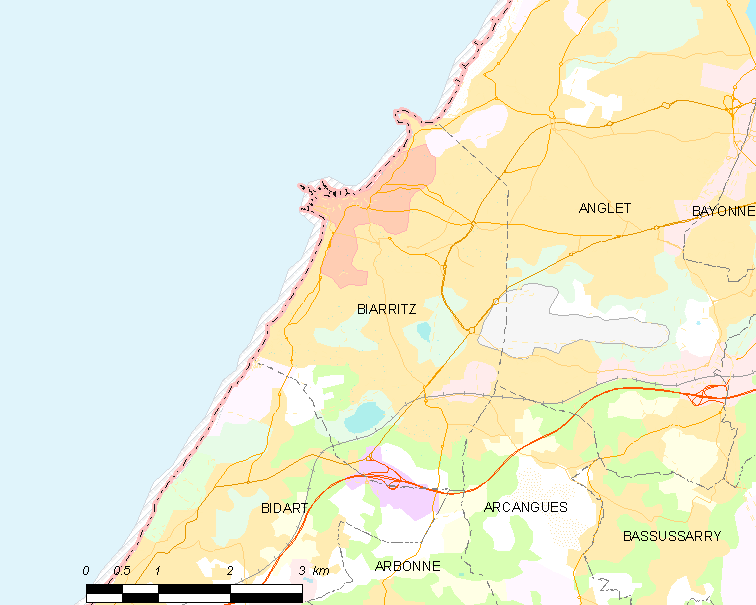
Frontières de Biarritz avec les communes limitrophes. Le trait rouge dans le coin inférieur droit indique la position de l’autoroute A63.

Biarritz est desservie par l'autoroute A63 (section Landes - Biriatou), au péage de la Négresse, qui, outre Biarritz, donne accès à Bidart, à l’aéroport de Biarritz-Pays basque et à Saint-Pée-sur-Nivelle.
Biarritz est traversée par la route départementale 810, qui était, avant son déclassement, la route nationale 10 de Paris à Hendaye.

#### Transport en commun

##### Réseau urbain
Depuis le 2 septembre 2019, Biarritz est desservie par la ligne T1 du Tram'bus de Bayonne et la ligne 3 du réseau Txik Txak. Les lignes 4, 5, 6, 36, 38, 44, 46, 52 du réseau de bus Chronoplus, géré par Keolis Côte Basque-Adour, desservent Biarritz en la reliant aux autres communes de l'agglomération : Anglet, Arcangues, Bassussary, Bayonne, Bidart, Boucau, Saint-Pierre-d'Irube et Tarnos,. Trois navettes gratuites desservent également le centre-ville, Saint-Charles, les plages de la Côte des Basques et du Port-Vieux (en haute saison) et en été, une navette permet de relier gratuitement le parking Relais situé à la halle d'Iraty jusqu’au jardin public.

#### Transport ferroviaire

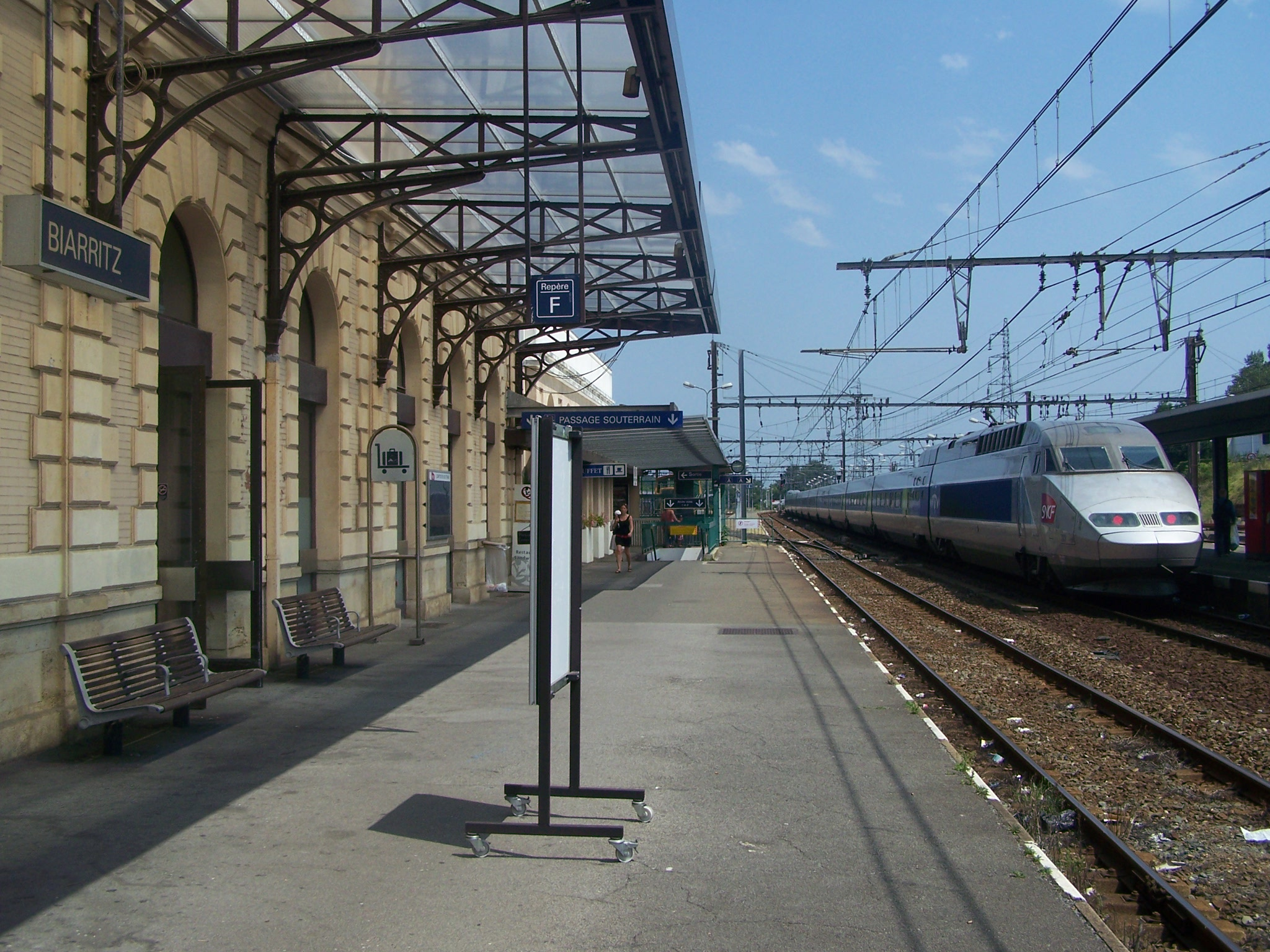
TGV en gare de Biarritz.

La gare de Biarritz, au quartier de La Négresse, est desservie par des TGV Paris-Hendaye ou Irun, des trains Intercités Toulouse - Hendaye, des trains Intercités de nuit, des TER Nouvelle-Aquitaine et par le passé un service auto-train. Elle est située sur la ligne de Bordeaux-Saint-Jean à Irun entre les gares ouvertes de Bayonne et de Guéthary. L'ancienne gare de Biarritz-Ville (ou gare du Midi) est aujourd’hui fermée. C'était le terminus d’un embranchement de 3,5 kilomètres qui partait de La Négresse pour rejoindre le centre-ville et empruntait un tunnel d’une longueur de 495 mètres avant le lac Marion. Elle est définitivement fermée le 14 septembre 1980. Le bâtiment-voyageurs de Biarritz-Ville à la façade Art nouveau, restauré en 1991, fait désormais partie d'un ensemble immobilier destiné à la tenue de spectacles et congrès,.
De 1888 à 1948, Biarritz était reliée à Bayonne par trois lignes de tramways à voie métrique, le BAB (Bayonne - Anglet - Biarritz), le BLB (Biarritz - Lycée de Marracq - Bayonne) et les Voies ferrées départementales du Midi (Bayonne - La Barre - Biarritz - Saint-Jean-de-Luz).

#### Transport aérien
Biarritz est desservie par l'aéroport de Biarritz-Pays basque (code IATA : BIQ • code OACI : LFBZ), situé pour une petite partie sur le territoire de la localité, mais surtout sur celui d'Anglet.
Le syndicat mixte pour l'aménagement et l'exploitation de l'aérodrome de Biarritz-Bayonne-Anglet, qui comprend la chambre de commerce et d'industrie de Bayonne Pays basque, l'agglomération Côte Basque-Adour, les départements des Pyrénées-Atlantiques et des Landes ainsi que la commune de Saint-Jean-de-Luz, assure la gestion de l’aéroport. Celui-ci a accueilli plus de 1 135 000 passagers en 2016.

### Risques naturels
La situation de la commune sur la façade atlantique et la nature de la géologie exposent Biarritz à certain nombre de risques naturels, tels des mouvements de terrain ou des inondations. L'arrêté préfectoral du 9 mars 2011 ne l'inclut néanmoins dans aucun plan de prévention du risque inondation (PPRI).
La localité est située dans une zone de sismicité modérée de niveau 3 sur une échelle de 1 à 5.
Les falaises de Biarritz connaissent une érosion constante depuis le début du XXe siècle de 70 cm par an, contre laquelle les équipes municipales successives sont impuissantes, malgré les travaux engagés. L'érosion des falaises est due tant à l'attaque frontale des vagues, qu'au travail de sape des eaux pluviales. Le quartier Beaurivage et la Côte des Basques sont particulièrement menacés.

## Toponymie
Son nom basque actuel est Biarritz, forme préconisée par l'Académie de la langue basque, Euskaltzaindia, qui est chargée de définir les toponymes officiels du Pays basque dans cette langue. C'est aussi la forme la plus répandue, même si localement la forme Miarritze est privilégiée. Le gentilé est biarriztar ou miarriztar, selon la forme utilisée.
Son nom gascon actuel est Biàrritz. Le gentilé est Biarrot.

### Attestations anciennes
Le nom de la localité est attesté sous les formes Bearids et Bearriz (1150) ; Beiarridz (1165); bearriz et beariz (1170) ; Bearidz, Bearriz, Beariz, lo port de Beiarriz et Bearridz (respectivement 1186, XIIe siècle pour les deux formes suivantes et 1261 pour les deux dernières graphies, cartulaire de Bayonne) ; Beiarid (1199); bearritz (1249); beiarriz et beiarrids (1261) ; Bearridz et Bearrits (respectivement 1281 et 1338, rôles gascons) ; Bearritz (1498, chapitre de Bayonne); Sanctus Martinus de Biarriz (1689, collations du diocèse de Bayonne); Mearritcen (1712); Biarrits (1863, dictionnaire topographique Béarn-Pays basque) et Biarritze et Miarritze au XIXe siècle.

### Étymologie
Selon Jean-Baptiste Orpustan, le toponyme Biarritz pourrait provenir de la racine basque berarr, altération du vocable basque belharr « herbe » avec le suffixe locatif -itz et aurait signifié « endroit herbeux ». Cette étymologie est reprise par Michel Morvan qui fait observer que Biarritz n'était, avant son développement au XIXe siècle, qu'un village dans la lande. Orpustan réfute absolument tout rapport avec le gascon beder ou tout autre terme roman.
Bien que le gascon (et précisément le parlar negre) soit l'une des langues parlées à Biarritz, l'hypothèse selon laquelle il s'agirait d'un toponyme d'origine gasconne n'est, selon Orpustan, étayée par aucun argument solide ; par exemple Jean-Raymond Larrouyet reprenant une proposition de Jacques Lemoine, soutient que le premier élément de Bearriz ou Bearidz, Bear- représenterait en fait le gascon Veder (« Beder ») signifiant « voir », terme issu du latin videre « voir », tout comme Bidarray (Pyrénées-Atlantique, Vidarray en 1621), Beyrie, ou encore Bédarrides dans le Vaucluse. Les « Beyrie » et « Beyries » sont d’ailleurs nombreux en pays de langue d’oc. Comme trobaïritz est le féminin de trobador, quelques auteurs ont imaginé que l'élément -itz représente ici la même désinence féminine. Biarritz aurait donc été le féminin de voyeur : Biarritz la « voyeuse ».
Or, ni Bidarray, ni Bédarrides (Betorrida, Biturrida) n'ont cette étymologie. Le premier remonte au basque bide « chemin » et array « gorge » et le second au gaulois *petorritum « quatre gués »,. Quant aux toponymes gascons Beyrie, Beyries, ils signifient « verrerie(s) ».
Une autre hypothèse, formulée par Hector Iglesias, fait du nom de Biarritz un anthroponyme d’origine germanique devenu par la suite un toponyme, comme on le constate fréquemment dans la toponymie française,. Il existe en effet en Galice, dans la province d'Ourense, une paroisse galicienne appelée Santa-María-de-Beariz (municipalité de Beariz), les formes anciennes étant Viarici (1034), Uiarici, Uiariz (1053) et Veariz (1220).
Le nom serait issu de l'anthroponyme germanique attesté sous la forme latinisée Viaricus, qui a évolué phonétiquement par la suite en Viarigo. Viarici / Uiarici est le génitif latin de Viaricus. La forme primitive de l'anthroponyme germanique (gotique) devait être *Weiha‑reiks, d'où Uia‑ric- ou Wia‑ric-, le premier élément étant dérivé probablement du terme wig‑ « guerre, combat » (cf. vieil anglais, vieux haut allemand wīgan « combattre », gotique weihan « combattre », anglo-saxon wiġ et wih « guerre, combat », wiga « guerrier, combattant ») et un second élément de composition très courant reiks « dirigeant, chef » bien attesté en gotique, morphologiquement latinisé par la suite en ‑ricus > ‑rici > *-ritsi > ‑riz / - ritz(e).
Il existe deux autres paroisses galiciennes portant le même nom : San Martín de Beariz (municipalité de San Amaro, Ourense) et Santa Magdalena de Baariz, 1392 (municipalité de Paradela, Lugo). Ce toponyme apparaît également dans la province espagnole de Léon et en territoire portugais : Viariz (municipalité de Corullón, Léon, Espagne), Viariz (municipalité de Baião, district de Porto, Portugal) et Viariz (district de Vila Real, Portugal).
Enfin Eugène Goyheneche voit dans le toponyme Biarritz une résurgence des formes les plus anciennes connues (Bearriz en 1150 et Beiarrids en 1261 par exemple), que la langue française écrite aurait figées, alors que la forme basque continuait d’évoluer. Il en conclut que, tout comme Ustar-itz dont le radical est un nom d'homme, Beiarritz signalerait le domaine de Beiar.

### Langues locales
Biarritz dispose de deux noms en basque : Biarritz et Miarritze. Ils furent normalisés par l'Académie de la langue basque le 30 mars 2000, qui privilégie cependant la première forme.
Les gentilés correspondants sont biarriztar et miarriztar.

### Oronymes

#### Noms des plages

Plages de Biarritz
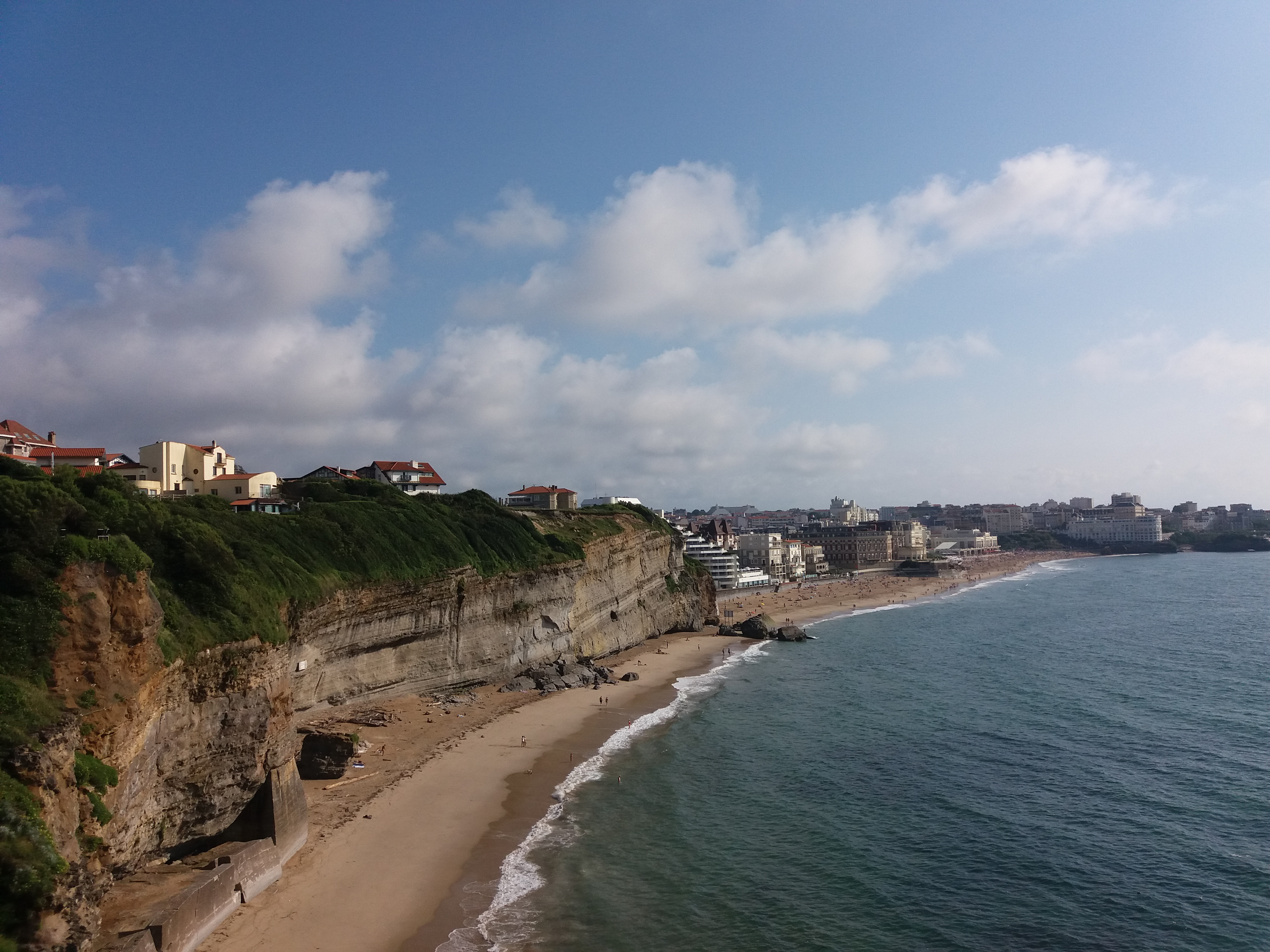
Plage Bernain (ou Plage du Cout).
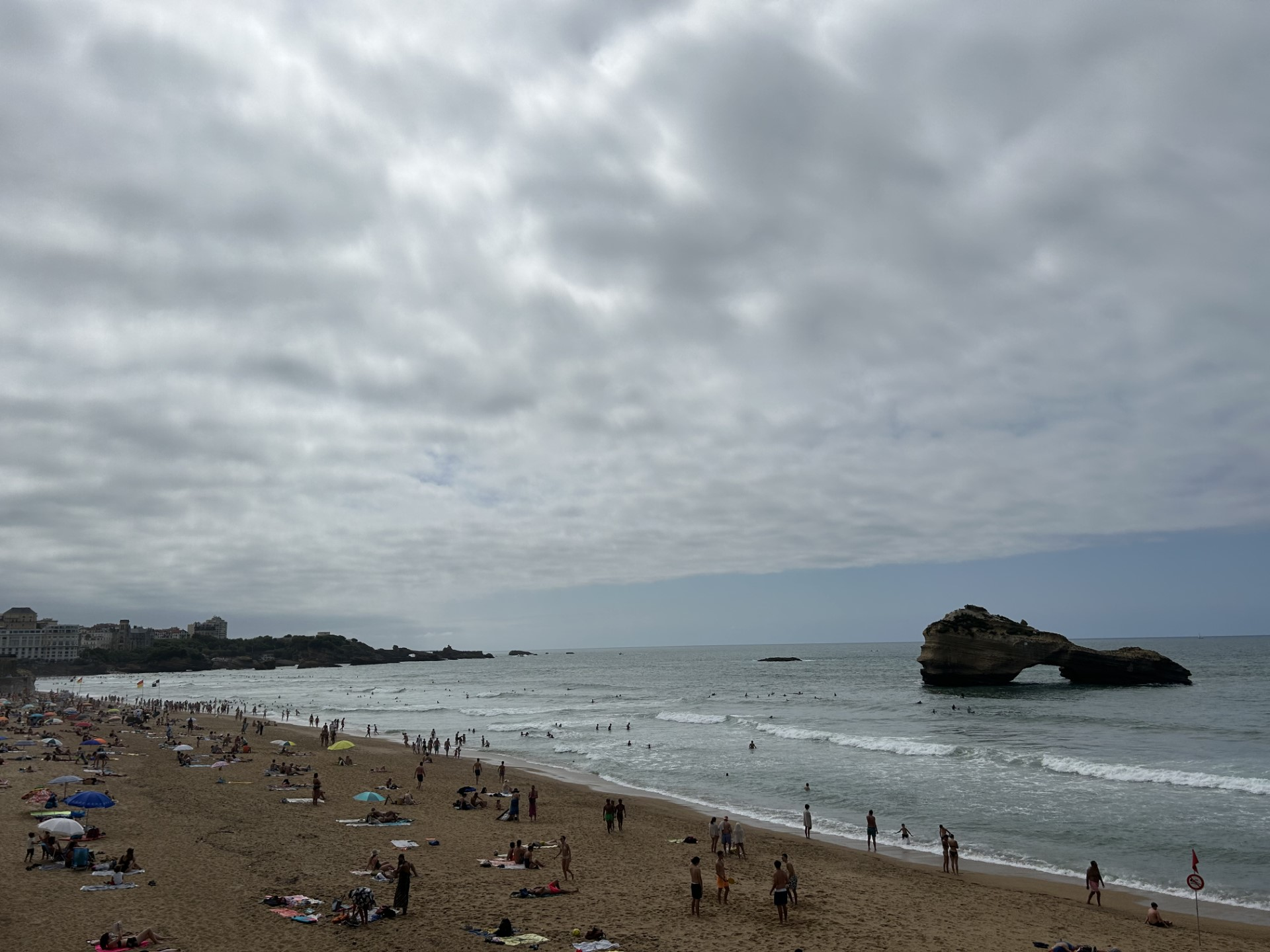
Plage du Miramar.
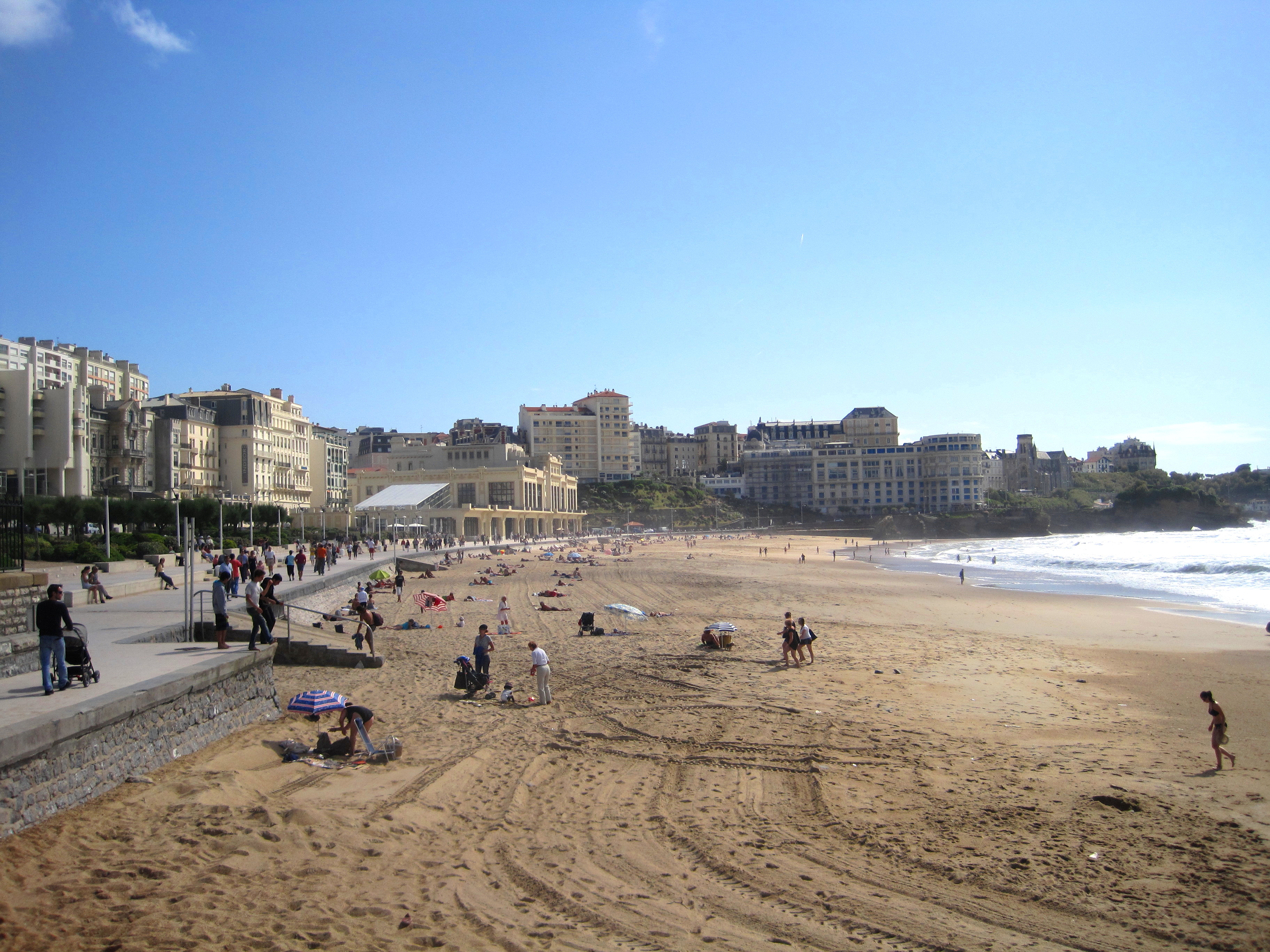
Grande Plage (ou Côte des Fous).
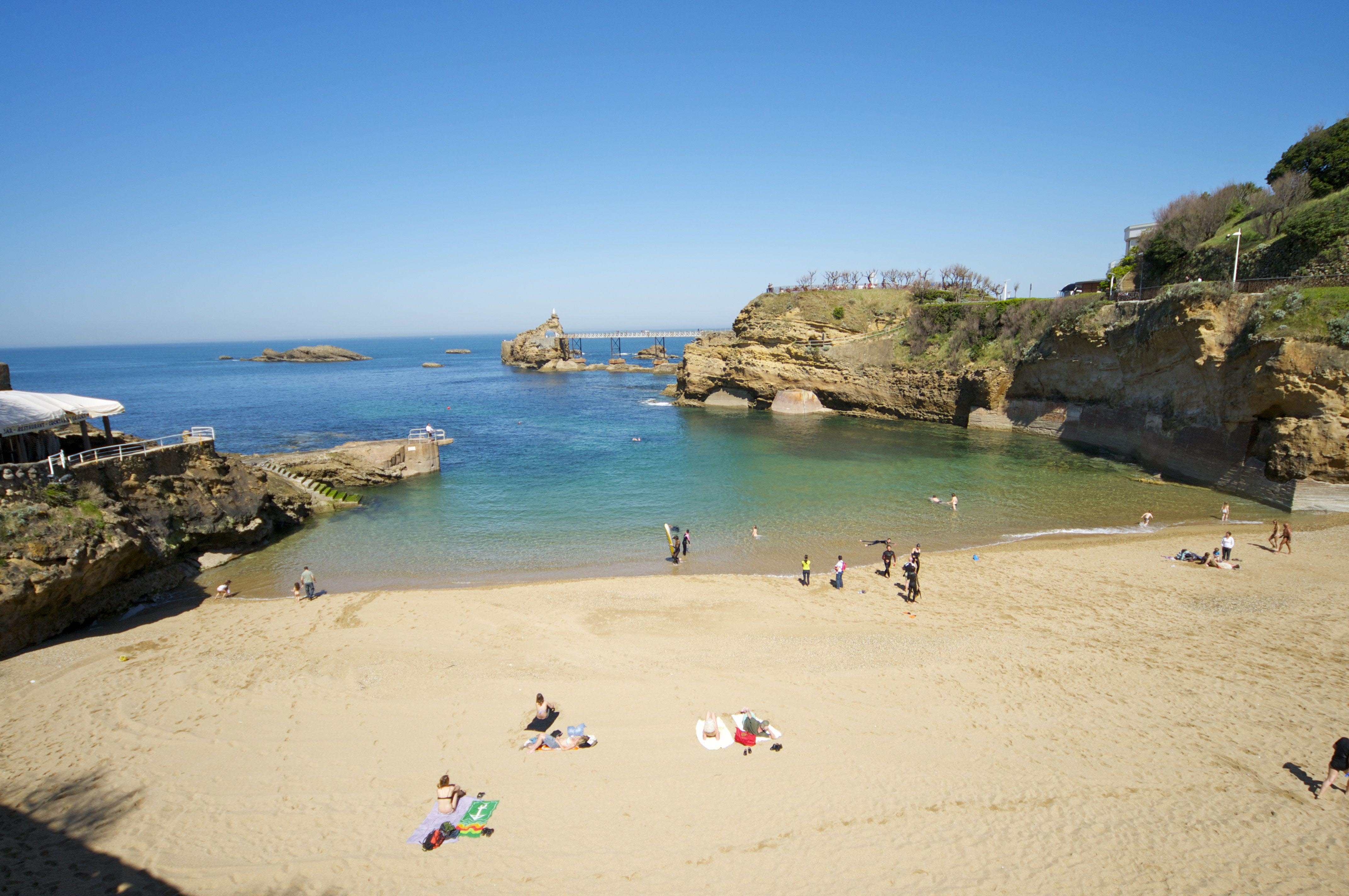
Plage du Port-Vieux (ou Port d'Uhart).
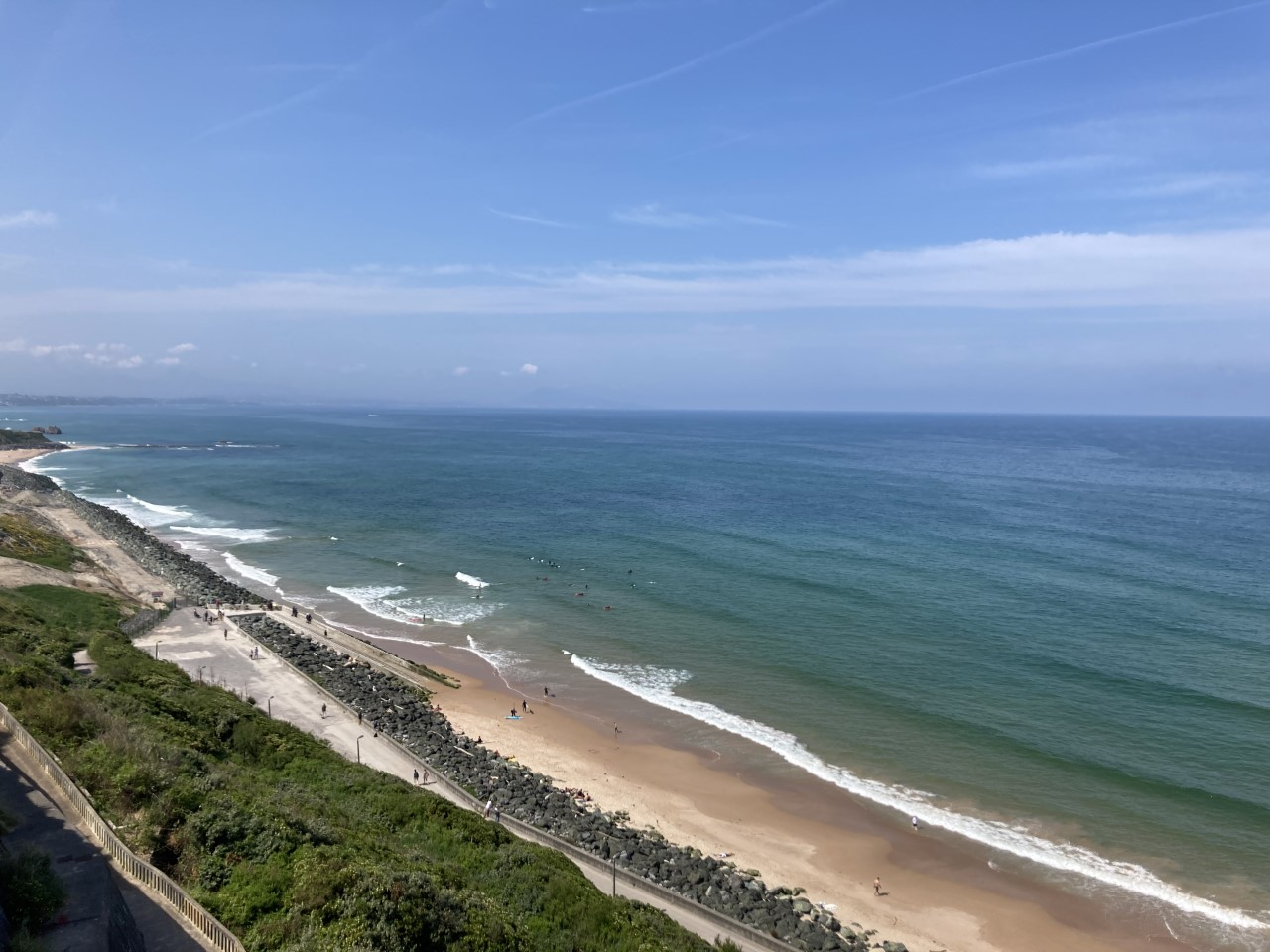
Plage de la Côte des Basques (ou Côte de Pernauton).
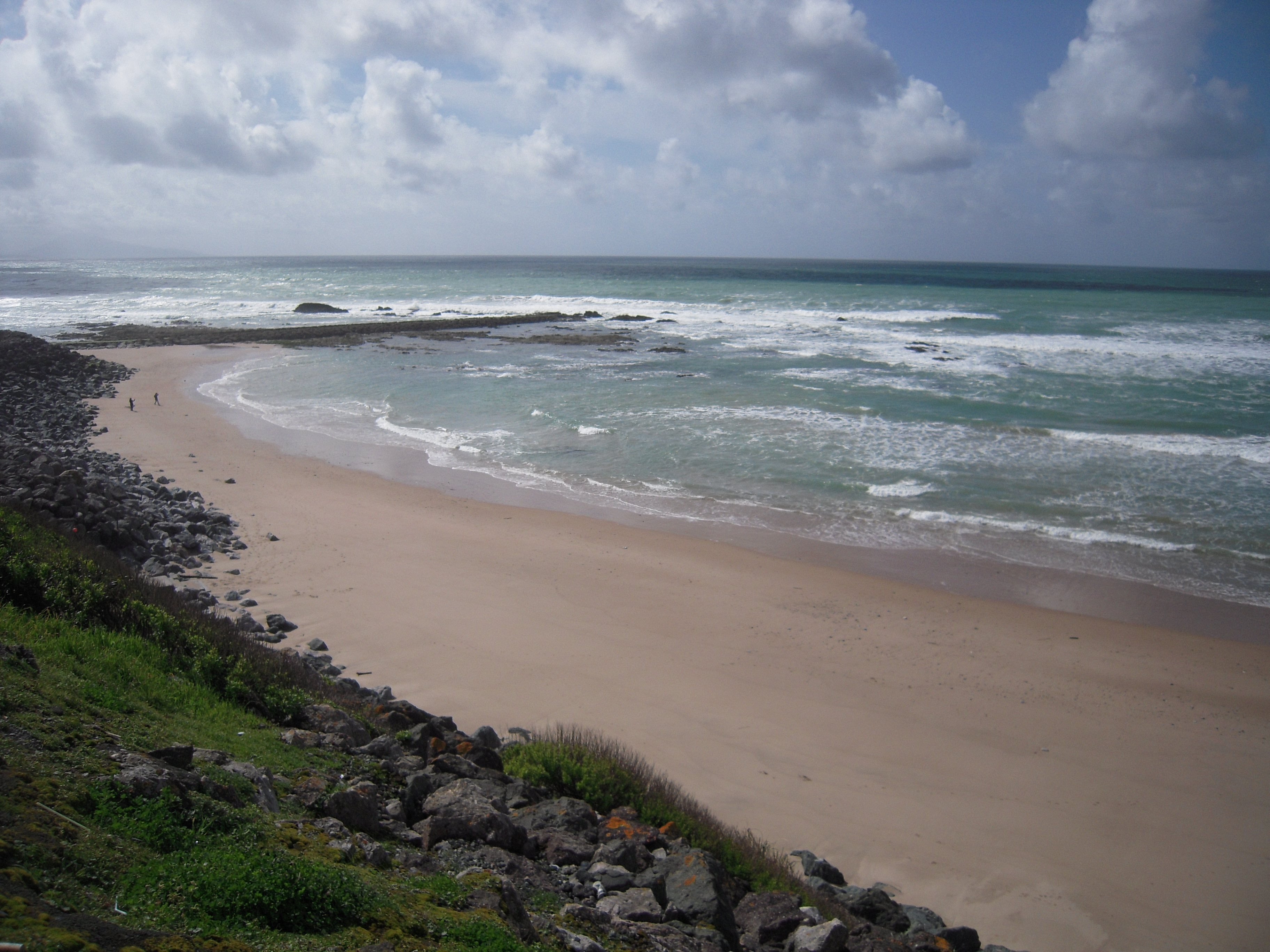
Plage de Marbella.
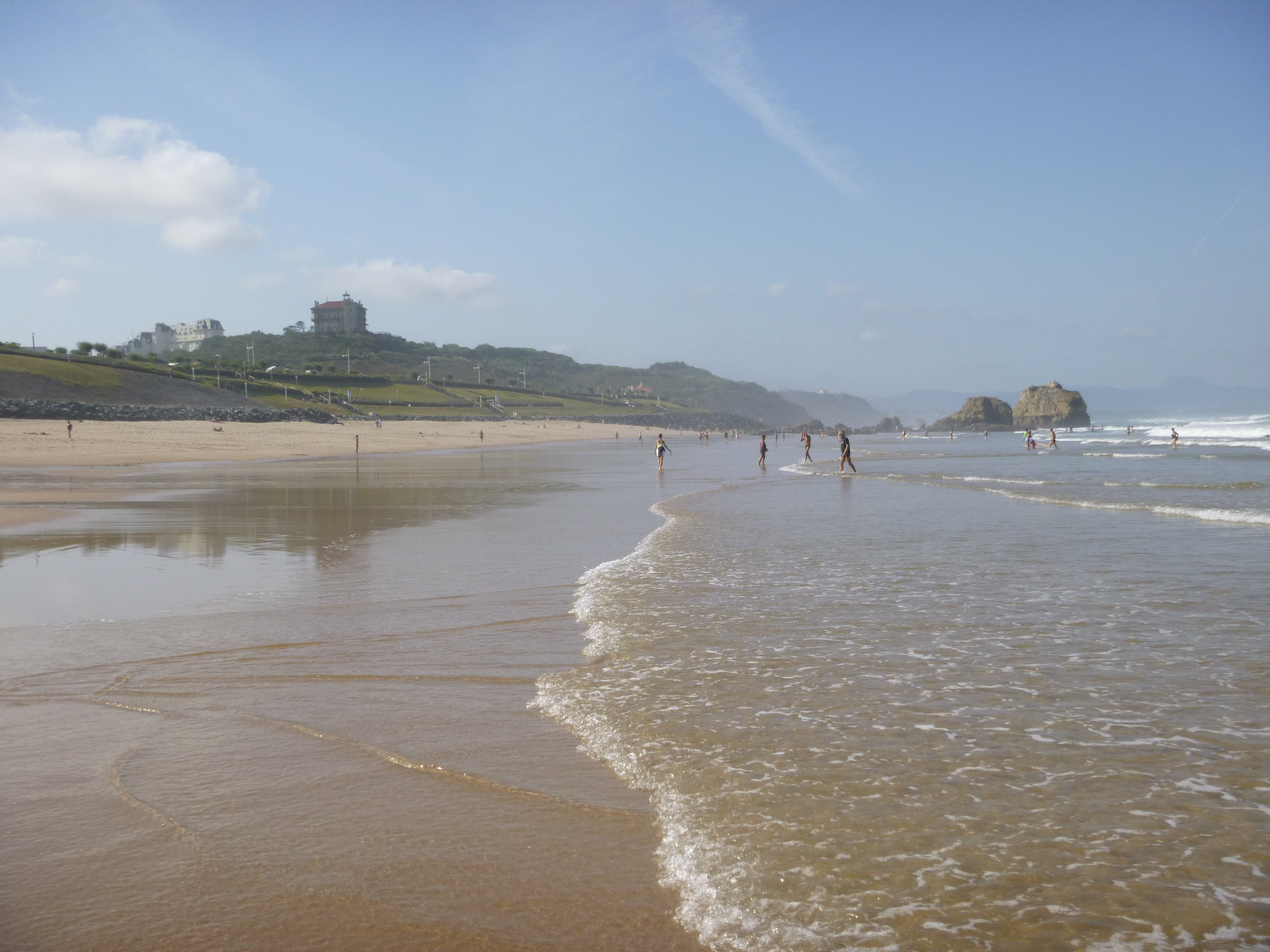
Plage de la Milady.

##### Plage Bernain
Aujourd'hui interdite d'accès au public pour risques d'éboulements, la Plage Bernain était naguère appréciée de l'Impératrice Eugénie qui s'y baignait discrètement, en empruntant pour s'y rendre une galerie creusée dans la roche. Cette plage était traditionnellement appelée la Plage du Cout.

##### Plage du Miramar
La Plage du Miramar est une plage située dans la prolongation de la Grande Plage, accessible uniquement à pieds, reconnaissable par la Roche ronde, rocher percé situé à plusieurs mètres du rivage où nichent de nombreux goélands. Dans la continuité de la plage, vers la falaise où trône le phare de Biarritz, se trouve la Plage Bernain.

##### Grande Plage

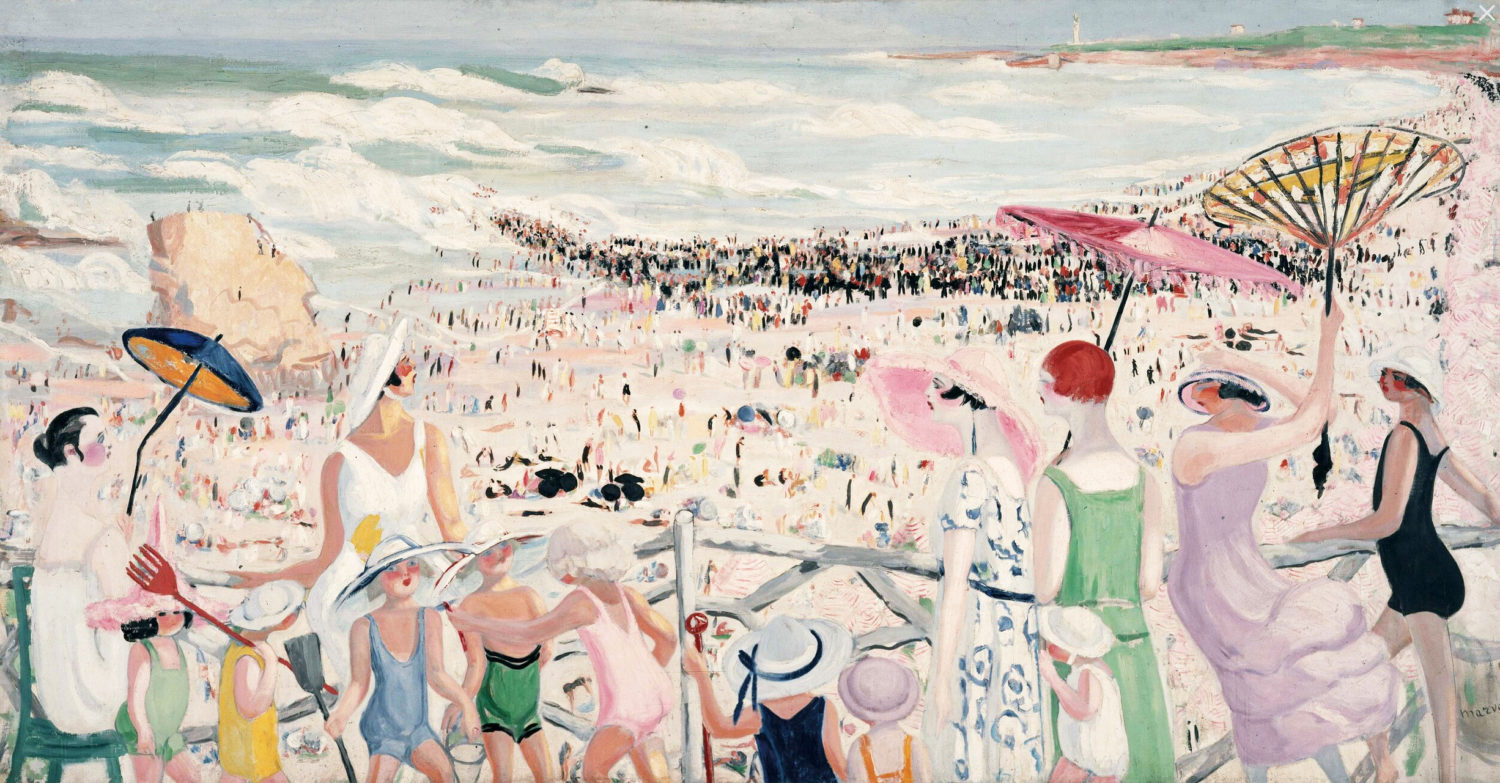
La Grande Plage à Biarritz, par Jacqueline Marval en 1923.

La Grande Plage est l’ancienne côte des Fous, où les malades mentaux recevaient le choc salutaire de la mer déchaînée (« ces détonations violentes causées par le choc de l’eau dans les grottes de ces bords »), dénommée également par la suite Côte du Moulin, en référence au Moulin de Blaye qui y était jadis adossé.

##### Plage du Port-Vieux
La Plage du Port Vieux est située au niveau du port que l'on appelait jadis le Port d'Uhart. Elle est encadrée d'un côté par l'Atalaye, et de l'autre par le Grand Pu. C'est vers 1870 que le Port d'Uhart devint le Pòrt Vilh, ou Port-Vieux en gascon.

##### Plage de la Côte des Basques
Certainement la plus étendue des plages de Biarritz, la Plage de la Côte des Basques était dénommée jusqu'au milieu du 19e siècle la Côte de Pernauton, du nom d'une ancienne ferme environnante.

##### Plage de Marbella
La Plage de Marbella tient son nom de la villa de style mauresque que fit ériger en 1863 Lady Caroline Bruce, plus connue localement sous le surnom de Milady, qui désigne une autre plage de la commune.

##### Plage de la Milady
Dernière plage de Biarritz au sud, en limite de Bidart, Milady est le surnom que donnèrent les biarrots à Lady Mary Caroline Bruce, épouse d'un lord anglais chambellan de la reine, descendante des rois d'Écosse, et amie de Napoléon III. Elle fit bâtir en 1863 une villa mauresque aux abords de l'océan, la villa Marbella, qui nomma une autre plage de Biarritz. D'après une carte de Biarritz de 1764 dressée par le docteur Laborde, le lieu-dit originel était connu sous le nom des Artigues.

#### Noms des rochers et élévations rocheuses

##### Pointe Saint-Martin
C’est à la pointe Saint-Martin que se dresse le phare de Biarritz, dont la construction fut décidée le 21 janvier 1794 (2 pluviose an II) par le Comité de salut public. Les travaux commencèrent en 1830. Par temps clair, la vue porte sur près de 150 kilomètres,.
La pointe a également porté le nom de cap d’Haitzart (« chêne » en basque).

##### Rocher La Frégate
La Frégate désigne un rocher de Biarritz, proche de la côte, au sud de la pointe Saint-Martin. C'est sur ce rocher que, le 27 janvier 1930, le vapeur anglais le Knebworth, fut drossé par la tempête,.

##### Rocher La Roche ronde
Édifice rocheux percé en son centre qui lui donne son nom et situé tout près de la plage du Miramar, La Roche ronde est un refuge pour de nombreux oiseaux. Le rocher est de ce fait désigné "site Natura 2000" le 6 avril 2006. On peut noter la présence majoritaire du Goéland leucophée, ainsi que l'Océanite tempête qui y nidifie.

##### Rocher Le Basta
Le Basta est un rocher situé à l'extrémité du port des pêcheurs, dans la descente vers la Grande Plage. On le reconnait à son aménagement, accessible par un pont, et couvert de tamaris. Il est notamment, avec la Grande Plage et la Cité de l'Océan, l'un des trois lieux réguliers de tirs de feux d'artifice l'été à Biarritz.

##### Digue de Gamaritz
Située en front de mer, entre deux des sites les plus touristiques de la ville, le Port des Pêcheurs et le plateau de l'Atalaye, la digue est assez fragilisée, notamment depuis les grosses tempêtes de l'hiver 2009-2010. L'ouvrage d'environ 102 mètres de longueur, a été construit en 1858 sous Napoléon III en vue de construire un port de commerce à Biarritz, sur le site actuel de la Grande Plage. Il sera prolongé en 1881 et se présente sous la forme d'un "S". Miné par des cavités qui se sont creusées, son potentiel effondrement serait une catastrophe pour le Port des Pêcheurs, qu'il protège de l'assaut des vagues. La ville de Biarritz qui est responsable de cette digue depuis l'année 2000, a décidé d'engager une restauration profonde.

##### Plateau de l'Atalaye
Surplombant le rocher de la Vierge et le Port des Pêcheurs, le plateau de l'Atalaye offre une vue sur le nord de la côte biarrotte. On peut y voir, depuis le Port-Vieux, la villa de l'Atalaye. Le plateau comporte également le tunnel de l'Atalaye, aménagé en 1864 et long de près de 75 mètres. Il permet notamment d'accéder rapidement au rocher de la Vierge et à l'aquarium, il est aujourd'hui piétonisé (de 11h à 2h30).

##### Rocher de la Vierge
Certainement le plus célèbre des édifices rocheux biarrots, le rocher de la Vierge est un des monuments de la ville, qui l'a représenté sur les panneaux de ses rues. Bien que relativement éloigné de la côte, il enregistre une forte affluence touristique. On y voit le phare, la villa Belza, on y distingue les plages sablonneuses d'Anglet et des Landes, ou encore les reliefs pyrénéens et la côte basque jusqu'à Getaria.

##### Rocher Le Boucalot
Rocher long et assez plat, le Boucalot se situe au large du Port-Vieux, à environ 350 mètres, un peu plus loin que le rocher de la Vierge. Il est prisé des nageurs, notamment de ceux du club local des Ours blancs.

### Hydronymes

#### Noms des lacs

Lacs de Biarritz
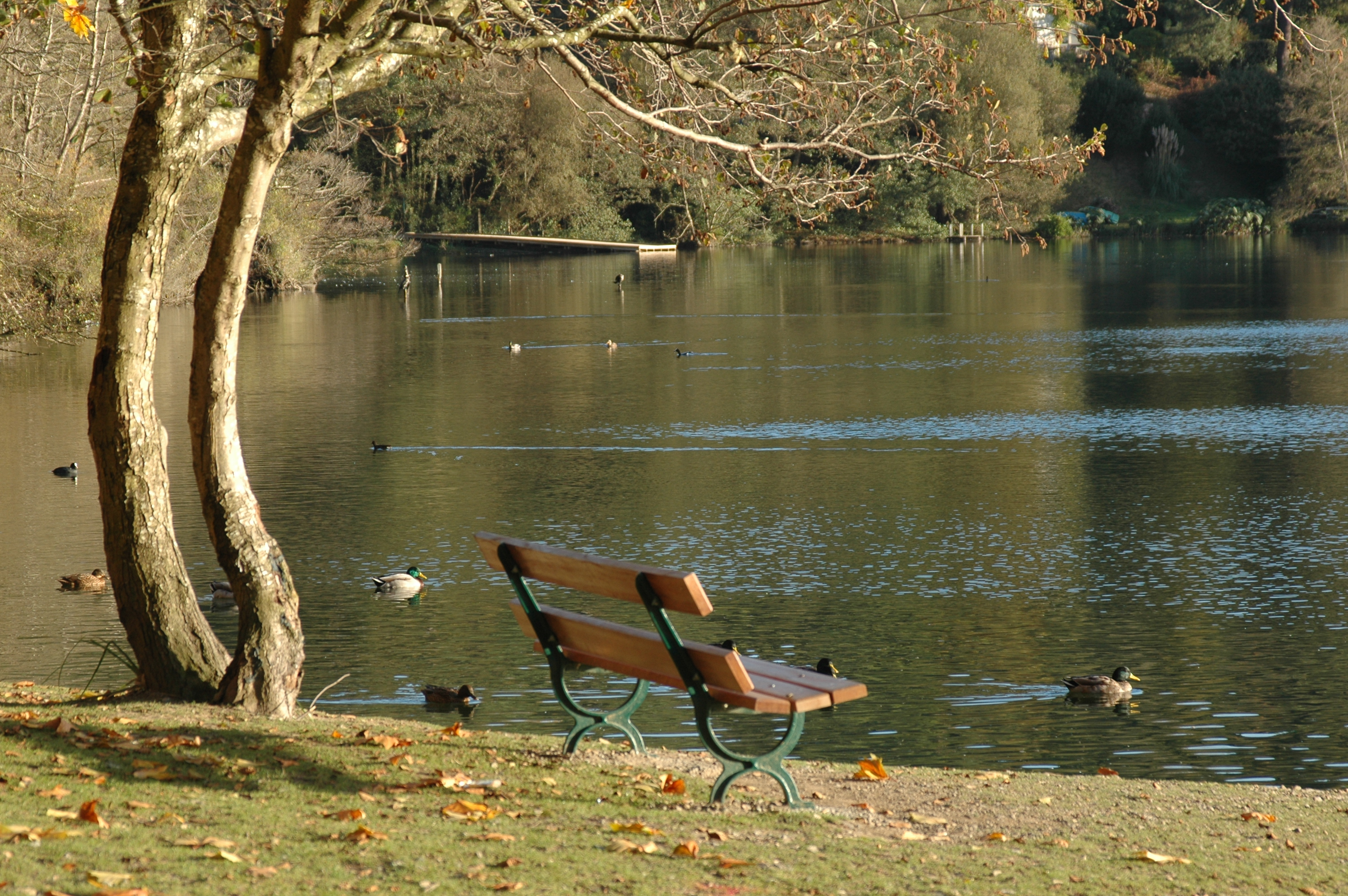
Lac Mouriscot
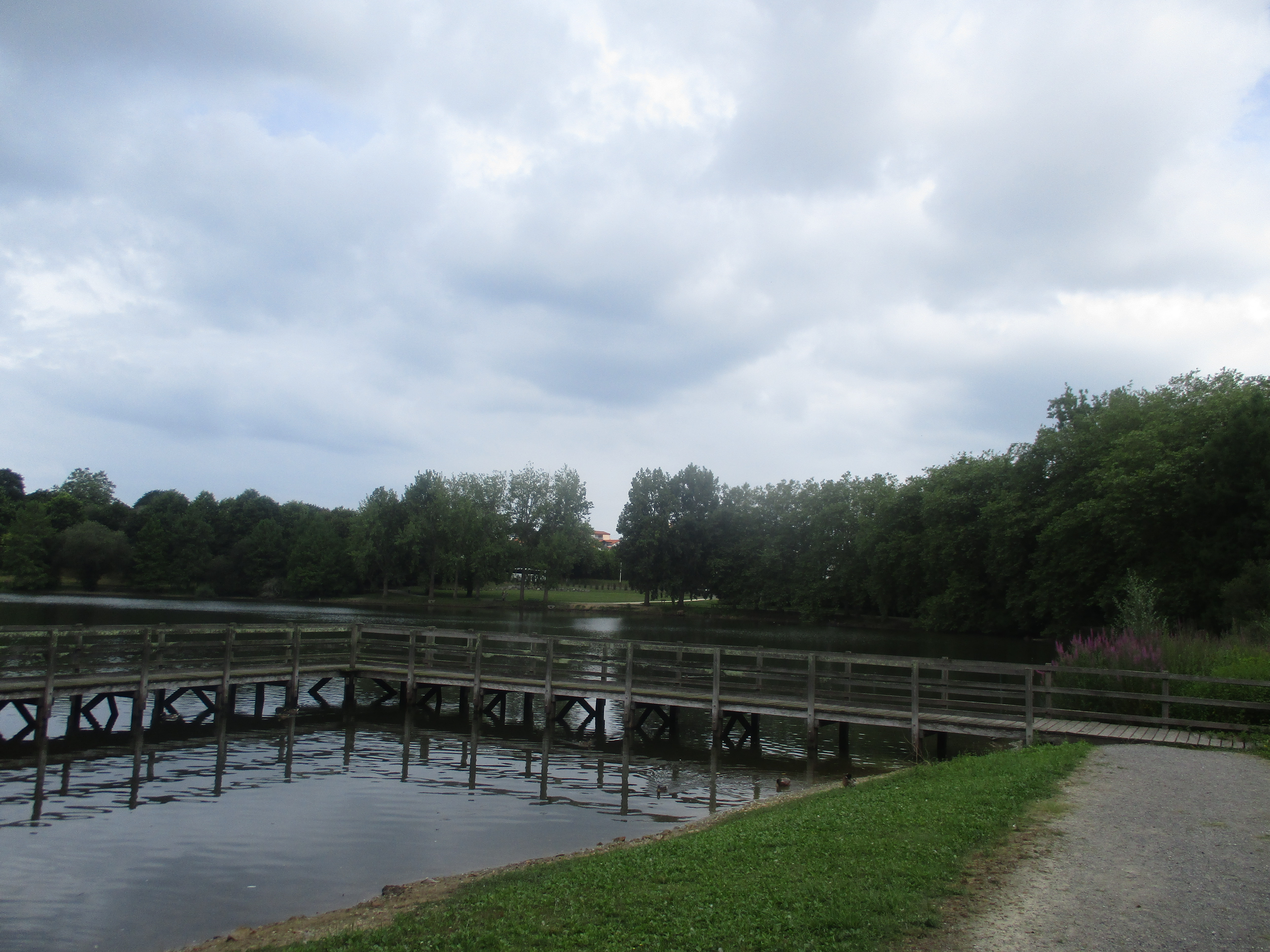
Lac Marion

##### Lac Marion
Il s'agit d'un ancien site naturel, devenu jardin public à l’anglaise dans les années 90, avec de grandes pelouses tondues rythmées par des arbres et des bosquets. A deux kilomètres de l’océan, le site d’une superficie totale de 20 hectares, possède en son centre un lac naturel de 5 hectares alimenté par un puits artésien. C’est un lieu notamment dédié aux loisirs et aux promenades, très prisé des biarrots. Un boisement de chênes pédonculés ceinture le lac peuplé de perches, carpes et calicobas. Le nom du lac proviendrait d'une ancienne ferme biarrotte située à proximité et qui fut habitée au 18ᵉ siècle par des cultivateurs.

##### Lac Mouriscot
Le lac Mouriscot, ancien lac Bleu, lac de l’Arrague ou lac d'Hondarrague porte ce nom depuis le XVIIe siècle. Mouriscot est également le nom d'une ancienne ferme dont le nom est mentionné sur la taxe de Capitation de 1764. Des Morisques, expulsés d’Espagne en 1611, s’y étaient fixés, et avaient agencé un artisanat de poteries d’argile, utilisant la glaise locale de bonne qualité.

### Microtoponymes
Barroilhet était une ferme de Biarritz du nom de Dominique Barroilhet, notaire et propriétaire du domaine en 1638,. Cette propriété fut le témoin de violents combats à la fin de 1813, lorsque les Anglais entrèrent dans Biarritz qu’ils occupèrent jusqu’en août 1814. Les tombes de trois officiers anglais de la Garde royale, toujours visibles dans les jardins du domaine, furent honorés par la reine Victoria en 1889.
Le domaine de Françon, comprenant piscine, lac, tennis et écuries, fut érigé en 1882 par la famille Pennington-Mellor.
Le château de Gramont (noté Grammont en 1863), situé près de l'église Saint-Martin, fut la propriété de Grammont de Castera, membre du Conseil général du commerce de Paris et proche de Napoléon Ier, au sacre duquel il assista. Le major-général Hope, commandant la 7e division d'infanterie pendant la guerre d'indépendance espagnole y établit son quartier général jusqu'au 8 août 1814. Sur l'invitation de Jules Labat, député-maire de Bayonne, Napoléon III y séjourna 42 jours pendant l'édification de la villa Eugénie. Le château actuel, dit de Gramont, fut édifié en 1866.
Zilhoeta est un toponyme de Biarritz dont la forme francisée a offert un mot à la langue française. Arnaud de Silhouette y est né, et son fils, Étienne de Silhouette, fut contrôleur général des finances sous Louis XV de mars à novembre 1759. Impopulaire et brocardé, la diffusion de ses caricatures lancèrent la mode des dessins « à la Silhouette », à l’origine du substantif silhouette.

## Histoire

### Préhistoire
La présence d’ancêtres préhistoriques est attestée en plusieurs endroits de la localité.
Le vallon de Chabiague a révélé la fréquentation du site au Paléolithique, durant le Moustérien, soit environ 300 000 à 30 000 avant le présent (BP) et l’Aurignacien (environ 39 000 à 28 000 BP). De même, sur les sites du Mouligna et du bois de Boulogne sont avérées des traces datant du Würmien moyen (50 000 à 30 000 BP) et du Néolithique (9 000 à 3 300 BP), et au cap Saint-Martin, du Néolithique avancé.
La grotte du phare de Biarritz a été occupée à deux époques, d'abord au Chalcolithique, ensuite au Bronze final.

### Antiquité
Les témoignages venant de l’époque romaine ou vascone sont à ce jour restés peu diserts pour la localité de Biarritz. Si Bayonne est au Ier siècle A.D. une place forte romaine de quelque importance, protégée contre les attaques des Tarbelli, peuple aquitain ou proto-basque, qui en occupent le territoire, on possède peu d'information sur Biarritz, si ce n’est la présence d’un ouvrage romain sur le poste d’observation de l’océan nommé Atalaye sur les restes duquel le château de Ferragus sera édifié durant la présence anglaise à partir du XIIe siècle.

### Moyen Âge

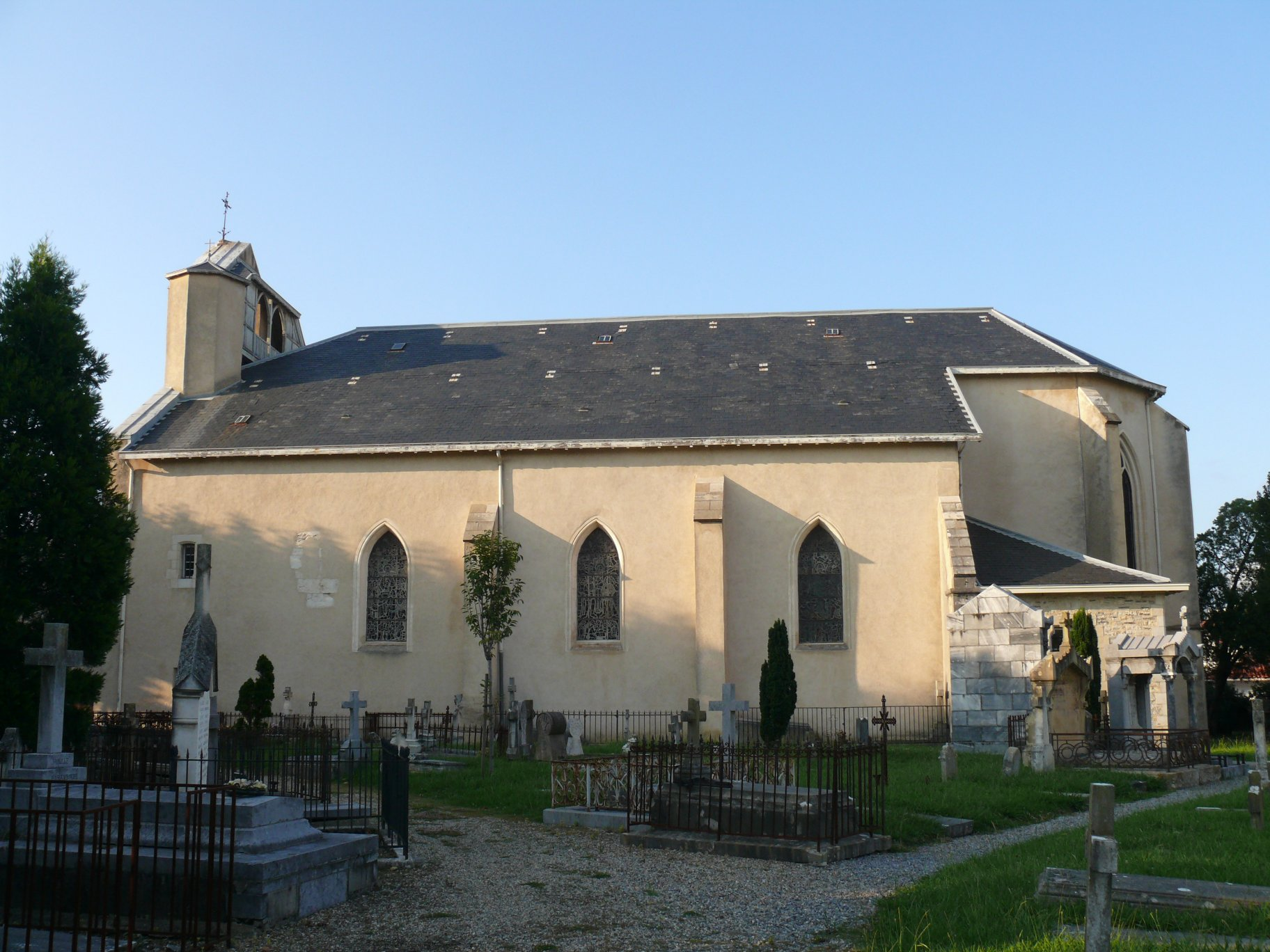
L'église Saint-Martin, au centre de l'une des deux paroisses originelles de Biarritz.

En 1152, Aliénor d'Aquitaine épouse Henri Plantagenêt qui deviendra suzerain du duché d'Aquitaine. Le prince Édouard, fils aîné d'Henri III d'Angleterre, investi du duché, est fiancé à Éléonore de Castille, qui lui apporte les droits sur la Gascogne.
Deux foyers de peuplement sont attestés au Moyen Âge. D’une part, l’église Saint-Martin anime les quartiers de l'intérieur des terres. D’autre part, le château de Belay (mentionné en 1342), également appelé château de Ferragus, protège la côte et l’actuel Port-Vieux, alors que la vie religieuse et les assemblées communautaires se déroulent à la chapelle Notre-Dame-de-Pitié (citée en 1498), dominant le Port-des-Pêcheurs. On en déduit deux activités principales, l’une agricole et la seconde, tournée vers la mer.
Un document daté du 26 mai 1342 atteste de cette activité maritime axée sur la pêche, autorisant les Biarrots à « (…) remettre à Bayonne tout le poisson frais que nous et nos successeurs habitants de Biarritz pêcheront dans la mer salée »,. Il s'agit en particulier de chasse à la baleine (variété Eubalaena glacialis ou baleine franche de l'Atlantique nord).
La construction du château fort de Ferragus fut décidée par les Anglais, sur les fondations d'un ouvrage romain, au sommet du promontoire dominant la mer, nommé Atalaye, qui servait de lieu d'observation des baleines. Ce château possédait une double enceinte crénelée épaisse de deux mètres, un pont-levis et quatre tours. Il est encore fait référence à ce château en 1603 (lettres patentes d'Henri IV). Il en restera une tour, dite de la Haille, puis de la Humade à partir de 1739, lorsque le ministre de la Marine choisit l'endroit pour y établir un feu pour servir d'amer. La tour disparaît en 1856.

### Temps modernes

Représentation des pêcheurs basques (blason de Biarritz)

On ignore de quelle période date l’émancipation de la paroisse Saint-Martin, jusque-là hameau de Bayonne. En 1621 néanmoins, Louis XIII approuve une modification de gestion, de laquelle découlera la nomination du premier jurat — le terme désignant par la suite le maire de la localité — de la commune. On connaît par ailleurs le nom des députés de la paroisse au biltzar du Labourd en 1517, Compainhet de Sandore et Marticot d’Etcheverry. Biarritz a fait partie du biltzar du Labourd jusqu’à sa disparition en 1789. L'année 1568 voit l’élection d’une délégation de la paroisse pour défendre ses intérêts, composée de huit mariniers et de quatre laboureurs. Ces quelques éléments permettent de cerner la période de l’indépendance du hameau.
L’activité de Biarritz durant cette période est surtout maritime. De jour comme de nuit un guetteur est posté sur le promontoire de l’Atalaye, scrutant l’horizon à la recherche du jet fusant, le souffle de la baleine. Aussitôt harponnée par des hommes embarqués sur des baleinières mouillant dans le Vieux-Port, la baleine est traînée jusqu’à ce dernier pour être dépecée. En 1565, Ambroise Paré fut le témoin de ce spectacle. La prise du dernier cétacé à Biarritz date du 2 ou 3 mars 1686.
La disparition de cette source de revenus importante est à l’origine d’une nouvelle activité. Les mariniers et autres nautoniers s’embarquent sur des bateaux corsaires, mais également pour la pêche dans les eaux irlandaises et de Terre-Neuve. On compte au XVIIe siècle dix capitaines biarrots et près de 300 marins sur les rôles maritimes, et une cinquantaine de capitaines au siècle suivant. Ainsi, le Biarrot Jean Dalbarade (1743 - 1819), fut ministre de la Marine entre 1793 et 1795, après avoir brillé dans la guerre de course.

### Révolution française et Second Empire

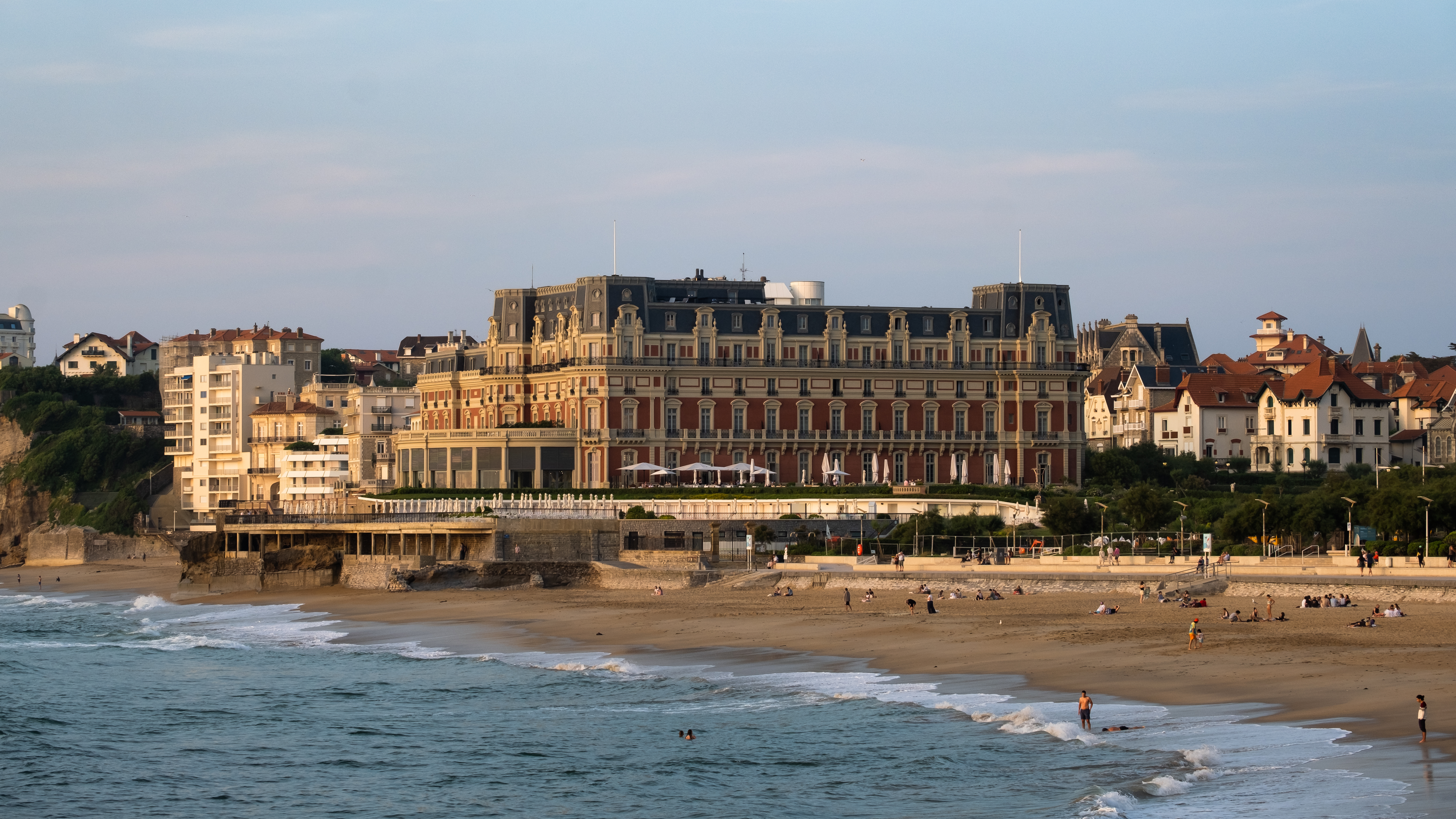
L'hôtel du Palais, anciennement Villa Eugénie.

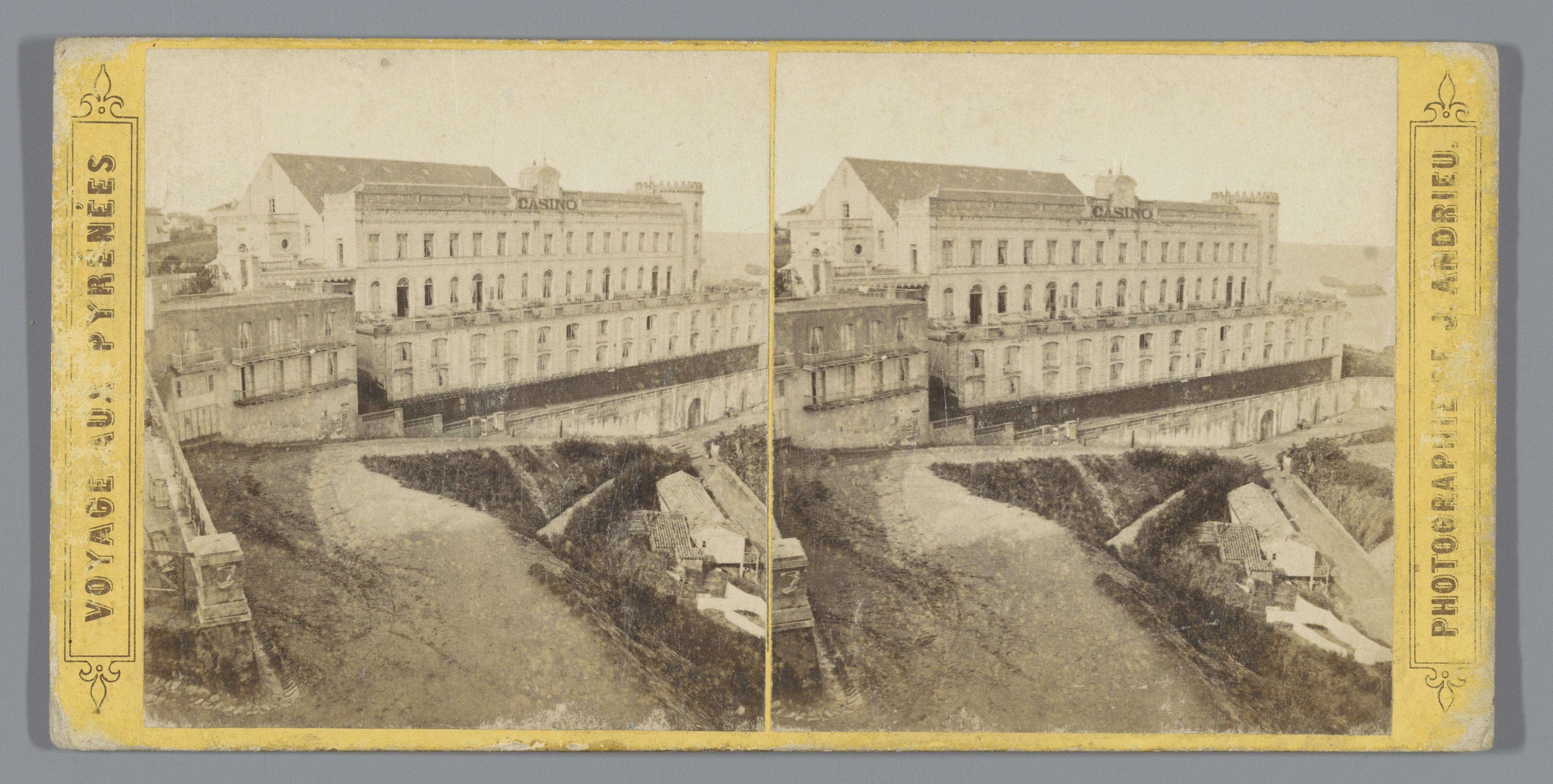
Ancien casino de Biarritz, construit à partir de 1857, à l'initiative de Benito R. de Monfort (cliché stéréoscopique de Jean Andrieu, vers 1862-1876).

Dès 1784, les bains de mer de Biarritz sont à la mode et Napoléon s'y baigne en 1808. Quand Victor Hugo découvre la localité en 1843, il évoque déjà le risque de la voir devenir une ville balnéaire : 

« qu’un hameau de pêcheurs, pleins de mœurs antiques et naïves, assis au bord de l’océan (…) ne devienne à la mode, (que le) village à toits roux et à contrevents verts posé sur des croupes de gazon et de bruyère dont il suit les ondulations (…) ne soit pris du mauvais appétit de l’argent (…) mettant des peupliers sur ses mornes, des rampes à ses dunes, des escaliers à ses précipices, des kiosques à ses rochers, des bancs à ses grottes (…). »

L'impératrice Eugénie, venue à plusieurs reprises avec sa famille, convainc son époux Napoléon III d'en faire leur villégiature. Le couple impérial y séjourne à l'été 1854. Napoléon III décide la réalisation d'un vaste domaine et lui construit une demeure dite Villa Eugénie. La présence des souverains amène les têtes couronnées de toute l'Europe et fait le succès de la cité balnéaire que l'empereur créa à partir du village existant, tel Louis XIV à Versailles, en faisant « la reine des plages et la plage des rois ». En 1858, l'empereur y reçoit l'évêque de Soissons qui l'entretient des Apparitions de Lourdes. C'est à Biarritz que Bismarck vient rencontrer Napoléon III en septembre 1865, afin d'obtenir le soutien de l'empereur français à la politique prussienne. En octobre 1868, au cours des régates de Biarritz, les équipages des avisos à hélice de la division navale des côtes ouest de France Chamois (cdt Jules d'Ariès, 1813-1878) et l'Argus (cdt Henri Rieunier, 1833-1918, futur amiral ministre de la marine et député de Rochefort) accueillent à leur bord l'impératrice Eugénie et son fils le prince impérial. De cette histoire, Biarritz a gardé quelques immeubles caractéristiques comme le casino Bellevue, le Grand Hôtel, l'église anglicane (actuel musée municipal) ou l'église orthodoxe à rapprocher des visites de l'aristocratie russe d'avant la révolution russe.

### Époque contemporaine

#### La Belle Époque

Bains salins de Biarritz, Eugène Trutat, 1893. Document conservé au muséum de Toulouse.

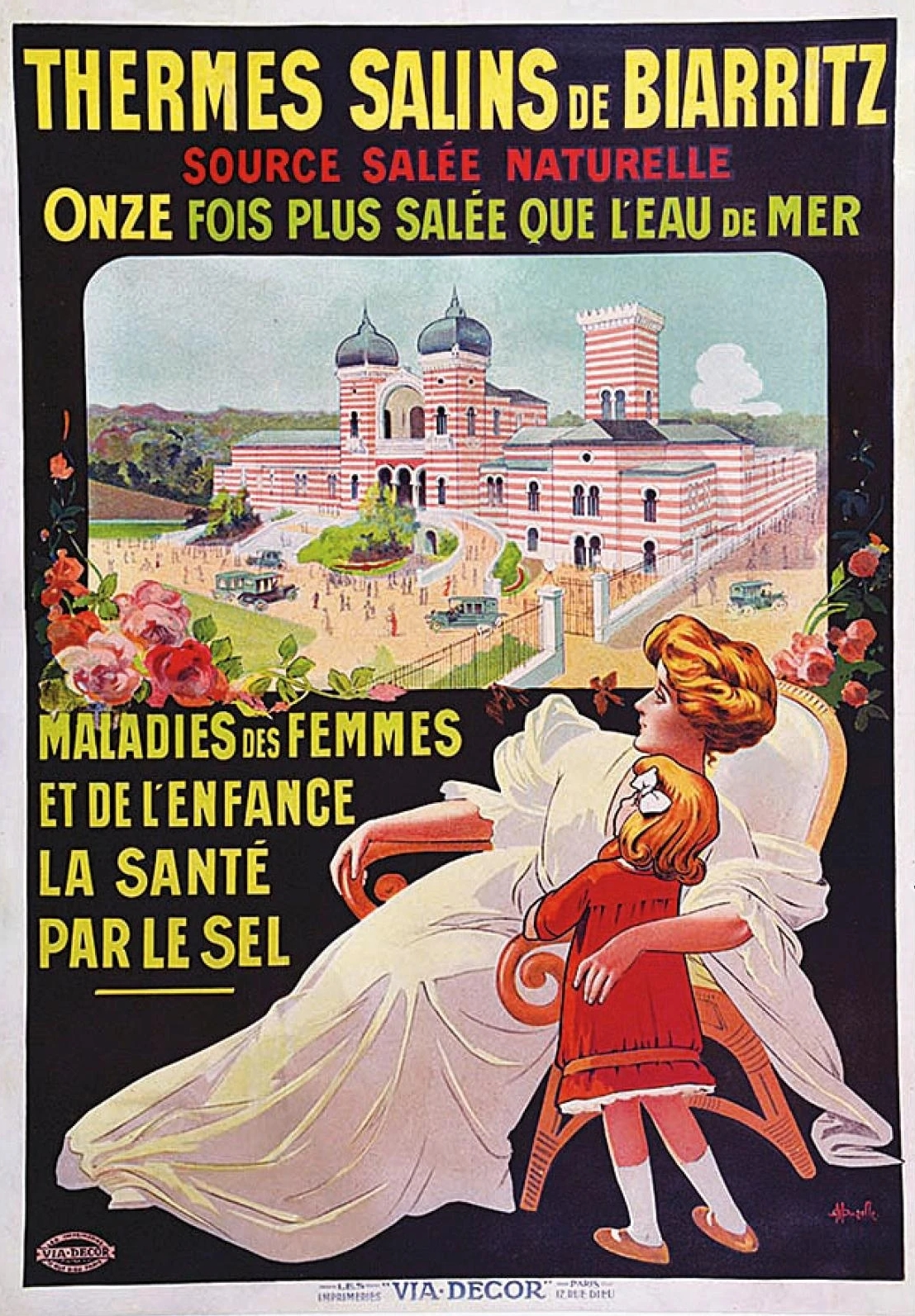
Thermes Salins de Biarritz, affiche publicitaire d'Auzolle, 1910.

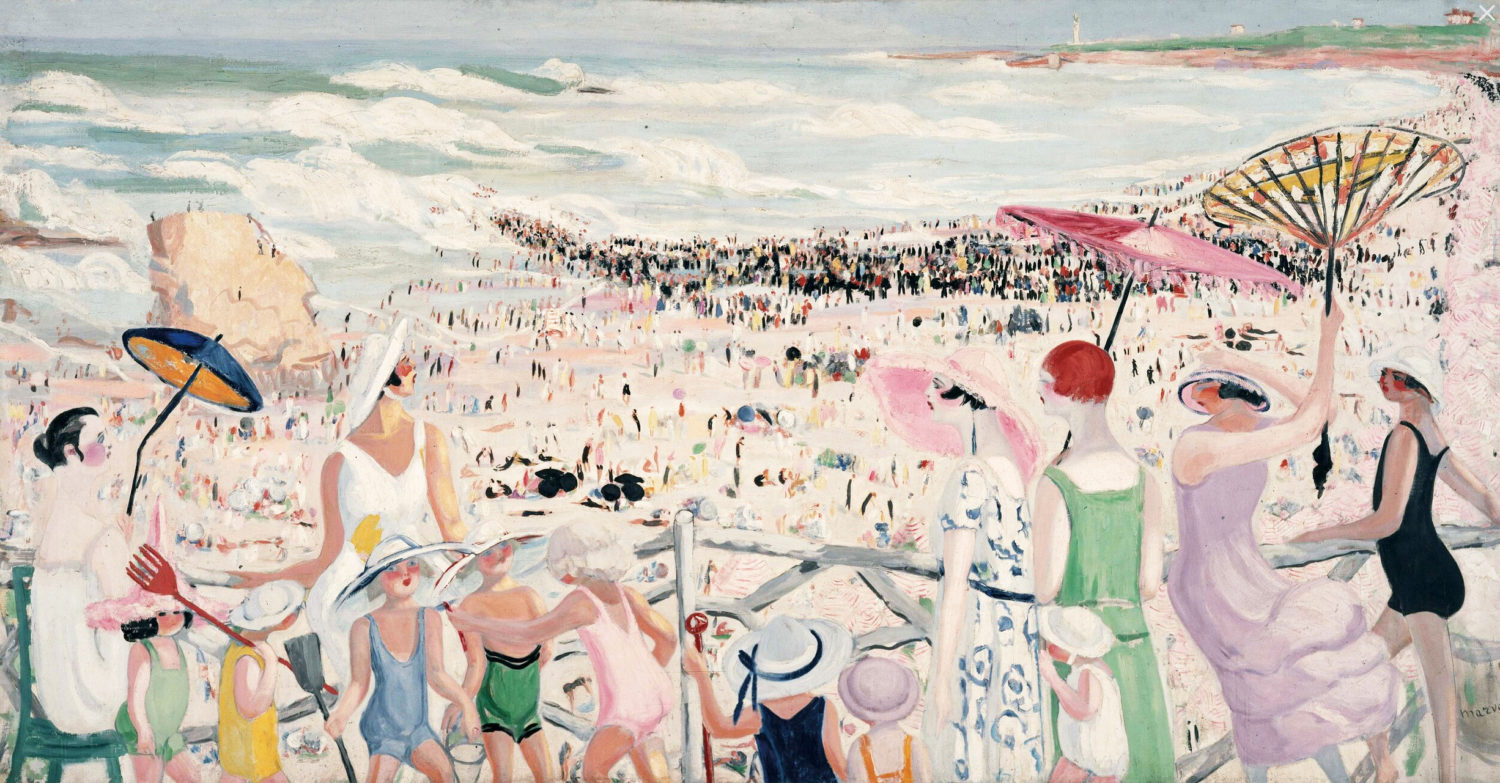
Jacqueline Marval, La Grande plage de Biarritz, huile sur toile, 1923, musée d'Arts de Nantes.

C'est de cette époque (pose de la première pierre en décembre 1892 par la reine Nathalie de Serbie et inauguration en juin 1893) que datent les thermes salins de Biarritz, sur un projet de l'architecte Lagarde. En provenance des salines de Briscous, des canalisations souterraines de plus de vingt kilomètres acheminent alors une eau en teneur saline plus de dix fois plus élevée que celle de l'eau de mer. Ces établissements furent fermés à partir de 1953 et rasés en 1968.
Créé en 1894, agrandi deux fois (1911 et 1926) et toujours vivant aujourd’hui, le grand magasin Biarritz Bonheur est à l'époque un temple du luxe et de la mode. Au début du XXe siècle, la majorité de ses employés parlent anglais. La ville de Biarritz est également une ville liée à l'histoire de la mode française en particulier la maison Chanel. Coco Chanel y ouvre en 1915 sa 3e boutique située 2, avenue Édouard VII.
Plus tard, Biarritz devient le lieu où s'essaie une technologie alors avant-gardiste. L'ingénieur Paul Grasset, à partir de 1929, essaya d'y exploiter l'énergie houlomotrice, exprimée par les vagues. Le laboratoire hydrodynamique de Biarritz fut alors construit, jusqu'à ce que la crise de 1929 interrompe le projet. L'expérimentation a alors été abandonnée, et les ruines du laboratoire sont toujours visibles aujourd'hui au pied du phare,.

#### L'occupation allemande

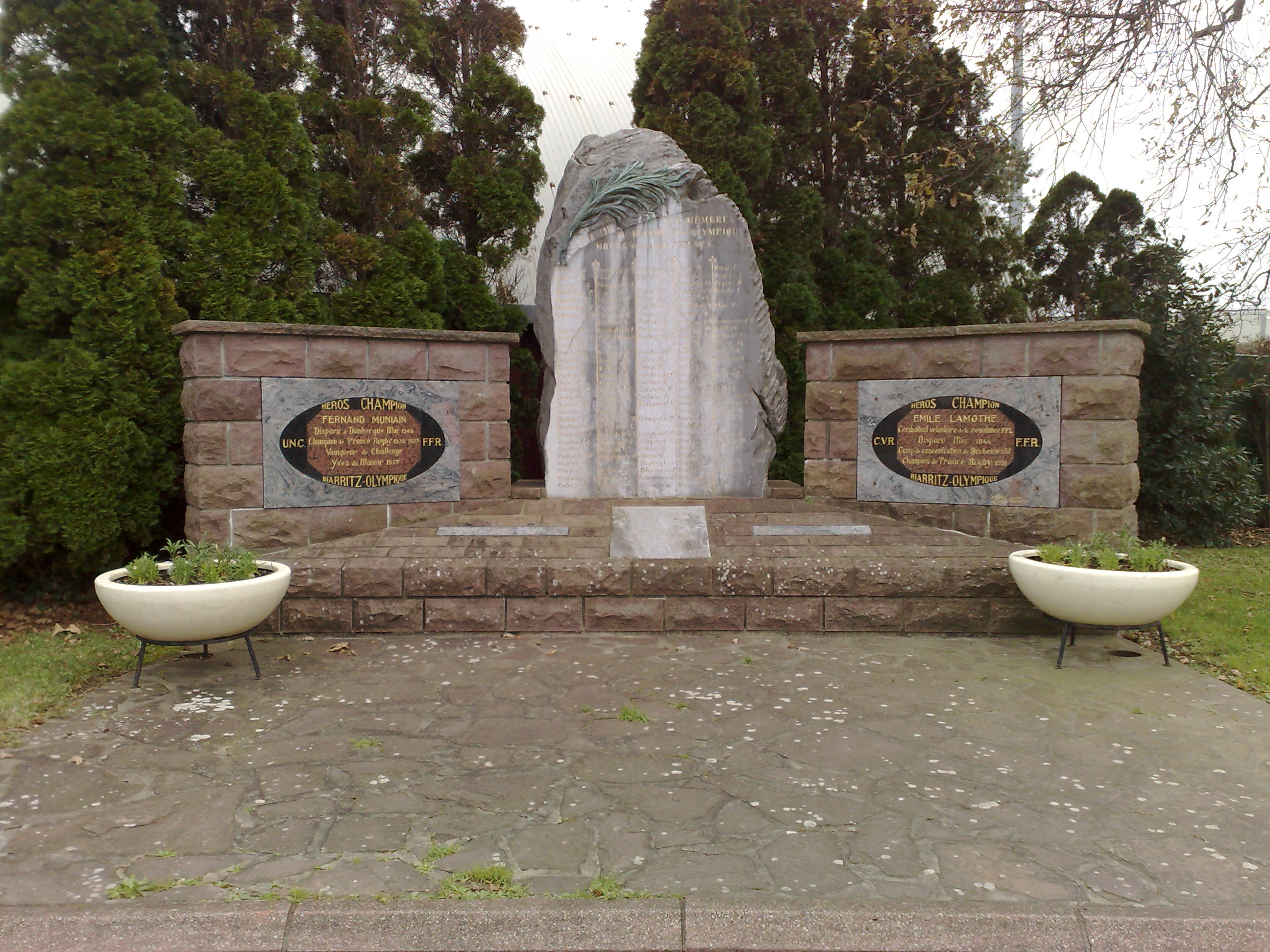
Monument à la mémoire des joueurs du Biarritz olympique, morts durant la Seconde Guerre mondiale, situé dans le stade d'Aguiléra.

En 1940, durant la Seconde Guerre mondiale, les allemands creusent le mur de l'Atlantique dans les falaises de Biarritz. Le 27 juin 1940, les troupes allemandes occupent la côte basque. La marine de guerre arrive au début du mois de juillet. Fin 1942, le capitaine de corvette Ludwig, commandant le 286e groupe d'artillerie de marine, projette et conçoit avec l'Organisation Todt, installée à l'hôtel Régina, le poste de commandement du plateau de l'Atalaye codé BA 39-40. Il s'y installe jusqu'à la Libération. 
Au nord, avenue du général Mac Crosky, sous une belle villa, le point d'appui BA 34, creusé dans la pointe Saint-Martin, défend la plage de la Chambre d'Amour d'un hypothétique débarquement. Au sud, le long du boulevard du Prince-de-Galles, la position BA 41 offre ses embrasures, parties visibles d'un complexe défensif creusé dans le roc.
Le 27 mars 1944, la ville est bombardée par la deuxième vague de bombardiers de l'aviation alliée, en route pour détruire l'aéroport de Parme, la DCA allemande ayant abattu un appareil lors du premier survol. 150 personnes y trouvèrent la mort parmi la population civile, ainsi que 300 soldats allemands,.
Après la libération, la ville accueille pendant quelques mois l'université américaine de Biarritz, inaugurée le 22 août 1945, qui vise à former les soldats après la victoire alliée en Europe. Sa direction est assurée par le général Mac Crosky, qui installe ses bureaux à l’hôtel du Palais. L’université comptera 10 400 inscriptions jusqu’à sa fermeture, le 8 mars 1946.

#### L'avènement du surf
En 1956, le scénariste américain Peter Viertel, de passage à Biarritz avec son épouse Deborah Kerr pour le tournage du film Le soleil se lève aussi, utilise une planche de surf qu'un ami a fait venir par avion de Californie. Le surf-club de Biarritz, le Waïkiki est créé le 16 septembre 1959, par Jo Moraïtz ; le 24 juillet 1960 a lieu la première compétition internationale sur la Grande Plage, et le 11 septembre 1960, la première édition des championnats de France, dont le lauréat est Joël de Rosnay.
En parallèle des entrainements et des compétitions, le Dr Saury, médecin des sapeurs-pompiers de la station dans les années 1950, allait mettre en place une chaîne de secours pour les surfeurs et baigneurs, dont l’organisation servit de modèle au futur SAMU créé en 1956.
En 1962, Jo Moraiz et Jacky Rott participent au championnat du monde de surf, qui se tient au Pérou, et font connaître leurs spots de Biarritz à leurs concurrents américains. En 1963, Bill Cleary, rédacteur en chef de Surf Guide se rend donc à Biarritz et revient l'année d’après avec une trentaine d'étudiants américains passionnés par ce sport et portant avec eux l'esthétique de leur pays (rock, tenues improbables, etc), participant à l'internationalisation de Biarritz comme lieu de pratique du surf.

#### Sommet du G7 de 2019
C'est à Biarritz qu'a lieu, du 24 au 26 août 2019, le sommet du G7 2019. Il réunit les participants permanents du sommet du G7 2018 (Canada), les États-Unis, le Royaume-Uni, le Canada, la France, l'Allemagne, l'Italie et le Japon. Le FMI, l'ONU et l'OCDE sont également représentés. La Russie n'est pas présente, en raison de son exclusion du G7 depuis la crise de Crimée de 2014, exclusion devenue définitive en 2017.

## Politique et administration

### Tendances politiques et résultats
Biarritz présente un profil politique constant, privilégiant les candidats de droite aux élections présidentielles et aux élections régionales, ainsi qu’aux élections législatives et municipales. Les électeurs ont également voté pour les candidats de droite alors que le reste du département choisissait la gauche lors des dernières élections régionales (50,77 % pour Alain Rousset dans les Pyrénées-Atlantiques contre 41,71 % à Biarritz). D’autre part, les partis politiques basques ne sont pas plébiscités lors des scrutins locaux. Enfin, le taux de participation aux différents scrutins est systématiquement inférieur à la moyenne départementale (par exemple, 77,98 % aux élections présidentielles de 2012, vs. 83,67 % ; 42,64 % aux élections européennes de 2014 vs. 46,13 %).

#### Élections présidentielles les plus récentes
Lors du second tour des élections présidentielles de 2007, Nicolas Sarkozy, UMP, élu, avait obtenu 58,50 % des suffrages et Ségolène Royal, PS, 41,50 % des suffrages ; le taux de participation était de 79,25 %.
Lors du second tour des élections présidentielles de 2012, François Hollande, PS, élu, avait obtenu 45,31 % des suffrages et Nicolas Sarkozy, UMP, 54,69 % des suffrages ; le taux de participation était de 77,98 %.

#### Élections municipales les plus récentes
Aux élections municipales de 2008, la liste de Didier Borotra, dont la liste LCMD avait obtenu 29 sièges sur 39, avait rassemblé au second tour 43,37 % des suffrages ; le taux de participation était de 56,30 %.
Aux élections municipales de 2014, la liste de Michel Veunac, dont la liste LDIV avait obtenu 27 sièges sur 35, avait rassemblé au second tour, 51,63 % des suffrages ; le taux de participation était de 59,56 %.

### Administration municipale
Le nombre d'habitants au recensement de 2011 étant compris entre 20 000 et 29 999, le nombre de membres du conseil municipal est de 35 à partir de 2014 ; il comptait jusqu'alors 39 membres (population inférieure à 40 000 habitants),.
La forte baisse démographique — supérieure à 4 000 habitants entre les recensements de 1999 et 2011, soit - 13,8 % — explique à elle seule le changement de strate ayant engendré la réduction du nombre de conseillers municipaux entre les élections de 2008 et de 2014.

### Liste des maires
| Période    | Période   | Identité                        | Étiquette                                | Qualité |
| ---------- | --------- | ------------------------------- | ---------------------------------------- | --- |
| 1788       | 1789      | Pierre Moussempès               |                                          | |
| 1813       | 1814      | Pierre Moussempès               |                                          | |
| 1822       | 1827      | Jean-Léon Silhouette            |                                          | |
| 1830       | 1831      | Denis Joseph Jaulerry           |                                          | |
| 1831       | 1832      | Jean-Paul Bagnères              |                                          | |
| 1832       | 1840      | Louis Loupy                     |                                          | |
| 1840       | 1843      | David Sarrat                    |                                          | |
| 1843       | 1846      | Jean Harriet dit Martias        |                                          | |
| 1846       | 1848      | Denis Joseph Jaulerry           |                                          | |
| 1848       | 1857      | Pierre Duprat                   | Bonapartiste                             | |
| 1857       | 1864      | Jean-Henri Adéma                | Bonapartiste                             | |
| 1864       | 1881      | Pierre-Paul Jaulerry            |                                          | Médecin |
| 1881       | 1884      | Alcide Augey                    |                                          | Médecin |
| 1884       | 1888      | Alexandre de Larralde-Diustéguy |                                          | |
| 1888       | 1895      | Alcide Augey                    | Alliance républicaine et de conciliation | Médecin |
| avril 1895 | mars 1904 | Félix Moureu                    |                                          | Pharmacien |
| 1904       | 1919      | Pierre Forsans                  | Union républicaine                       | Ingénieur puis directeur des chemins de fer de Biarritz Sénateur des Basses-Pyrénées (1909 → 1919) |
| 1919       | 1929      | Joseph Petit                    |                                          | |
| 1929       | 1941      | Ferdinand Hirigoyen             | Rad.                                     | Conseiller général du canton de Biarritz (1934 → 1940) |
| 1941       | 1944      | Henri Cazalis                   |                                          | |
| 1945       | mars 1977 | Guy Petit                       | RI puis UDF                              | Avocat Député des Basses-Pyrénées (1946 → 1958) Sénateur des Pyrénées-Atlantiques (1959 → 1983) Conseiller général du canton de Biarritz (1966 → 1973) Conseiller général du canton de Biarritz-Ouest (1973 → 1979) |
| mars 1977  | mars 1991 | Bernard Marie                   | RPR                                      | Chef de service à la Banque de France Député de la 4e circonscription des Pyrénées-Atlantiques (1967 → 1981) |
| mars 1991  | mars 2014 | Didier Borotra                  | DR UDF puis MoDem                        | Industriel Sénateur des Pyrénées-Atlantiques (1992 → 2011) Conseiller régional d'Aquitaine (1986 → 1991) Conseiller général du canton de Biarritz-Est (1982 → 1993)                                                 |
| mars 2014  | juin 2020 | Michel Veunac                   | MoDem                                    | Psychosociologue Conseiller régional d'Aquitaine (2010 → 2015) Conseiller régional de Nouvelle-Aquitaine (2015 → 2021) 11e vice-président de la communauté du Pays Basque (2017 → 2020)                             |
| juin 2020  | En cours  | Maider Arosteguy                | LR                                       | Ingénieure conseil Conseillère départementale des Pyrénées-Atlantiques (2015→2021) Conseillere régionale de Nouvelle-Aquitaine (2021→ ) Vice-présidente de la communauté du Pays Basque (2020→ )                    |

### Cantons de Biarritz
En 1790, Biarritz fut le chef-lieu d'un canton, dépendant du district d'Ustaritz, comprenant les communes d'Anglet, Arcangues, Bassussarry et Biarritz.
En 1801, elle devient chef-lieu de canton, dépendant de l'arrondissement de Bayonne.
En 1863, Biarritz faisait partie du canton de Bayonne-Nord-Ouest.
Biarritz est à présent le chef-lieu des cantons de Biarritz-Ouest et de Biarritz-Est.

### Instances judiciaires et administratives
Dans le ressort de la cour d'appel de Pau, Biarritz était le siège d'un tribunal d'instance jusqu'au 31 décembre 2009. Dans le cadre de la réforme de la carte judiciaire, depuis le 1er janvier 2010, le tribunal d'instance de Bayonne a regroupé ceux de Biarritz et de Saint-Palais.
Biarritz, toujours dans le ressort de la cour d'appel de Pau, relève à présent de Bayonne pour toutes les juridictions, à l'exception du tribunal administratif situé à Pau et de la cour administrative d'appel à Bordeaux.
La commune accueille un commissariat de police et une recette-perception des impôts.

### Politique environnementale
Biarritz a engagé depuis 20 ans une politique environnementale de type contractuelle, signant la charte municipale d'environnement couvrant la période 1994-2001, qui privilégiait l'amélioration de la qualité des eaux de baignade ou la mise en valeur des sites naturels, et, pour la période 2002-2008, la charte de l'environnement de l'agglomération du BAB, conjointement à l'État et au conseil général des Pyrénées-Atlantiques. Le contrat d'agglomération 2009-2014 a renforcé cette approche.
L'année durant, l'entretien des plages est quotidien, avec un renforcement des effectifs dès le mois de mars par du personnel saisonnier dédié au ramassage des déchets flottants, en prévision des mois d'été. La ville de Biarritz a reçu en 2009 la certification « Démarche qualité eaux de baignades », répondant à la directive européenne concernant la gestion de la qualité des eaux de baignade, pour les eaux tant littorales qu'intérieures.
La localité adhère au syndicat mixte Bil Ta Garbi qui assure le traitement et la valorisation des déchets ménagers et assimilés pour le compte de près de 200 communes de l'ouest du département des Pyrénées-Atlantiques. Alors qu'aujourd’hui les ordures ménagères de l'agglomération sont transférées et traitées en Gironde, elles seront dans l'avenir triées et compostées à Bayonne et enfouies dans la décharge de Saint-Pée-sur-Nivelle pour leur part non recyclable.
Pour lutter contre les nuisances sonores, Biarritz s'est engagée dans une démarche basée sur la sensibilisation, avec l'aide d'un médiateur, accompagnée d'un volet répressif, personnalisé par l'intervention de la police municipale sous la forme de brigades anti-bruit.

### Finances locales
Biarritz appartient à la strate des communes ayant une population comprise entre 20 000 et 50 000 habitants. Le tableau ci-dessous montre le résultat comptable par habitant sur dix années (période 2004 - 2013), ainsi que le solde de financement des investissements, toutes données comparées à la moyenne de la strate.
Comptes de la commune de Biarritz de 2004 à 2013.
Résultats exprimés en €/habitant.
| Années | Résultat comptable | Résultat comptable   | Besoin () ou capacité () de · financement des investissements | Besoin () ou capacité () de · financement des investissements | Capacité d'autofinancement (CAF) | Capacité d'autofinancement (CAF) |
| Années | Biarritz           | Moyenne de la strate | Biarritz                                                      | Moyenne de la strate                                          | Biarritz                         | Moyenne de la strate             |
| --- | ------------------ | -------------------- | ------------------------------------------------------------- | ------------------------------------------------------------- | -------------------------------- | -------------------------------- |
| 2004 | 161                | 120                  | 100                                                           | 6                                                             | 212                              | 160                              |
| 2005 | 182                | 116                  | 13                                                            | 2                                                             | 235                              | 152                              |
| 2006 | 124                | 111                  | 87                                                            | 3                                                             | 207                              | 148                              |
| 2007 | 111                | 101                  | 41                                                            | 4                                                             | 198                              | 141                              |
| 2008 | 131                | 91                   | 21                                                            | 10                                                            | 222                              | 133                              |
| 2009 | 66                 | 100                  | 35                                                            | 15                                                            | 153                              | 142                              |
| 2010 | 127                | 126                  | 292                                                           | 1                                                             | 221                              | 171                              |
| 2011 | 112                | 141                  | 194                                                           | 4                                                             | 196                              | 186                              |
| 2012 | 103                | 130                  | 45                                                            | 18                                                            | 204                              | 180                              |
| 2013 | 94                 | 121                  | 39                                                            | 31                                                            | 163                              | 172                              |
| Sources des données : les comptes des communes - Biarritz. Strate : communes de 20 000 à 50 000 habitants. |                    |                      |                                                               |                                                               |                                  |                                  |

| Taxe | Taux voté à Biarritz | Taux moyen de la strate |
| --- | -------------------- | ----------------------- |
| d'habitation | 19,73 %              | 18,00 %                 |
| foncière sur le bâti | 15,09 %              | 23,37 %                 |
| foncière sur le non-bâti | 24,75 %              | 58,48 %                 |
| Sources des données : les comptes des communes - Biarritz. Taxes en pourcentage de la valeur locative cadastrale. Strate : communes de 20 000 à 50 000 habitants appartenant à un groupement fiscalisé. |                      |                         |

Les remarques suivantes sont toujours faites en comparant Biarritz aux autres communes de la même strate (communes de 20 000 à 50 000 habitants) :
- la séquence des données de 2004 à 2013 montre une situation financière régulièrement meilleure que la moyenne de la strate jusqu'en 2009, puis la tendance change de signe, le résultat comptable annuel se positionnant sous le résultat moyen de la strate (à l'exception de l'année 2010 où il est équivalent) ;
- le taux de la taxe d’habitation est supérieur au taux moyen de la strate ;
- le poids de l'impôt foncier, tant pour les propriétés bâties que non-bâties, est nettement inférieur à la moyenne ;
- l'annuité de la dette par habitant (164 €) est supérieure à la moyenne de la strate.

### Intercommunalité
La ville de Biarritz fait partie de Communauté d'agglomération du Pays Basque.
Elle fait partie de quatre autres structures intercommunales :
- le syndicat intercommunal d'aménagement de la zone Ilbarritz-Mouriscot ;
- le syndicat intercommunal pour la gestion du centre Txakurrak ;
- le syndicat intercommunal pour le soutien à la culture basque ;
- le syndicat mixte de l'usine de la Nive.

La commune accueille le siège du syndicat intercommunal d'aménagement de la zone Ilbarritz-Mouriscot.
Biarritz fait partie de l'Eurocité basque Bayonne - San Sebastián.

### Jumelages
Biarritz est jumelée avec les villes suivantes :
| Ville | Ville                | Pays | Pays       | Période     |
| ----- | -------------------- | ---- | ---------- | ----------- |
|       | Augusta              |      | États-Unis | depuis 1992 |
|       | Cascais,             |      | Portugal   | depuis 1986 |
|       | Ixelles              |      | Belgique   | depuis 1958 |
|       | Jerez de la Frontera |      | Espagne    | depuis 1997 |
|       | Saragosse            |      | Espagne    | depuis 1977 |

## Population et société

### Démographie
L'évolution du nombre d'habitants est connue à travers les recensements de la population effectués dans la commune depuis 1793. Pour les communes de plus de 10 000 habitants les recensements ont lieu chaque année à la suite d'une enquête par sondage auprès d'un échantillon d'adresses représentant 8 % de leurs logements, contrairement aux autres communes qui ont un recensement réel tous les cinq ans,.

En 2022, la commune comptait 25 810 habitants, en évolution de +4,17 % par rapport à 2016 (Pyrénées-Atlantiques : +3,78 %, France hors Mayotte : +2,11 %).
| 1793 | 1800  | 1806  | 1821  | 1831  | 1836  | 1841  | 1846  | 1851  |
| ---- | ----- | ----- | ----- | ----- | ----- | ----- | ----- | ----- |
| 929  | 1 171 | 1 188 | 1 082 | 1 495 | 1 705 | 1 892 | 1 993 | 2 048 |

| 1856  | 1861  | 1866  | 1872  | 1876  | 1881  | 1886  | 1891  | 1896   |
| ----- | ----- | ----- | ----- | ----- | ----- | ----- | ----- | ------ |
| 2 110 | 2 771 | 3 652 | 4 659 | 5 507 | 8 527 | 8 444 | 9 177 | 11 869 |

| 1901   | 1906   | 1911   | 1921   | 1926   | 1931   | 1936   | 1946   | 1954   |
| ------ | ------ | ------ | ------ | ------ | ------ | ------ | ------ | ------ |
| 12 812 | 15 093 | 18 260 | 18 353 | 20 776 | 22 955 | 20 691 | 22 022 | 22 922 |

| 1962   | 1968   | 1975   | 1982   | 1990   | 1999   | 2006   | 2011   | 2016   |
| ------ | ------ | ------ | ------ | ------ | ------ | ------ | ------ | ------ |
| 25 231 | 26 750 | 27 595 | 26 598 | 28 742 | 30 055 | 26 690 | 25 903 | 24 777 |

| 2021   | 2022   | - | - | - | - | - | - | - |
| ------ | ------ | - | - | - | - | - | - | - |
| 25 764 | 25 810 | - | - | - | - | - | - | - |

La population de Biarritz a cru de manière quasi constante jusqu'en 1999, où selon le géographe Roger Brunet la tendance s'est inversée « par saturation ». En un peu plus d'un siècle, de 1891 à 1999, la population a plus que triplé, passant de 9 177 habitants à 30 055 habitants.
Les tendances indiquées dans le tableau suivant mettent en lumière les raisons de cette baisse démographique. À un solde naturel systématiquement négatif, s’expliquant par la moyenne d’âge élevée de la population — en 2011, 40,2 % de la population de Biarritz a plus de 60 ans alors que cette valeur n'est que de 27,1 % au plan départemental — s’est ajouté à partir de 1999 un arrêt de l’apport migratoire qui jusque-là assurait la croissance.
|                                           | 1982-1990 | 1990-1999 | 1999-2006 |
| ----------------------------------------- | --------- | --------- | --------- |
| Taux de variation annuel de la population | + 1,0     | + 0,5     | - 1,7     |
| Solde naturel                             | - 0,7     | - 0,6     | - 0,7     |
| Solde migratoire                          | + 1,6     | + 1,1     | - 1,0     |

### Enseignement

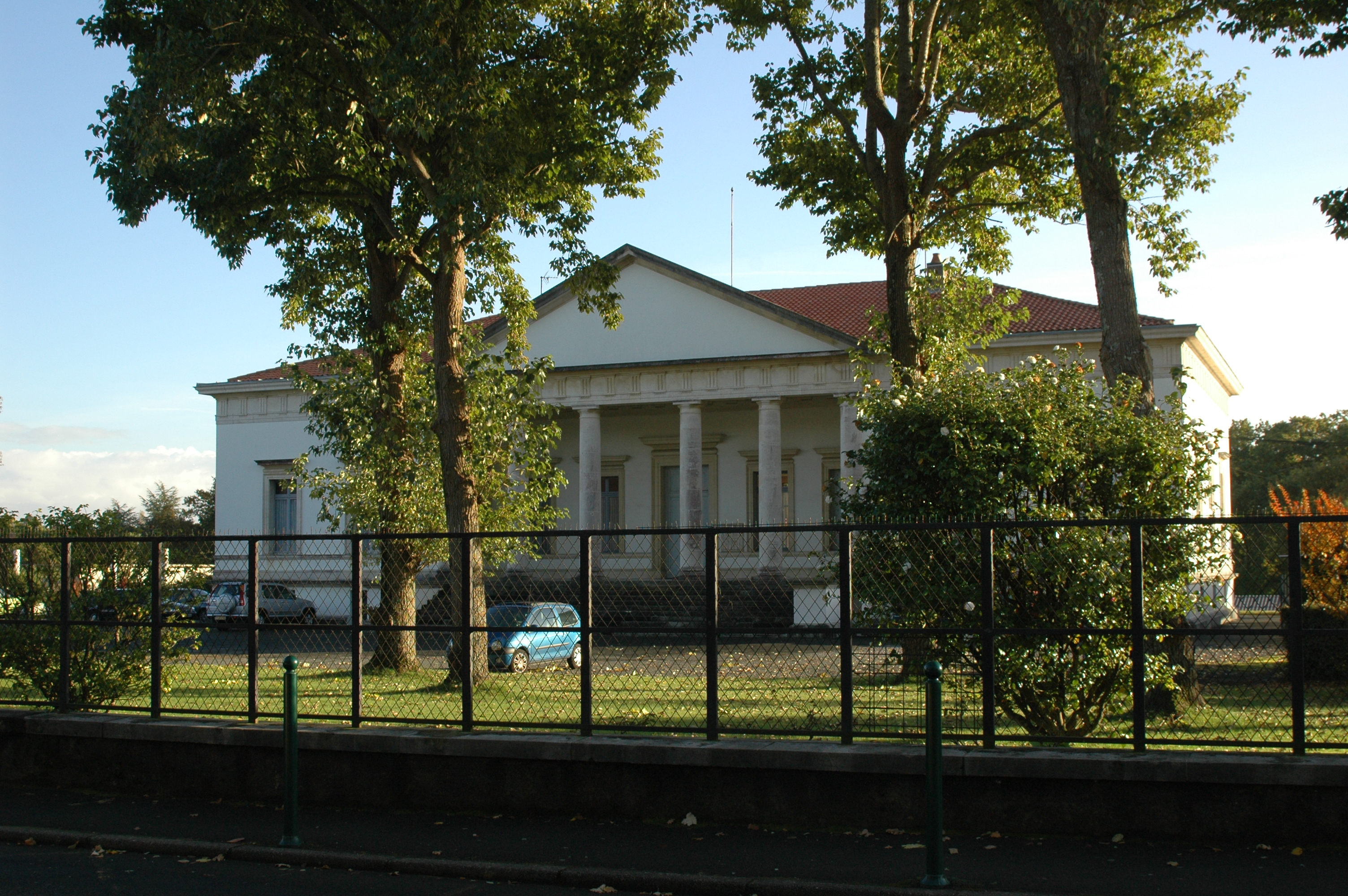
Le collège Villa-Fal, à la Négresse.

La commune de Biarritz est rattachée à l’académie de Bordeaux.
Elle dispose de trois écoles maternelles publiques (Alsace, Larochefoucauld et Sévigné), deux écoles élémentaires publiques (Jules-Ferry et Thermes-Salins), quatre écoles primaires publiques (Le Braou, Paul-Bert, Reptou et Victor-Duruy) et trois écoles primaires privées (Itsas-Argi-Ikastola, Saint-Louis-de-Gonzague et Sainte-Marie).
Un enseignement bilingue français-basque à parité horaire est proposé dans les écoles suivantes : Alsace, Paul-Bert, Reptou, Thermes-Salins et Sainte-Marie. L'école Itsas-Argi-Ikastola propose quant à elle un enseignement basque par immersion.
En ce qui concerne l'enseignement secondaire, la localité offre l'accès à deux collèges publics (collèges Villa-Fal et Jean-Rostand) et à un collège privé (collège de l'Immaculée-Conception).
Le lycée André-Malraux est le seul lycée d'enseignement général de la commune. Un lycée technologique et professionnel, orienté vers l'hôtellerie et le tourisme et nommé Biarriz-Atlantique, est installé à la limite ouest du quartier de La Négresse.
Le lycée René-Cassin de Bayonne propose un BTS pour les métiers de l'image et du son dans son antenne située à Biarritz, à peu de distance de la médiathèque.
Étant donné son faible éloignement de Bayonne, Biarritz a un accès direct au campus universitaire de la Nive, situé autour du Château-Neuf dans le Petit Bayonne. Celui-ci fait partie de l'UFR pluridisciplinaire de Bayonne - Anglet - Biarritz, qui dépend de l'université de Pau et des Pays de l'Adour. Le site de Bayonne accueille également un IUT, un site de l'IAE des Pays de l'Adour, lequel offre des formations en gestion et management, ainsi qu'une antenne délocalisée de l'université de Bordeaux (Institut universitaire professionnalisé sport, management et gestion des entreprises). Un IFSI (institut de formation en soins infirmiers) se situe à proximité du site Saint-Léon du Centre hospitalier de la Côte Basque. D’autre part, l’ESTIA (école supérieure des technologies industrielles avancées est située à Bidart dans la technopole Izarbel.
La commune dispose d'une antenne du conservatoire à rayonnement régional Maurice-Ravel et accueille également l'école supérieure d'art Pays basque (ESAPB), anciennement l'école supérieure d'art des Rocailles sur son site du pôle image.

### Santé

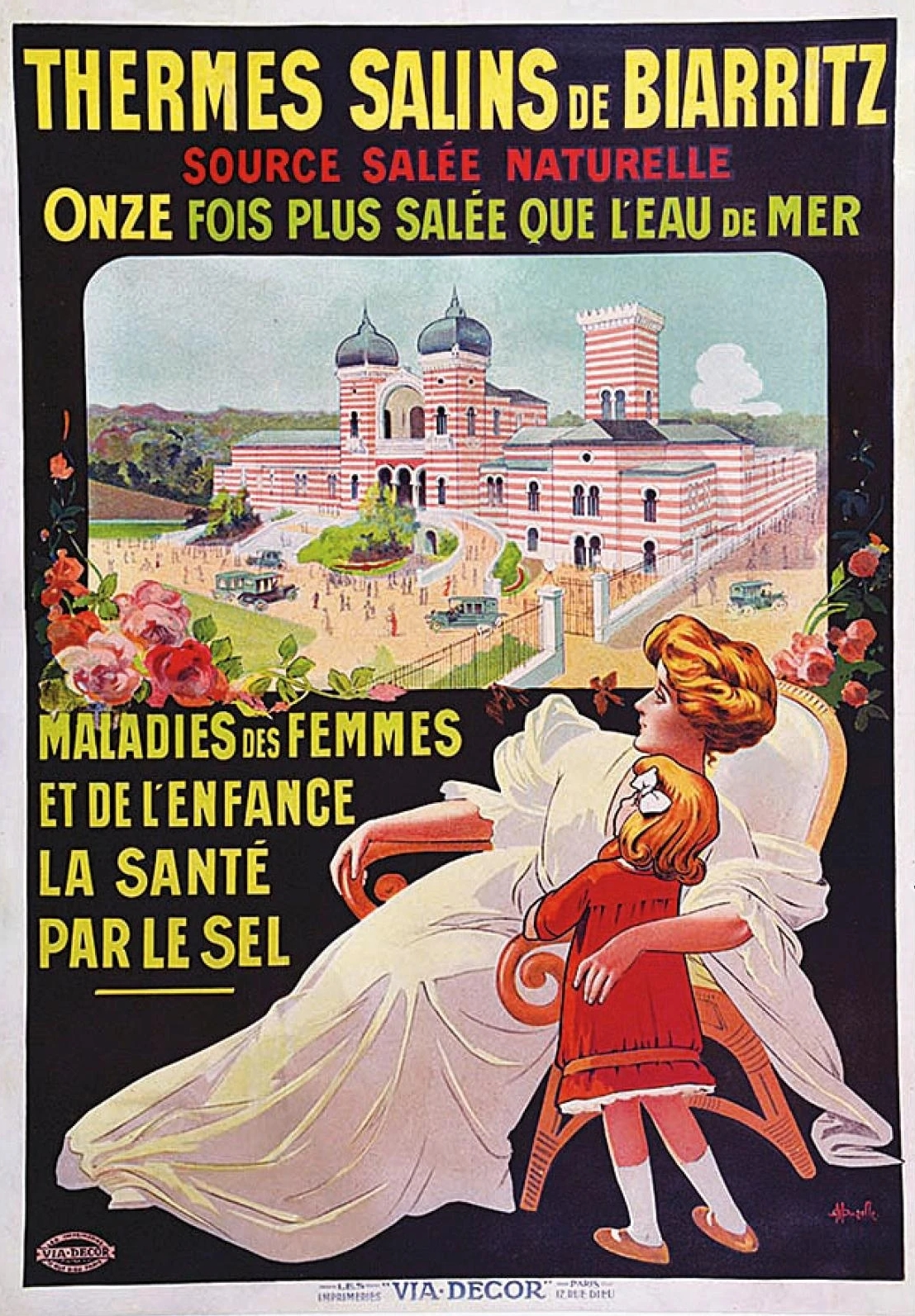
Les thermes salins, fermés en 1953. Affiche de Marcellin Auzolle.

Biarritz fait partie de l’agglomération de Bayonne et du sud des Landes et à ce titre, ses habitants se trouvent à moins de 35 km d’un équipement hospitalier proposant des services de médecine, d’obstétrique, de chirurgie ou des soins psychiatriques. L’offre du centre hospitalier de la Côte Basque, principalement établi sur Bayonne et Saint-Jean-de-Luz, se complète de plusieurs cliniques, dont la polyclinique d’Aguiléra à Biarritz. La localité bénéficie également de la présence d’un site de l’Établissement français du sang et d’un centre médico-scolaire.

### Sports
Biarritz s'est illustrée dans l'élite sportive de plusieurs spécialités, telles que la pelote basque, le rugby à XV ou le surf. À côté de ces sports qui s'adressent en grande partie à des professionnels, 36 spécialités différentes sont offertes à la pratique amateur par près de 60 associations ; en 2014, plus de 11 000 affiliés s'entraînent à l'une ou l'autre de ces spécialités.

#### Pelote basque
Deux clubs de pelote basque se partagent les faveurs des passionnés, le Biarritz Athletic Club, qui s’entraîne au parc des sports d'Aguiléra, et le Biarritztarrak, qui se réunit avenue du Maréchal Foch.
La ville organise de nombreux tournois amateurs et professionnels, notamment de cesta punta au jaï alaï Euskal-jaï en juillet et août.

#### Rugby à XV

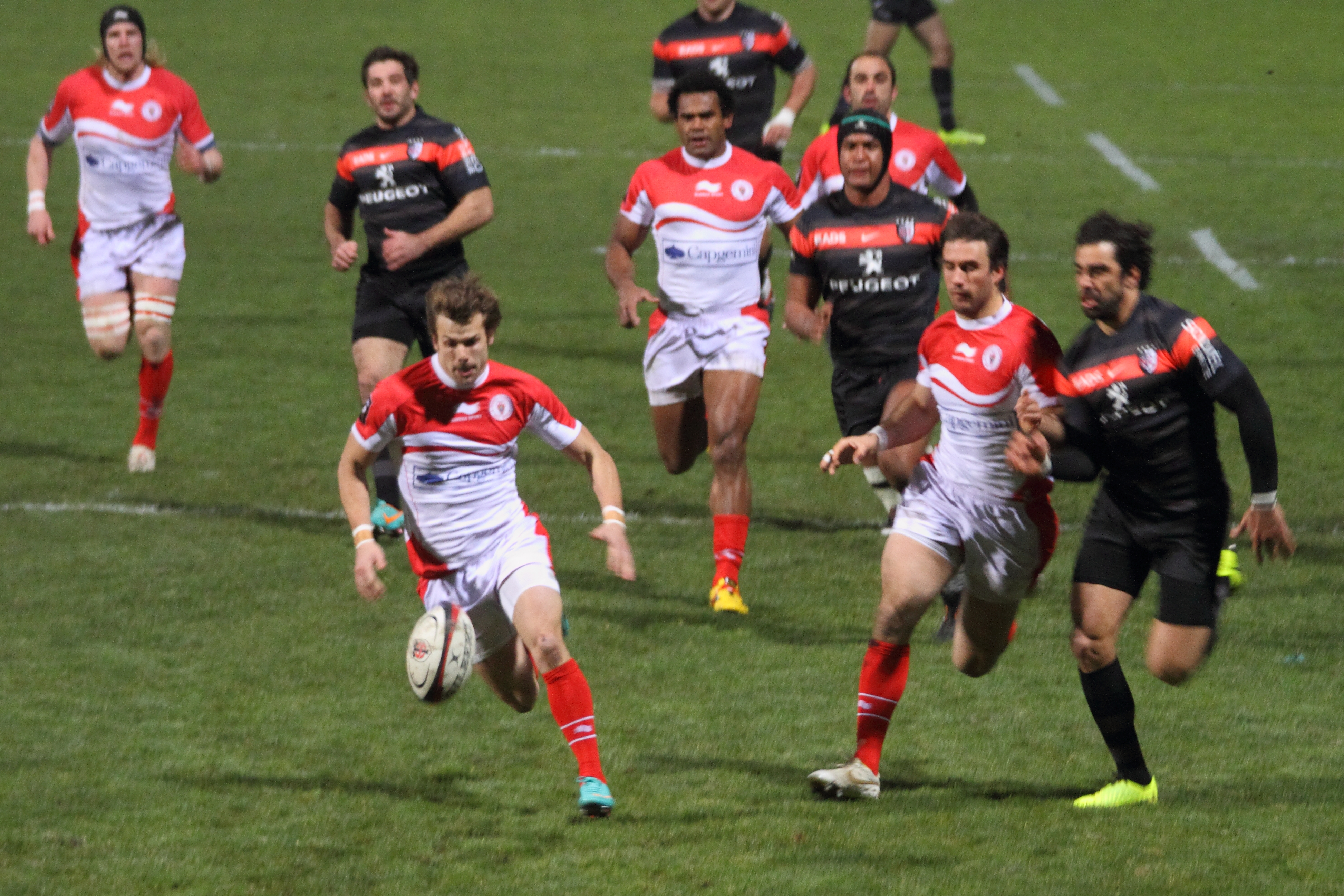
Le Biarritz olympique Pays basque contre le Stade toulousain, le 8 septembre 2012 à Toulouse.

Le club de rugby du Biarritz olympique Pays basque (BOPB) est le club phare de la ville. Fondé en 1913, il s'honore de 5 titres de champion de France (1935, 1939, 2002, 2005 et 2006), de 2 finales de coupe d'Europe (2006 et 2010), et d'un titre en Challenge européen (2012). Le BOPB se produit à domicile au parc des sports d'Aguiléra, qui peut accueillir 15 000 spectateurs. Serge Blanco figure parmi les joueurs emblématiques du club.

#### Surf
Biarritz accueille régulièrement des compétitions de surf, comme les épreuves de championnat du monde de longboard de 1992 à 2005 lors du Biarritz Surf Festival. Plus de dix écoles de surf accueillent les néophytes ou les surfeurs plus aguerris.
L'histoire du surf et la renommée du site ont justifié l'implantation à Biarritz du siège de l'ONG Surfrider Foundation Europe. Pour les mêmes raisons, le plus ancien magazine de surf français, Surf Session, fut fondé en 1986 par Gibus de Soultrait et Pierre Bernard-Gascogne à Biarritz ; il appartient à présent au groupe de presse Sud Ouest.
Biarritz accueillera au printemps 2017 les championnats du monde de surf. L'association organisatrice, International Surfing Association, a jeté son dévolu sur la ville basque aux dépens du département des Landes (la communauté de communes Maremme Adour Côte Sud (Macs) et ses 23 communes), Lacanau et La Réunion. L’événement aura lieu sur la commune de Biarritz, mais aussi Anglet et Bidart.
Biarritz est la seule ville à avoir le label "ville de surf" 3 étoiles, créé par la Fédération Française de Surf en 2015.

#### Autres sports
Le seul club de football et de basket-ball de la ville est le club de la paroisse Saint-Martin, la Jeanne d'Arc de Biarritz (JA Biarritz). Les terrains d'entraînement sont, pour le football, le stade Saint-Martin et l'hippodrome des fleurs, et pour le basket-ball, le gymnase du collège Villa-Fal. L'hippodrome des fleurs est également dédié aux courses de trot, le centre hippique près du lac Mouriscot est un centre d'entrainement qui se consacre en partie à l'apprentissage.
Le golf du Phare, inauguré en 1888 est le plus ancien des onze golfs de la côte basque. Il est l'hôte de la Biarritz Cup, importante compétition amateur. Il s’agit d’un par 69 de plus de 5 400 mètres. Il s’adosse au centre international d’entraînement d’Ilbarritz, un par 32 de 2 176 mètres.
Biarritz fut ville-étape du Tour de France en 1948 et 1978.

### Cultes

Lieux de culte (sélection).
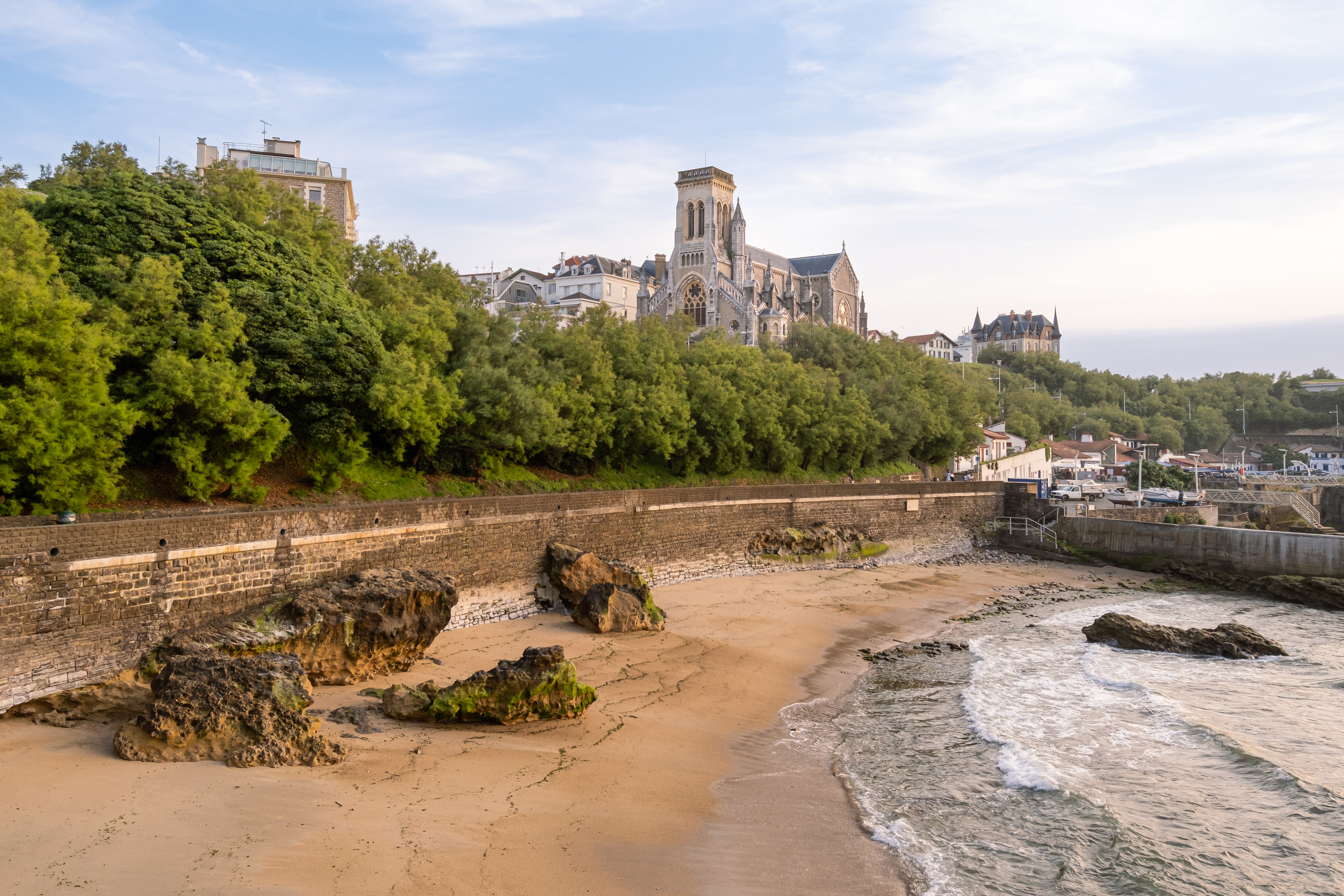
L'église Sainte-Eugénie.
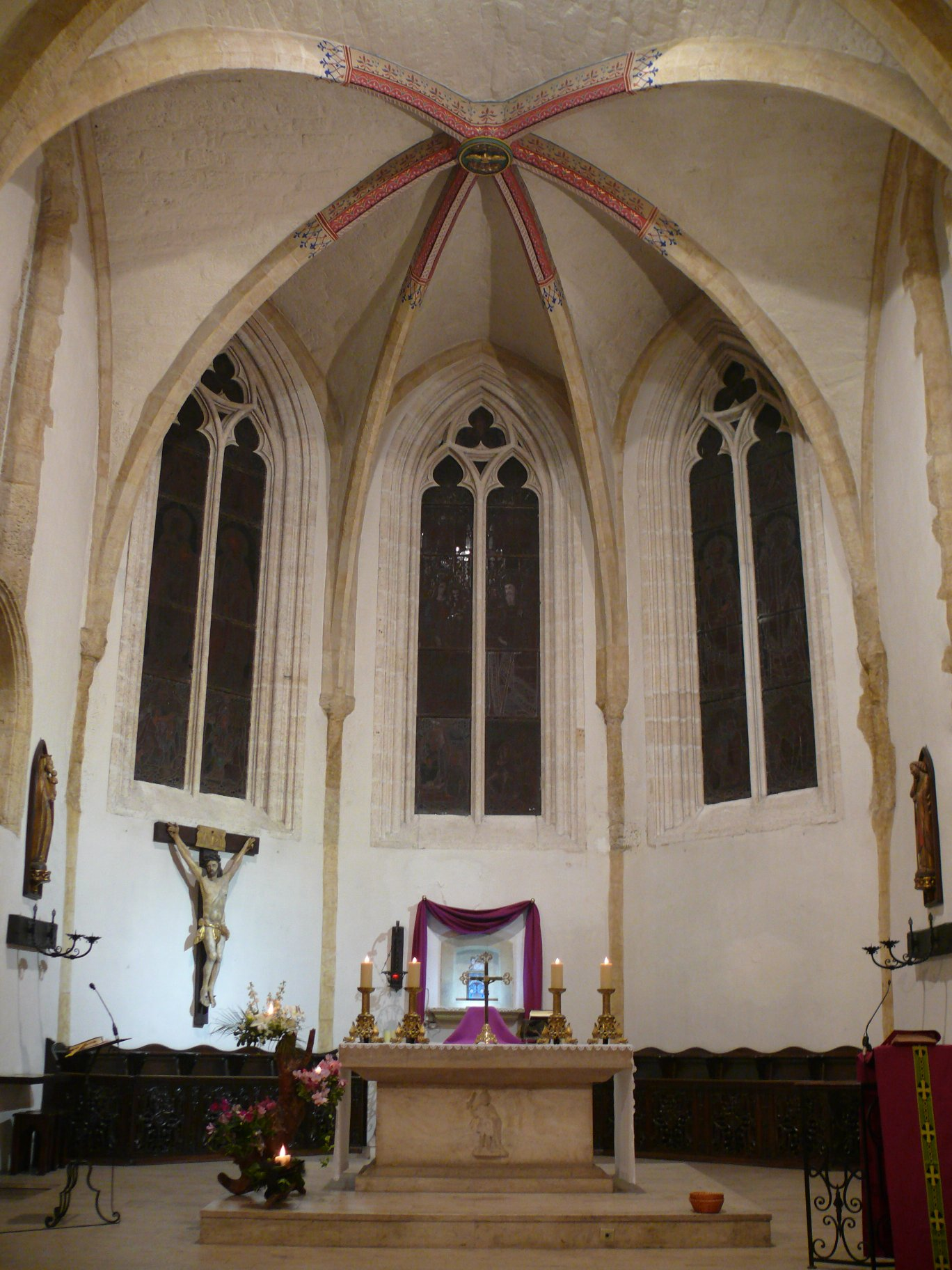
Le chœur de l'église Saint-Martin.
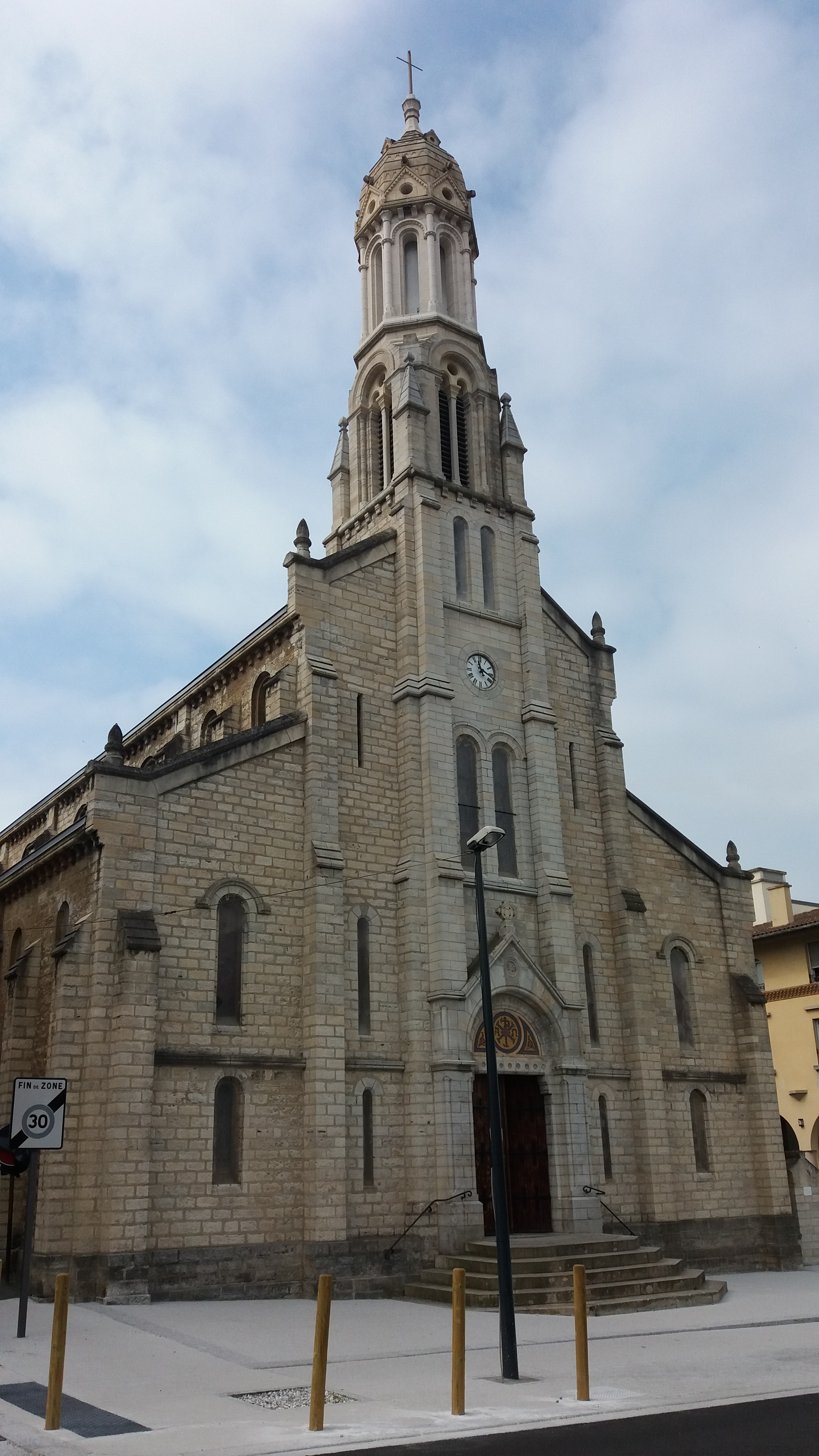
L'église Saint-Charles.
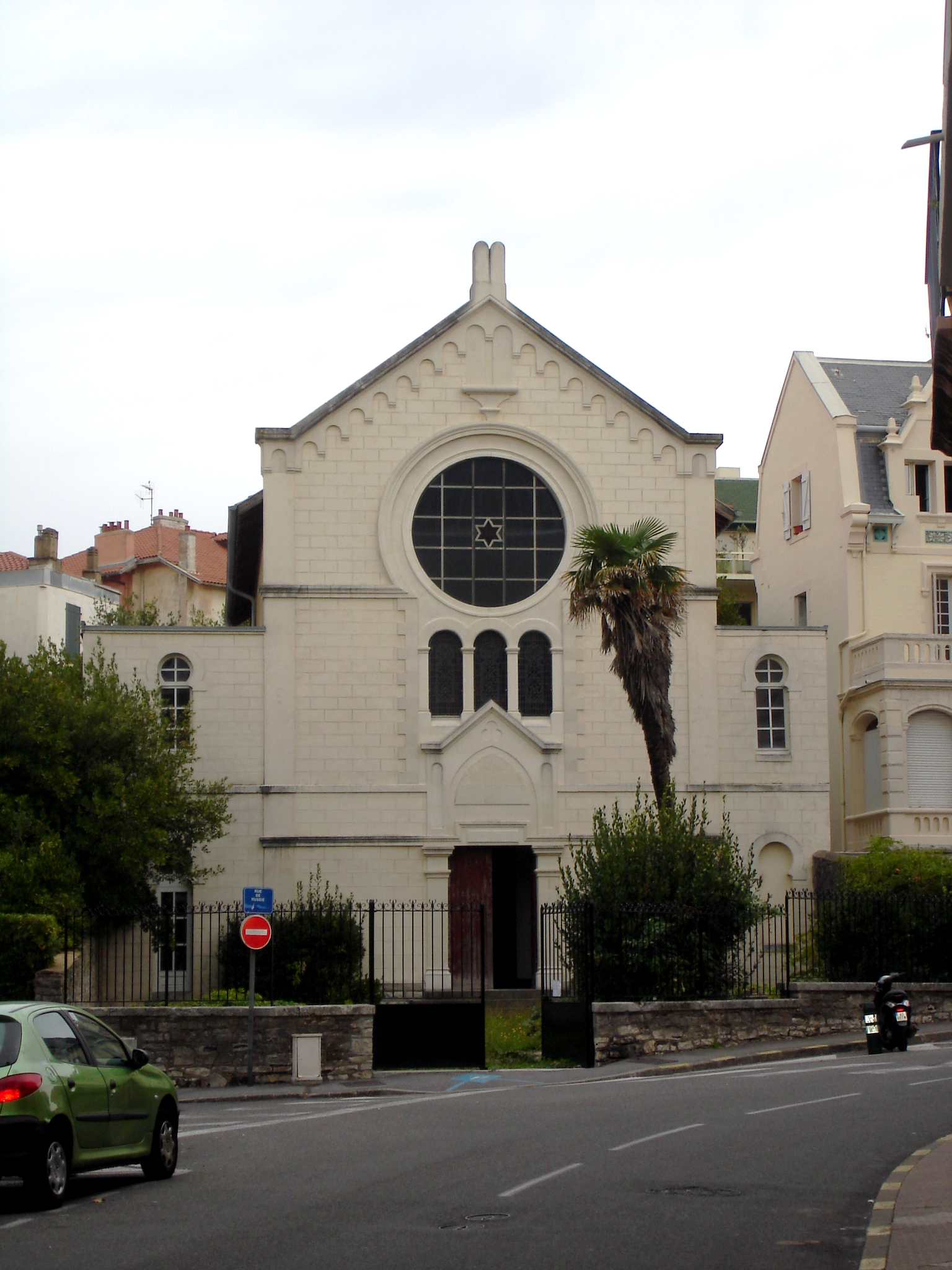
La synagogue.
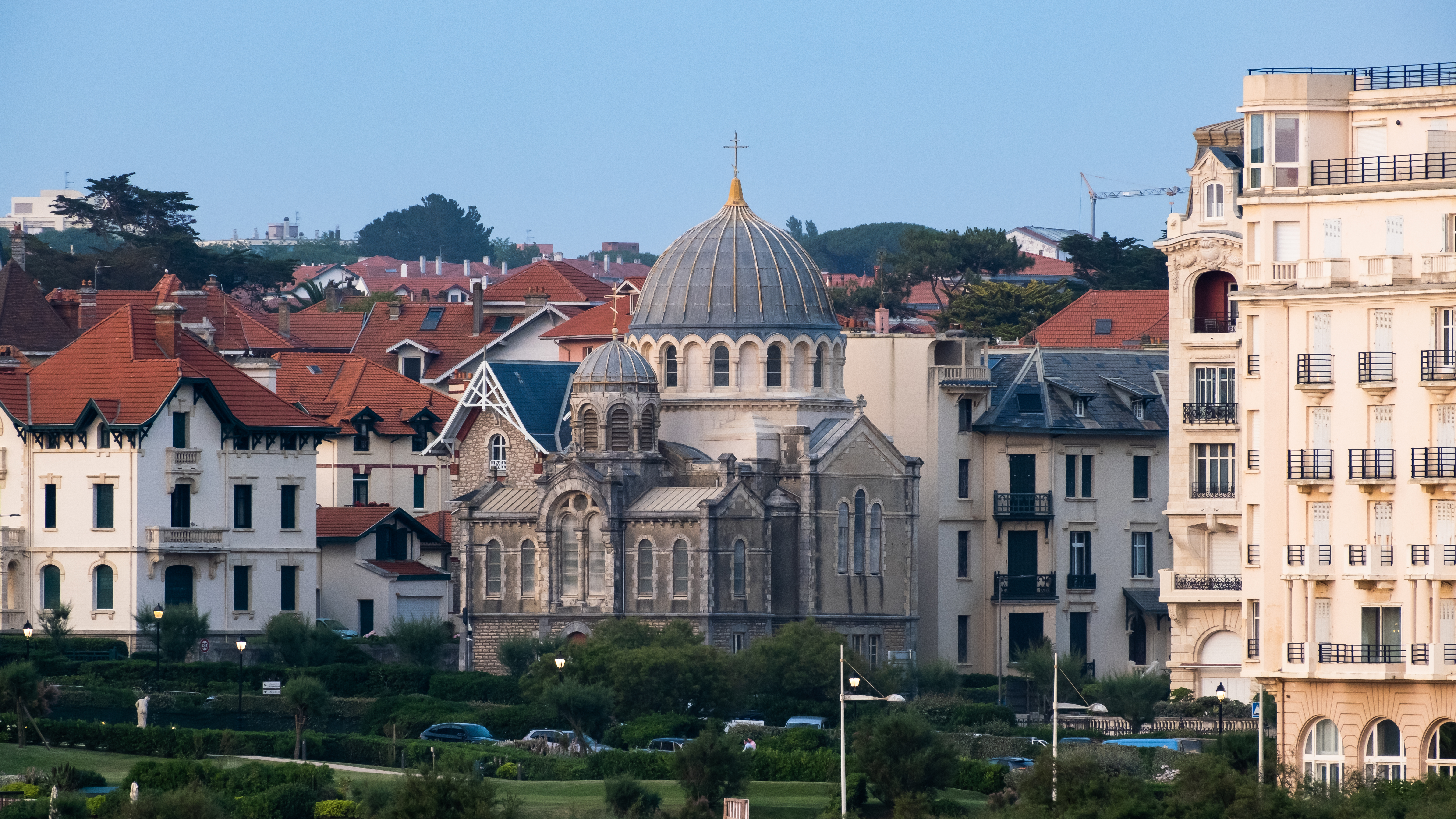
L'église orthodoxe russe.
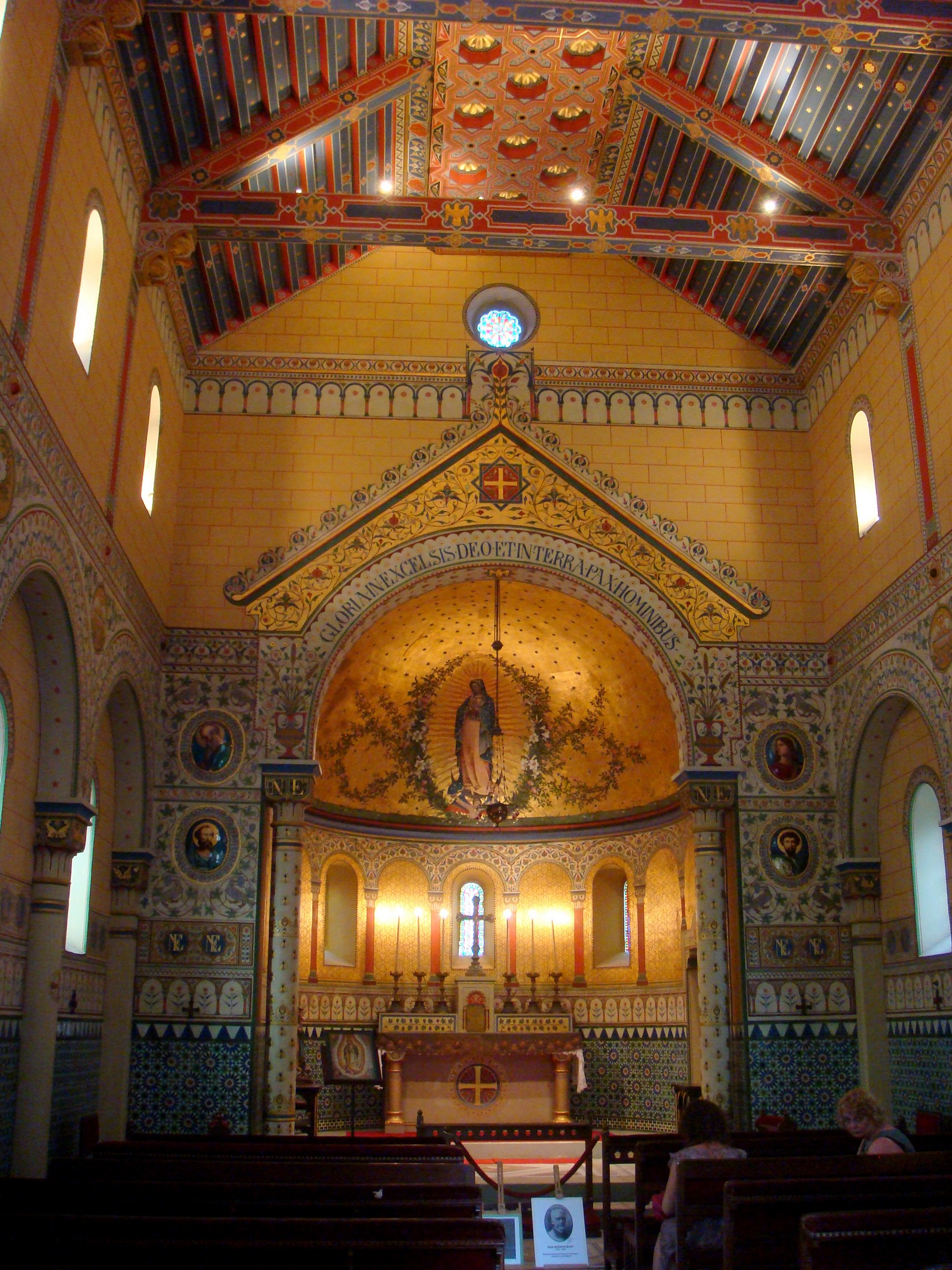
Le chœur de la chapelle impériale.

#### Culte catholique

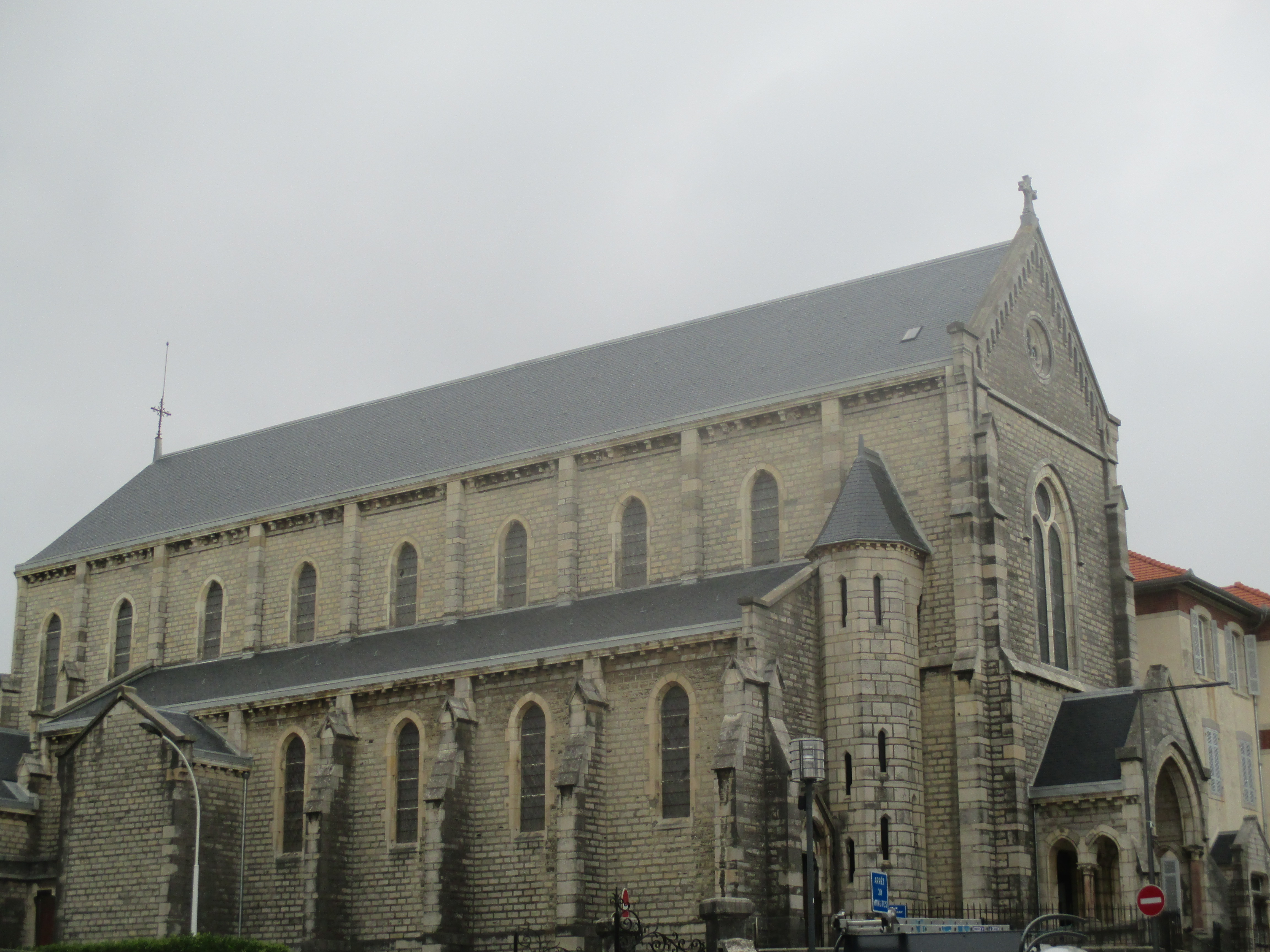
Vue de l'église Saint-Joseph de Biarritz.

Biarritz appartient au diocèse de Bayonne, Lescar et Oloron dont Mgr Marc Aillet est l'évêque depuis 2008.
La commune dispose des six lieux de culte catholique suivants, dans la paroisse de Notre-Dame-du-Rocher :
- l'église Saint-Esprit-du-Braou, avenue du Braou ;
- l'église Saint-Martin, allée Chanoine-Pierre-Marterola ;
- l'église Saint-Charles, avenue Reine-Victoria ;
- l'église Sainte-Eugénie, boulevard du Maréchal-Leclerc ;
- l'église Saint-Joseph, avenue Victor-Hugo ;
- l'église Sainte-Thérèse, rue Larréguy[151] ;

D’autres chapelles sont présentes sur le territoire de la commune :
- la chapelle Impériale, avenue Reine-Victoria ;
- la chapelle de la maison des enfants Vincent-de-Paul, rue Ambroise Paré ;
- la chapelle des Petites-Sœurs-des-Pauvres, avenue de Verdun ;
- la chapelle du cimetière du Sabaou, rue du Cimetière.

#### Culte israélite
La synagogue de Biarritz bâtie en 1904 est située rue Pellot ; elle a rouvert ses portes en 2012 et les offices y sont célébrés durant les mois de juillet et d’août. La communauté est rattachée au consistoire de Bayonne.
Alors que l’histoire juive de Bayonne est vieille de plusieurs siècles, puisque la localité accueille les Juifs fuyant l’Espagne et le Portugal depuis le décret de l’Alhambra en 1492, ce n'est que sous le Second Empire, lorsque Biarritz devient une station balnéaire et thermale célèbre attirant toute l'aristocratie et la haute bourgeoisie européenne, que la commune accueille un lieu de culte israélite. Parmi le gotha mondain qui visite la station figurent de nombreux Juifs, dont la famille Poliakov, les frères Samuel, Jacob, financier, et Lazare, magnat des chemins de fer russe, anobli par le tsar pour services rendus à la Russie. La synagogue est construite à l’initiative des frères Pereire et de Lazare Poliakov, elle est inaugurée le 7 septembre 1904 sur un terrain faisant partie de l'ancien domaine impérial. Une moitié des offices a lieu selon le rite ashkénaze afin de répondre à la demande des fidèles étrangers, l'autre moitié ayant lieu selon le rite portugais pratiqué à Bayonne.

#### Culte orthodoxe
L'église orthodoxe russe, avenue de l'Impératrice de son vrai nom église Saint-Alexandre-Nevsky-et-de-la-Protection-de-la-Mère-de-Dieu, fut construite en 1892 sur le domaine impérial ; elle est située avenue de l'Impératrice.
De même que pour la synagogue de Biarritz, la construction de l’église russe est intimement liée au développement touristique et balnéaire de la station, fréquentée par l’aristocratie russe en villégiature dans la cité, dont l'impératrice Maria Feodorovna, épouse d'Alexandre III, qui aimait séjourner sur la côte basque. La construction de l’édifice fut décidée en 1879, alors que les cérémonies religieuses se déroulaient jusque-là dans une salle de la villa Eugénie. La consécration de l’église eut lieu en septembre 1892.
Après les révolutions russes de 1917, l’église est longtemps rattachée à l'archevêché des églises orthodoxes russes en Europe occidentale. Mais quand en 2019 un nouvel êvêque de celui-ci, monseigneur Jean (Renneteau), décide de rejoindre le patriarcat de Moscou, suivi dans cette voie par une partie du clergé, des paroisses et des communautés, une autre partie, dont la paroisse de Biarritz, refuse à la suite de votes cette décision, puis rejoint le Vicariat Sainte-Marie-de-Paris-et-Saint-Alexis-d’Ugine nouvelle structure réussissant les paroisses de tradition russe au sein de la Métropole orthodoxe grecque de France, restant ainsi fidèle au patriarche de Constantinople,.

#### Culte protestant
- L'église réformée, rue Peyroloubilh. La communauté se partage entre les temples de Bayonne et de Biarritz, la paroisse portant le nom d'Église protestante unie de la côte basque[156].
- L'Ancienne église anglicane Saint-Andrew, rue broquedis [actuel musée historique de Biarritz].
- L'église évangélique, rue d'Espagne
- L'église evangélique Génération 21, avenue du Maréchal-Juin.

## Économie

### Revenus de la population et fiscalité
En 2011, le revenu fiscal médian par ménage était de 26 495 €, ce qui plaçait Biarritz au 22 246e rang parmi les 31 886 communes de plus de 49 ménages en métropole. Cette même année, 42,8 % des foyers fiscaux n'étaient pas imposables.

### Emploi
En 2011, la population âgée de 15 à 64 ans s'élevait à 14 724 personnes, parmi lesquelles on comptait 69,9 % d'actifs dont 59,5 % ayant un emploi et 10,4 % de chômeurs.
On comptait 12 554 emplois dans la zone d'emploi, contre 11 119 en 1999. Le nombre d'actifs ayant un emploi résidant dans la zone d'emploi étant de 8 911, l'indicateur de concentration d'emploi est de 140,9 %, ce qui signifie que la zone d'emploi offre un peu plus d'un emploi par habitant actif,.

### Entreprises et commerces
Le tableau ci-dessous détaille le nombre d'entreprises implantées à Biarritz selon leur secteur d'activité :
| TOTAL                                                           | 5 066 |
| Industrie                                                       | 192   |
| Construction                                                    | 311   |
| Commerce, transport et services divers                          | 4 053 |
| Administration publique, enseignement, santé, et action sociale | 510   |
| Champ : activités marchandes hors agriculture.                  |       |

Le tableau ci-dessous détaille les établissements actifs par secteur d'activité au regard du nombre de salariés :
|                                                              | Total | %     | 0 salarié | 1 à 9 salariés | 10 à 19 salariés | 20 à 49 salariés | 50 salariés ou plus |
| ------------------------------------------------------------ | ----- | ----- | --------- | -------------- | ---------------- | ---------------- | ------------------- |
| Ensemble                                                     | 5 418 | 100,0 | 3 931     | 1 299          | 114              | 49               | 25                  |
| Agriculture, sylviculture et pêche                           | 7     | 0,1   | 7         | 0              | 0                | 0                | 0                   |
| Industrie                                                    | 176   | 3,2   | 114       | 51             | 9                | 1                | 1                   |
| Construction                                                 | 387   | 7,1   | 305       | 67             | 14               | 1                | 0                   |
| Commerce, transports, services divers                        | 4 041 | 74,6  | 2 834     | 1 092          | 77               | 26               | 12                  |
| dont commerce et réparation automobile                       | 943   | 17,4  | 531       | 389            | 19               | 1                | 3                   |
| Administration publique, enseignement, santé, action sociale | 807   | 14,9  | 671       | 89             | 14               | 21               | 12                  |
| Champ : ensemble des activités.                              |       |       |           |                |                  |                  |                     |

Les deux tableaux précédents amènent les remarques suivantes :
- l'essentiel de l'activité économique est assuré par des entreprises du secteur tertiaire ;
- l'agriculture et la pêche, jadis activités dominantes de la localité, ne sont pratiquement plus représentées ;
- moins de 5 % de l'activité est assuré par des entreprises du secteur industriel, qui reste concentré sur des structures de moins de 20 salariés, tout comme les activités liées à la construction ;
- l'administration publique, l’enseignement, la santé et l’action sociale forment une activité qui regroupe plus de 15 % des entreprises, confirmant en cela, l'importance du pôle administratif et de santé bayonnais au sein de l'agglomération de Bayonne et du sud des Landes.

En 2013, 399 entreprises ont été créées à Biarritz, dont 258 par des auto-entrepreneurs,.

### Agriculture
La commune fait partiellement partie de la zone d'appellation de l'ossau-iraty, mais ne compte aucun producteur en 2014.

### Artisanat et industrie
Biarritz regroupe peu d’industries, comme l'indiquent les tableaux précédents. On citera tout de même Dassault Aviation, qui possède un établissement dans la localité, produisant des éléments en composites et assemble des fuselages des avions Falcon. Cette présence aéronautique s’inscrit dans une logique historique, puisque Latécoère en 1937 puis Breguet en 1939 étaient présents à Biarritz avant Dassault en 1971.
Bien que cette usine soit appelée usine de Biarritz, elle se trouve de fait à Anglet, ville voisine.

### Activités de service
Le secteur tertiaire très actif s’appuie sur la spécialisation touristique, soutenue par une infrastructure hôtelière dense, un réseau de musées important (aquarium de Biarritz, Asiatica, musée du chocolat fermé en février 2018), des activités sportives attractives (golf, surf) et une orientation balnéaire qui privilégie la santé et le bien-être (thalassothérapie, soins et rééducation).
Ses sources d'eaux salines (amenées de Briscous par des canalisations) font aussi de Biarritz une station thermale spécialisée dans le traitement du lymphatisme.
Biarritz est associée dans une communauté d'agglomération avec les villes d'Anglet, Bayonne, Bidart et Boucau (l'agglomération Côte Basque-Adour) avec lesquelles elle partage l'administration de l'aéroport de Biarritz-Pays basque. Elle compte comme principaux employeurs, une antenne des Autoroutes du Sud de la France (400 salariés) et des chaînes hôtelières. La polyclinique d’Aguiléra propose 190 lits et emploie 260 salariés. En outre, Siemens, qui anime à Biarritz une société d'informatique médicale emploie 180 personnes, et le négoce d'horlogerie et de bijouterie Louis Pion, 55. Les éditions Atlantica ont leur siège dans la localité.

## Culture locale et patrimoine

### Patrimoine linguistique

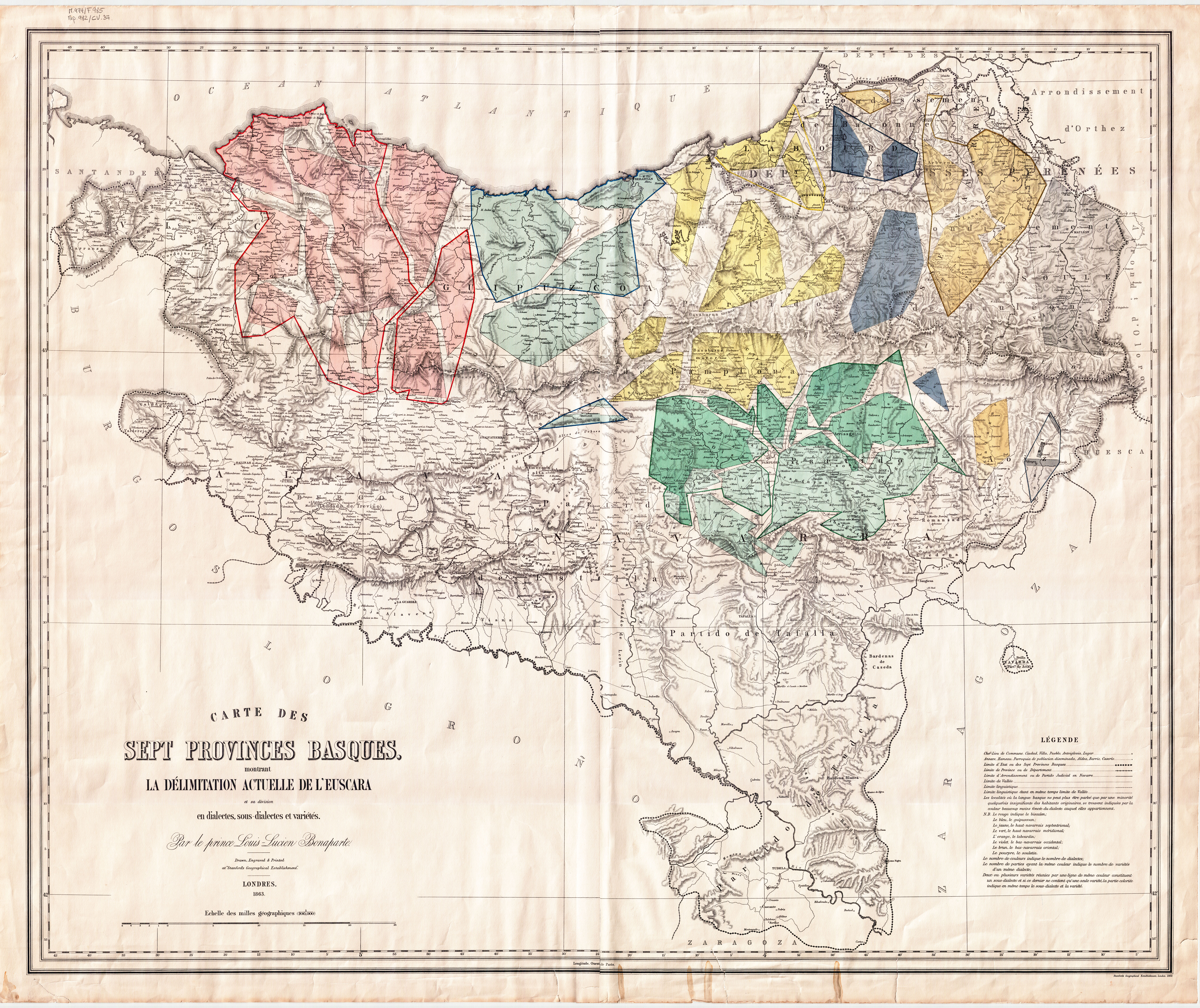
Carte des sept provinces basques (1), 1863.

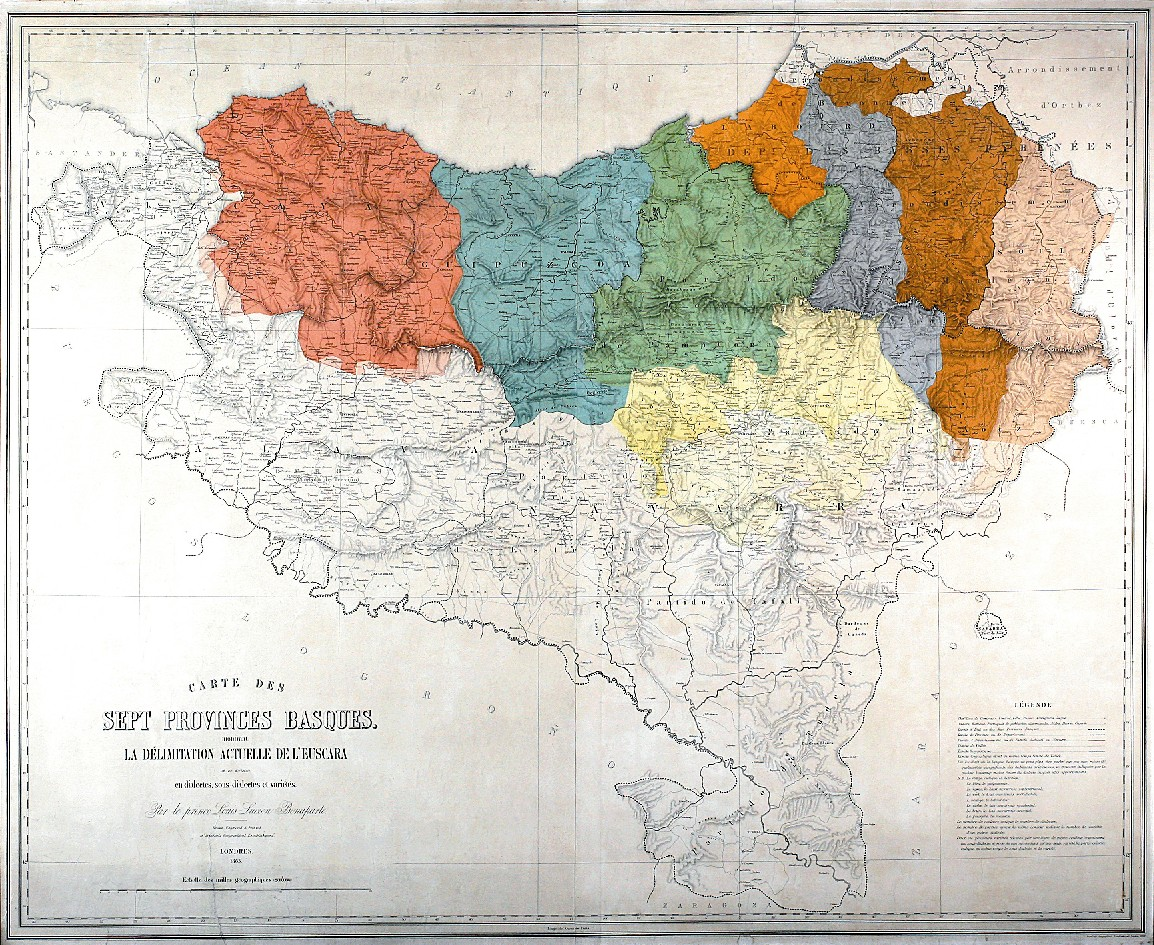
Carte des sept provinces basques (2), 1863.

Le basque (ou euskara) et le gascon sont des langues autochtones de Biarritz.
Les deux versions de la Carte des sept provinces basques montrant la délimitation actuelle de l'euscara en dialectes, sous-dialectes et variétés dressée en 1863 par le prince Louis-Lucien Bonaparte placent Biarritz en dehors de l'aire bascophone.
Le Recueil de linguistique et de toponymie des Pyrénées réalisé en 1887 par Julien Sacaze nous livre pour Biarritz trois versions en gascon, composées d'une traduction de deux textes mythologiques, ainsi que d'une liste des micro-toponymes de la commune.
Le Recueil des idiomes de la région gasconne réalisé en 1894 par le linguiste Édouard Bourciez cite pour Biarritz une version de la parabole de l'enfant prodigue traduite en gascon.
Biarritz constitue un des points d'enquêtes établi pour l'élaboration de l'Atlas Linguistique de France dressé en 1897 par Jules Gilliéron, linguiste spécialiste en dialectologie. Les enquêtes de terrain de cet atlas linguistique ont été réalisées dans les zones romanes de la France métropolitaine. Biarritz constitue le point d'enquête le plus occidental de l'espace occitan gascon.
Les touristes de la Belle Époque, au début du XXe siècle, virent l’ouverture de Biarritz Bonheur en 1903, surnommé The Harrods of Biarritz, grand magasin dont les serveuses parlaient anglais et russe, pour satisfaire la clientèle.
La carte du Pays basque français dressée en 1943 par Maurice Haulon laisse apparaître la « démarcation actuelle entre la langue basque et les dialectes romans », incluant la commune de Biarritz dans l'aire gasconophone.
Biarritz constitue un des points d'enquêtes établi pour l'élaboration de l'Atlas linguistique de la Gascogne dressé en 1957 par Jean Séguy, professeur d'université et linguiste spécialiste du gascon.
D'après la Morfología del verbo auxiliar vasco [Morphologie du verbe auxiliaire basque], Biarritz n'est pas située dans l'aire bascophone.
Selon Jacques Allières qui dresse en 1977 la frontière linguistique de la langue basque, Biarritz est située en dehors de la zone bascophone : " En France, sa frontière [...] s'infléchit au sud de Bayonne et de Biarritz avant d'atteindre l'océan ".

### Lieux et monuments
Biarritz compte 10 monuments répertoriés à l'inventaire des monuments historiques et 1 monument répertorié à l'inventaire général du patrimoine culturel. Par ailleurs, elle compte 3 objets répertoriés à l'inventaire des monuments historiques.

#### Patrimoine civil

Le patrimoine civil de Biarritz (sélection).
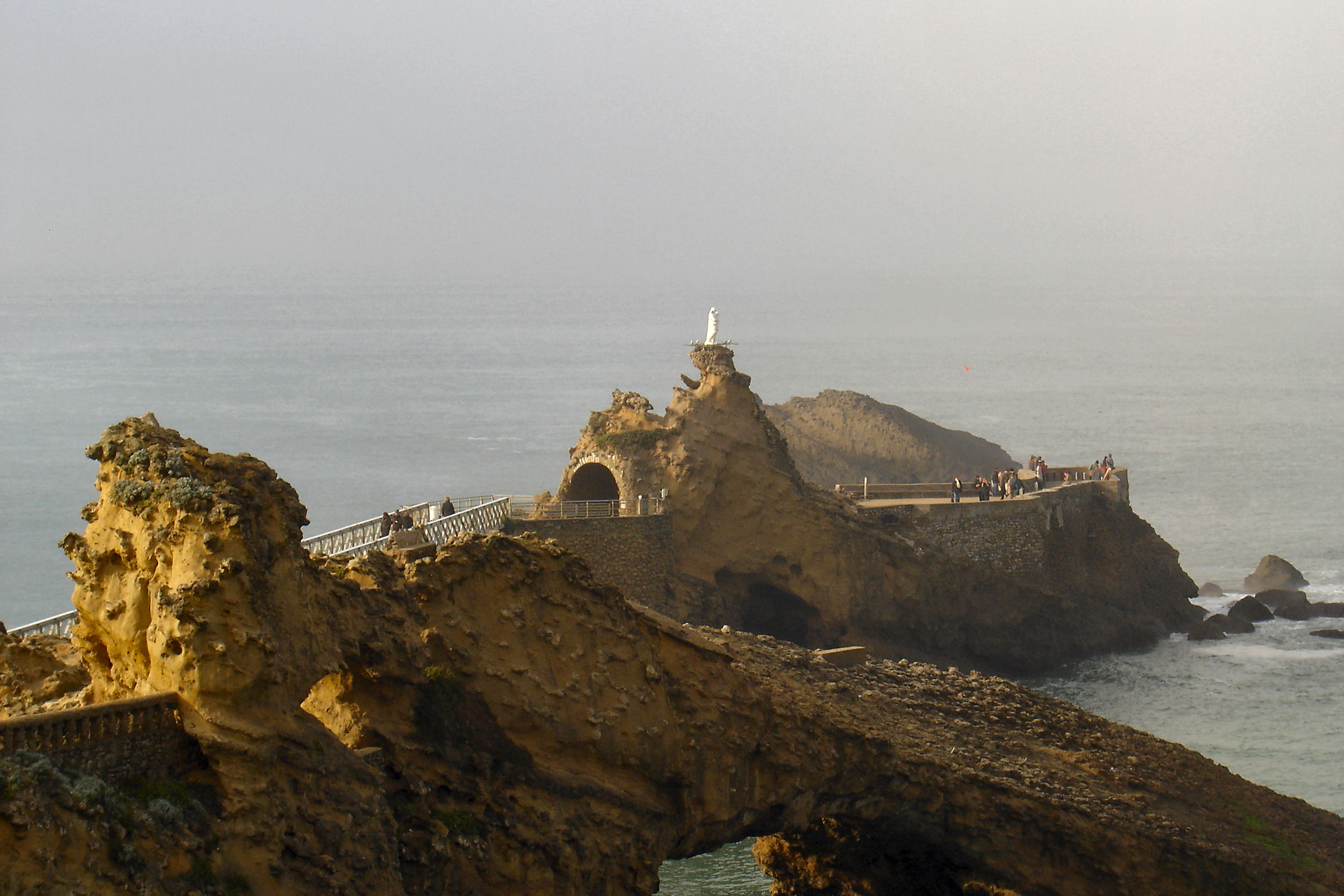
Le rocher de la Vierge.
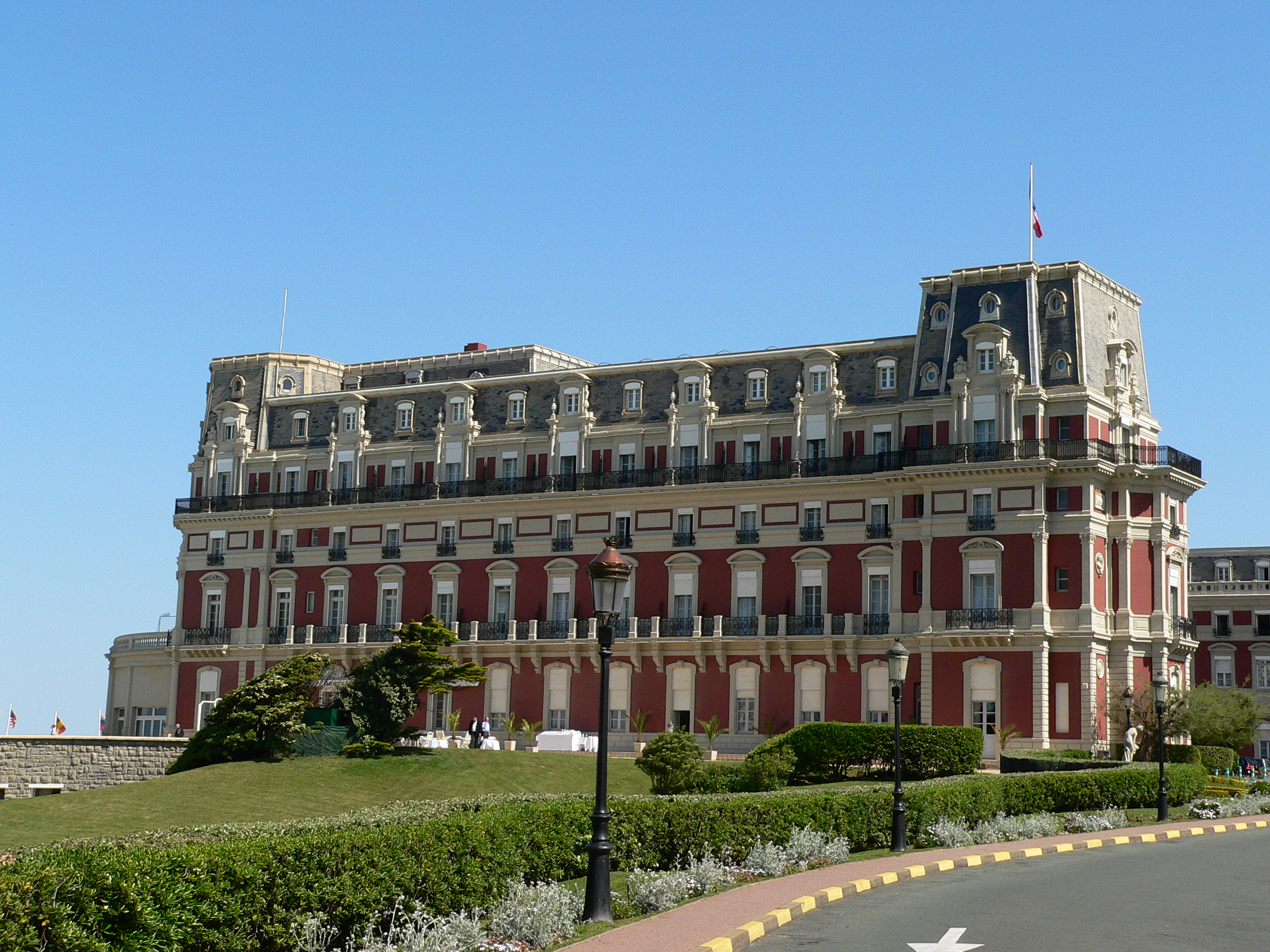
L'hôtel du Palais.
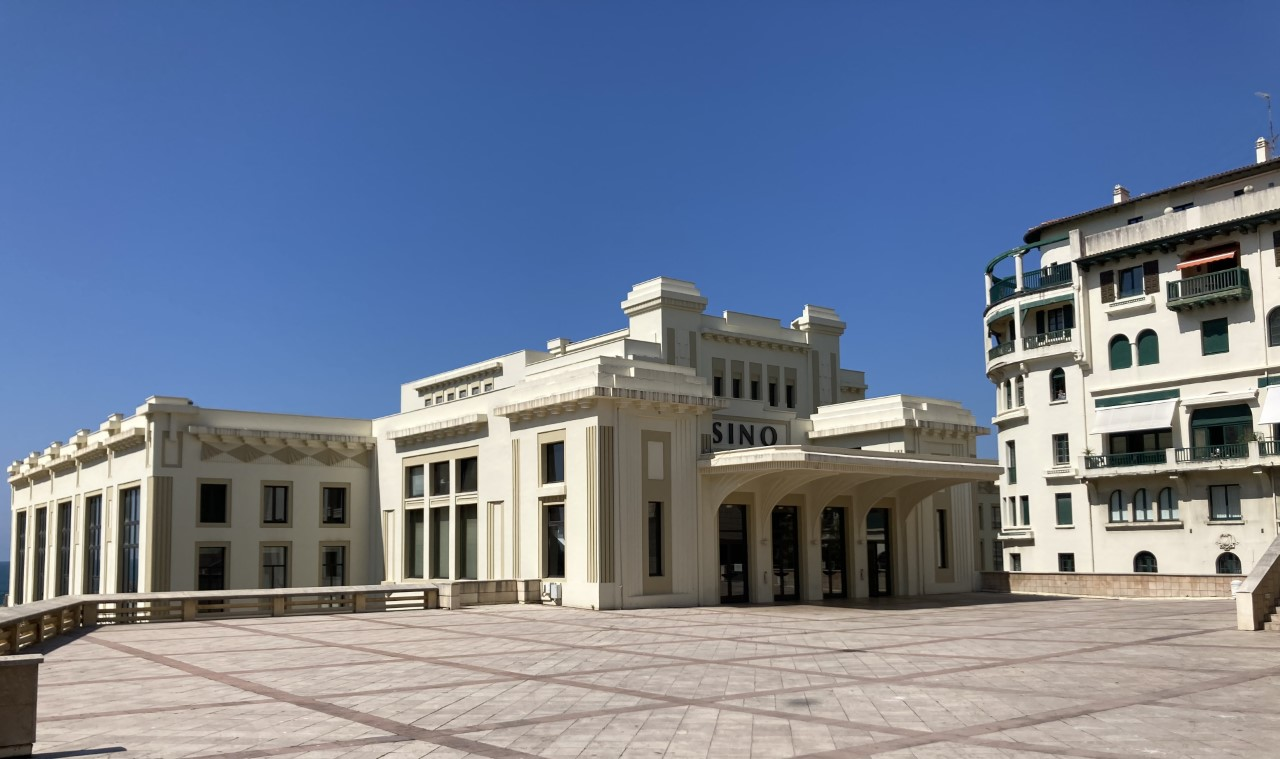
Le casino municipal.
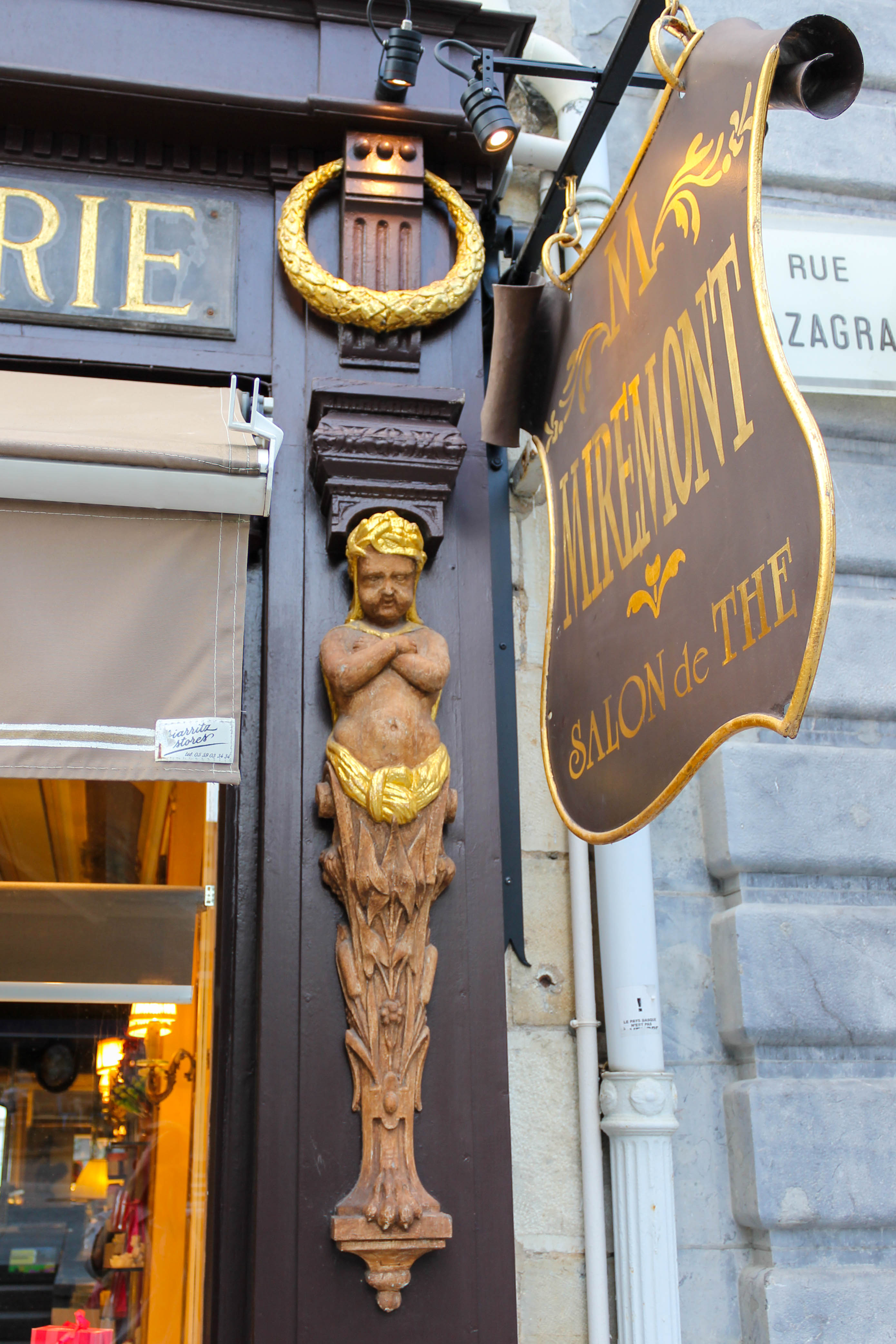
Cariatide de la pâtisserie Miremont.
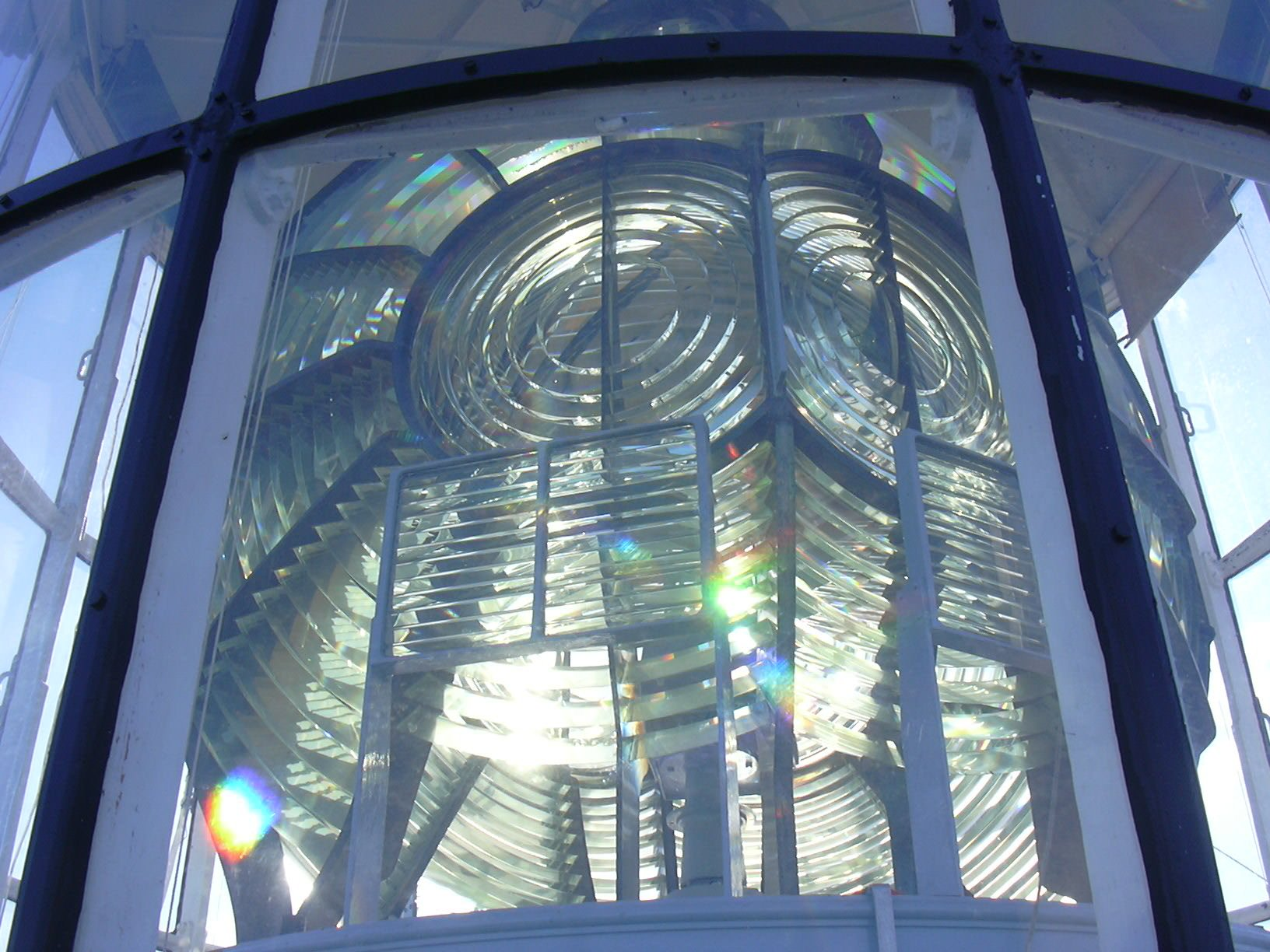
La lentille Fresnel du phare.
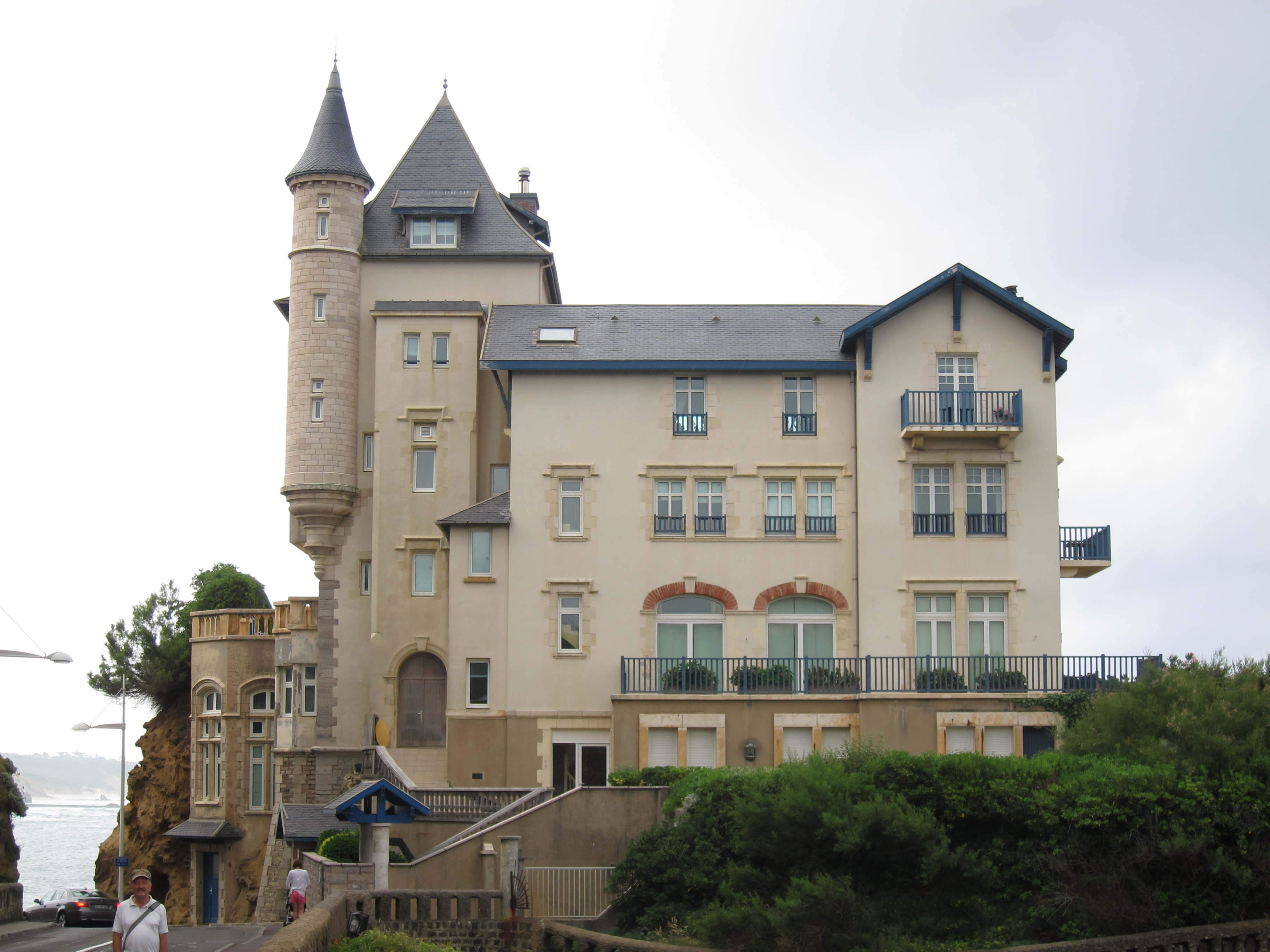
La villa Belza.

Le rocher de la Vierge est l’un des emblèmes de la ville de Biarritz. C'est sur l'initiative de Napoléon III qu'a été percé ce rocher, qui devait servir de base à la construction d'un port-refuge. En 1865, une statue de la Vierge, achetée à l'exposition franco-espagnole de Bayonne (ateliers Ducel), y a été installée. L'ancienne passerelle en bois a disparu en 1887 pour céder la place à une passerelle métallique, sur laquelle il est déconseillé de s'aventurer par gros temps.
Napoléon III ordonne la construction de la villa Eugénie en 1854, en cadeau à son épouse Eugénie de Montijo. Au départ lieu de villégiature de l'impératrice, la résidence voit défiler toute l'aristocratie et les vedettes de l'époque. La villa garde son appellation initiale jusqu'en 1893, date à laquelle elle est transformée en palace et renommée hôtel du Palais. À la suite de l'incendie de février 1903, l’hôtel doit être reconstruit. Otto von Bismarck, Winston Churchill, Vladimir Poutine, Coco Chanel ou encore Frank Sinatra y ont séjourné. L’hôtel est aujourd’hui classé 5 étoiles et a obtenu en mai 2011 la « distinction Palace ».
La pâtisserie Miremont date du début du XIXe siècle. Sise place Clemenceau, la boutique, et son mobilier intérieur sont classés,. Elle a été fréquentée par, entre autres, le roi Alphonse XIII d'Espagne et la reine Amélie d'Orléans. Maurice Rostand en disait qu’« à cinq heures (il y avait) moins de gâteaux que de reines et moins de babas que de grands-ducs ».
Le casino municipal de Biarritz est un bâtiment de style Art déco, construit en 1929 par l'architecte Alfred Laulhé. Il est situé au bord de la Grande Plage. Il a été rénové dans les années 1990. Il fait partie du groupe Lucien Barrière.
Le phare de Biarritz à la pointe Saint-Martin, érigé de 1830 à 1832, est l'un des points les plus visibles depuis la mer dans cette partie du golfe de Gascogne. Il succède à la tour de la Haille, sise à l’Atalaye, où un feu brûla le 1er octobre 1739 et qui s’effondra en 1856. L’idée d’avoir un phare à la pointe Saint-Martin est confirmée par le Comité de salut public, le 2 pluviôse an II (21 janvier 1794). Le phare tournant à éclipses fut conçu par Nicolas Philippe Vionnois qui en acheva le plan en 1827. Il est construit en pierre de Bidache et de la Rhune et inauguré le 1er février 1834, après avoir reçu son homologation par la loi de juin 1833 ; il a été automatisé en 1980.
La villa Belza, œuvre de l'architecte Alphonse Bertrand et construite de 1880 à 1895 pour Ange du Fresnay en honneur à son épouse Marie-Belza née Dubreuil, se dresse sur le rocher du Cachaous. Elle abrite des appartements après avoir été pendant les années folles, un cabaret et restaurant russe, ouvert par un beau-frère d’Igor Stravinsky et devenu à l’époque « le dernier refuge des noceurs impénitents ». Elle se dresse face à la mer ; sa tour carrée est flanquée d’une poivrière. Elle sera classée en 1997 par la ville.
La commune a érigé en 1990 une stèle des évadés de France, à la mémoire des résistants qui quittèrent la France pour rejoindre l'Armée de la libération via l'Espagne durant la Seconde Guerre mondiale.

#### Patrimoine religieux
La construction de la chapelle impériale fut décidée en 1863 pour célébrer les victoires des armées françaises au Mexique. Vœu de l’impératrice Eugénie, la chapelle fut dédiée à Notre-Dame de Guadalupe, patronne du Mexique. Émile Boeswillwald, disciple d’Eugène Viollet-le-Duc, fut chargé de sa réalisation, pour laquelle il suivit une inspiration romano-byzantine. La chapelle présente un plafond à caissons hispano-mauresque et recèle des azulejos réalisés à la Manufacture de Sèvres.
L’église Saint-Martin, église de l’un des deux plus anciens lieux de peuplement de la localité, est antérieure à 1450, date à laquelle elle a été reconstruite. Elle fut ensuite restaurée en style gothique en 1541.
Sous l’Ancien Régime, les réunions communales, réunissant maire-abbé et jurats, avaient lieu dans l'église.
Son clocher-fronton était autrefois blanchi tous les ans pour servir d’amer aux pêcheurs,.
L’église fait l’objet d’une inscription auprès des monuments historiques ; elle recèle des stalles recensées par le ministère de la Culture,.
Un décret du 12 août 1894 institua la seconde paroisse de Biarritz, Sainte-Eugénie, après celle, antique, de Saint-Martin. Une kermesse fut organisée en septembre 1895, dans le parc du Helder, pour lever les fonds nécessaires à la construction de la nouvelle église. La première pierre fut posée le 11 septembre 1898 par le duc d’Osuna, et la construction fut réalisée sur les plans d’Ernest Lacombe.
L'église Sainte-Eugénie, commencée sur l'emplacement de l'ancienne chapelle Notre-Dame-de-Pitié, et achevée en 1903, possède des vitraux de Luc-Olivier Merson. Le chanoine Gaston Larre en fut le premier curé.

### Équipements culturels
Biarritz possède des infrastructures destinées aux congrès et aux expositions. Quatre centres ont été construits ou rénovés à cet effet, le Bellevue, le casino municipal, la gare du Midi et la halle d’Iraty.
La gare du Midi recèle deux amphitéâtres. L’auditorium Atalaya est une scène de 600 m2 qui peut accueillir 1 400 personnes. De son côté, l’auditorium Gamaritz, aux dimensions plus modestes, propose 230 places.

### Patrimoine culturel

#### Musées

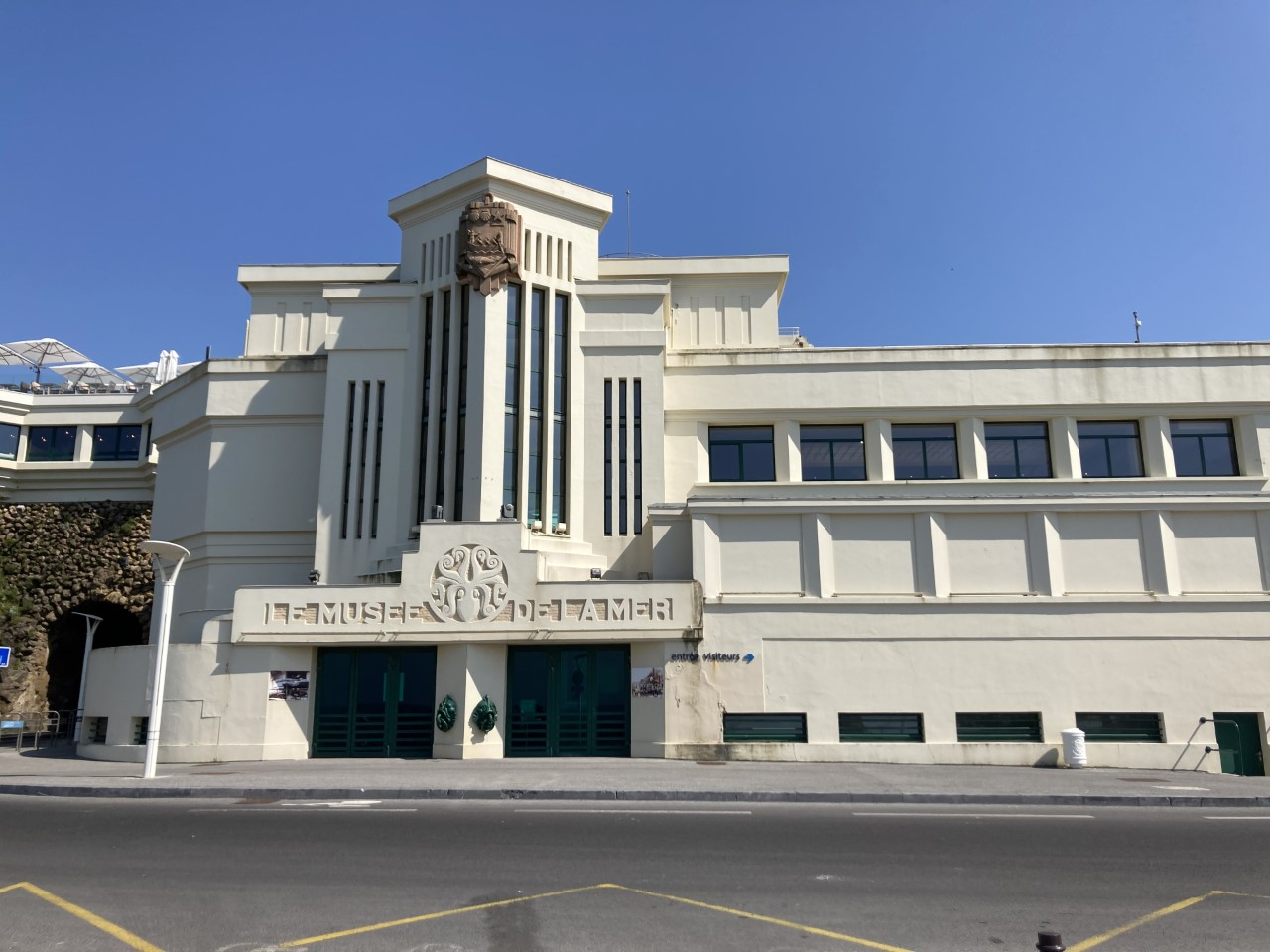
Façade de l'aquarium de Biarritz.

L'aquarium de Biarritz est un bâtiment de style Art déco, accolé à la falaise du plateau de l'Atalaye, dont la construction remonte à 1933. Il abrite une importante collection d'animaux marins et d'oiseaux. L'emblème du musée est un poulpe blanc sur fond bleu. Depuis juillet 2011, le musée et la cité de l’océan et du surf, site permettant la découverte de l’océan, sont regroupés en un ensemble nommé Biarritz Océan,.
Le musée historique de Biarritz est situé près des halles dans une ancienne église anglicane, l'église Saint-Andrew's, rachetée par la ville au début des années 1980. Quatre thèmes servent de fil conducteur à la visite, Biarritz et la mer, Biarritz et l'Empire, Biarritz et le monde et enfin, Biarritz au XXe siècle.
Biarritz présente également aux visiteurs Asiatica, un musée d'art oriental, qui regroupe des objets d'art d'Inde, du Tibet, du Népal et de la Chine, sur 800 m2.

#### Musique et danse
Le Malandain Ballet Biarritz est un centre chorégraphique national qui fut inauguré en 1998. Son financement est assuré par la ville de Biarritz, le ministère de la Culture et de la Communication, la DRAC Nouvelle-Aquitaine, le conseil général des Pyrénées-Atlantiques et le Conseil régional de Nouvelle-Aquitaine. Il a également développé un partenariat avec Saint-Sébastien. Il dispose d’une troupe permanente de 22 danseurs. Le corps de ballet est installé dans l’ancienne gare du Midi.
L'Atabal est un centre culturel regroupant les diverses expressions des musiques actuelles. Il est installé dans la zone d’activité industrielle et artisanale de La Négresse. Le centre est également régi en partenariat par la ville de Biarritz, le conseil général des Pyrénées-Atlantiques et le conseil régional de Nouvelle-Aquitaine.
Les ballets basques de Biarritz Oldarra sont à la fois un chœur d'hommes et une troupe de ballets créés en 1945 sous l'impulsion de Segundo de Olaeta, par des réfugiés basques, ayant fui la guerre d’Espagne.
Depuis 2010 a lieu en août Biarritz Piano Festival,.

#### Théâtre et animations
Le couple impérial (Napoléon III et l'impératrice Eugénie) lança la mode du théâtre de la mer au Port-Vieux.
De nos jours, le littoral biarrot est mis en lumière chaque soir, sur une conception de Pierre Bideau (à qui la tour Eiffel doit également ses éclairages).
La commune organise également des animations de rues, culminant au mois de mai avec le festival des arts de la rue. Les Translatines sont un festival qui présente des groupes sud-américains sur diverses scènes biarrotes au mois d’octobre.
Les casetas de Biarritz est une fête en plein air qui se déroule fin juin sur le site de la Côte des Basques. La 20e édition a eu lieu en 2015 après deux ans d'absence à la suite d'un accident en 2012,.

#### Cinéma
Le festival de Biarritz, cinémas et cultures d'Amérique latine présente chaque année le meilleur de la création d'Amérique latine sous toutes ses formes (compétition de films, courts-métrages, expositions, conférences).
Le festival international des programmes audiovisuels (FIPA, devenu FIPADOC en 2019) est le rendez-vous annuel des professionnels de l'audiovisuel depuis 1987 ; ses objectifs sont l'émergence de nouveaux talents et la vente de films hors de leurs pays d'origine.
Le Txiki Festival, festival de cinéma et d’éducation aux images et aux médias pour enfants et préadolescents, a lieu à Biarritz chaque année pendant les vacances de Toussaint.
Le festival du film Nouvelles Vagues se déroule tous les ans à Biarritz depuis 2023. Il a été cofondé par l'actrice Ana Girardot.
Biarritz a souvent été choisie comme décor, mais aussi comme vecteur du scénario de nombreux films tels que :
- Hôtel des Amériques (1981), film d'André Téchiné avec Catherine Deneuve et Patrick Dewaere ;
- Mortelle randonnée (1983), film de Claude Miller avec Isabelle Adjani, Michel Serrault ;
- Le rayon vert (1986), film d'Éric Rohmer dans lequel Hubert Reeves explique le phénomène du rayon vert dans une scène située sur la promenade du phare ;
- Mes nuits sont plus belles que vos jours (1989), film d'Andrzej Żuławski, avec Jacques Dutronc et Sophie Marceau ;
- Le Ciel, les Oiseaux et... ta mère ! (1998), film de Djamel Bensalah avec Jamel Debbouze, Olivia Bonamy, Stephane Soo Mongo, Lorànt Deutsch, Julien Courbet ;
- Baise-moi (2000), film de Virginie Despentes et Coralie Trinh Thi, tourné en partie à Biarritz ;
- Quelqu'un de bien (2002), film de Patrick Timsit avec Patrick Timsit, José Garcia ;
- Le Cou de la girafe (2004), film de Safy Nebbou avec Sandrine Bonnaire, Claude Rich, Louisa Pili ;
- Hors de prix (2006), film de Pierre Salvadori avec Audrey Tautou, Gad Elmaleh ;
- Chéri (2009), film de Stephen Frears avec Michelle Pfeiffer ;
- Les derniers jours du monde (2009), film d'Arnaud et Jean-Marie Larrieu avec Mathieu Amalric, Catherine Frot, Sergi López et Karin Viard ;
- L'amour dure trois ans (2012), film de Frédéric Beigbeder avec Gaspard Proust, Louise Bourgoin, JoeyStarr et Jonathan Lambert.

#### Marketing

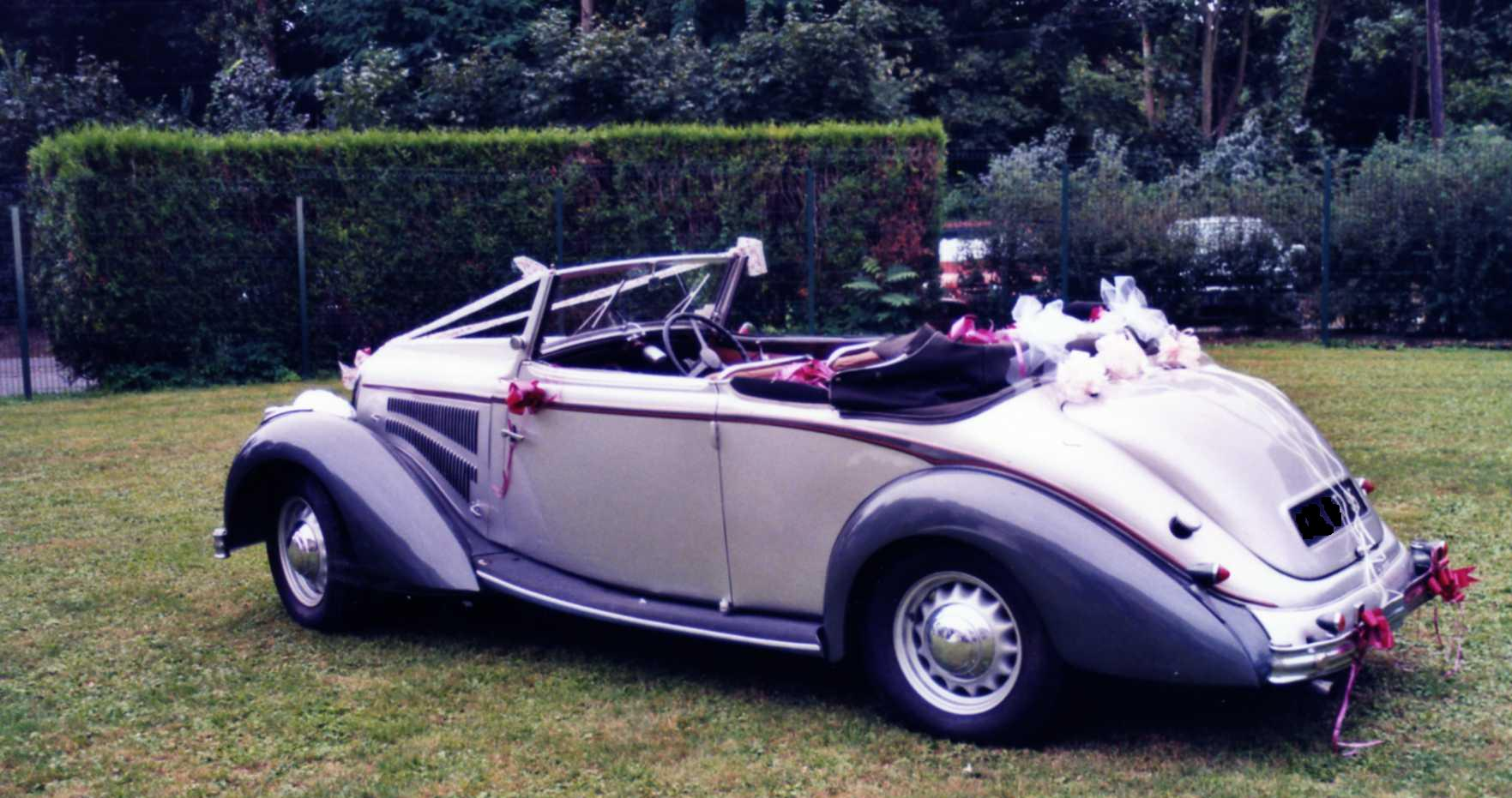
Hotchkiss Biarritz.

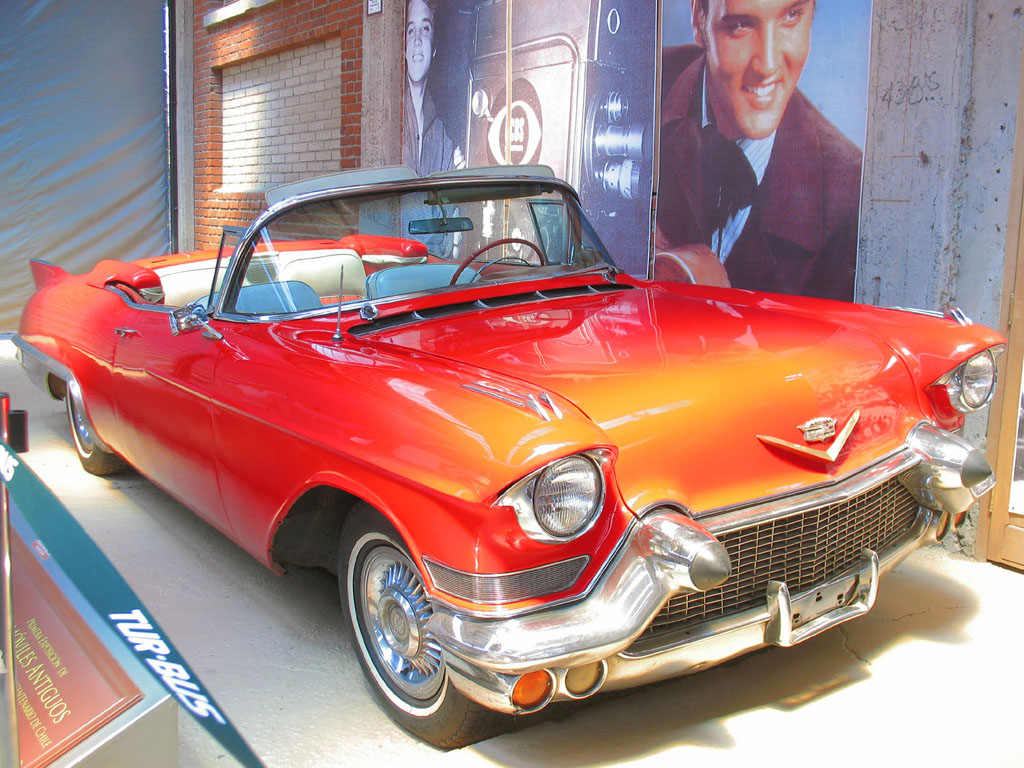
Cadillac El Dorado Biarritz Convertible 1957.

Biarritz, ville balnéaire qui a attiré l'aristocratie et la mode sur ses plages et ses falaises depuis la fin du XVIIIe siècle, a inspiré de nombreux stylistes ou designers. Ainsi, Cadillac a créé une voiture qui portait le nom de Cadillac Eldorado Biarritz, et qui fut produite de 1955 à 1985. De même, le constructeur automobile Hotchkiss créa le cabriolet Hotchkiss Biarritz en 1937, avec la conduite à droite.
De son côté, la célèbre marque de beauté Chanel a imaginé un rouge à lèvres nommé Biarritz dans la collection rouge coco shine.
Enfin, la Poste a émis le timbre Biarritz-Côte Basque en 1976.

### Patrimoine naturel

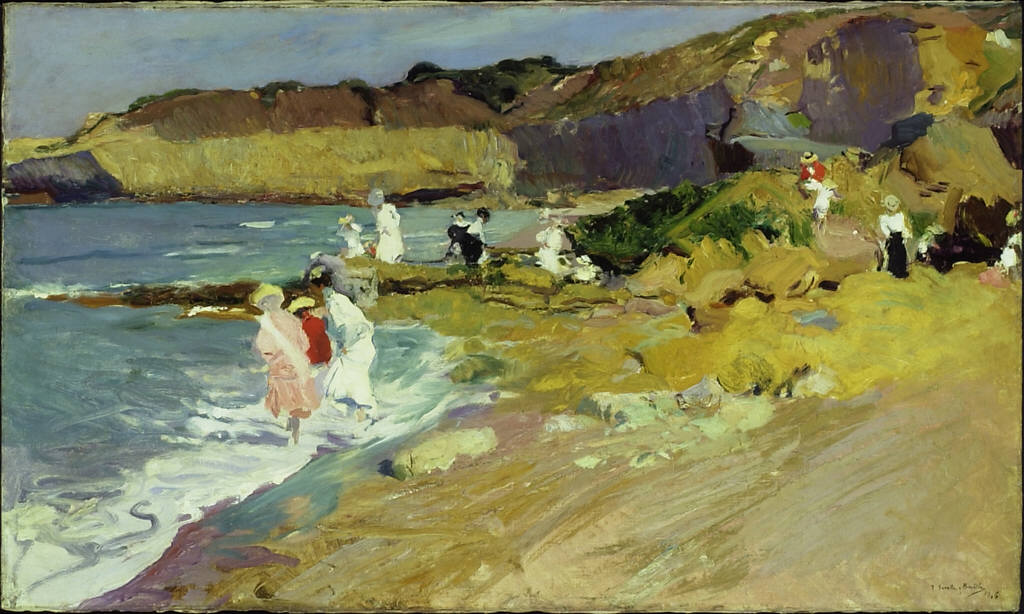
Rochers près du phare, Biarritz
Joaquín Sorolla, 1906
Art Institute of Chicago

La commune dispose de 6 plages qui sont, du nord au sud, la plage Miramar, la Grande Plage, le Port Vieux, la Côte des Basques, la plage de Marbella et celle de la Milady.
120 ha d'espaces boisés sont entretenus par la municipalité, ainsi que deux lacs, les lacs Marion et Mouriscot, tous deux protégés par le Conservatoire du littoral,. Le lac Mouriscot est, en outre, partiellement classé Natura 2000. Il accueille des espèces aviaires et de nombreuses espèces de poissons d'eau douce. La flore des alentours du lac présente un intérêt biologique élevé, du fait de la diversité des milieux naturels.
Le jardin public en centre-ville, en face de la gare du Midi, aujourd’hui transformée en espace culturel, a été créé en 1903.
Le parc Mazon et le jardin Lahouze sont également des espaces verts et fleuris de la commune.

### Personnalités liées à la commune

Personnalités liées à Biarritz.
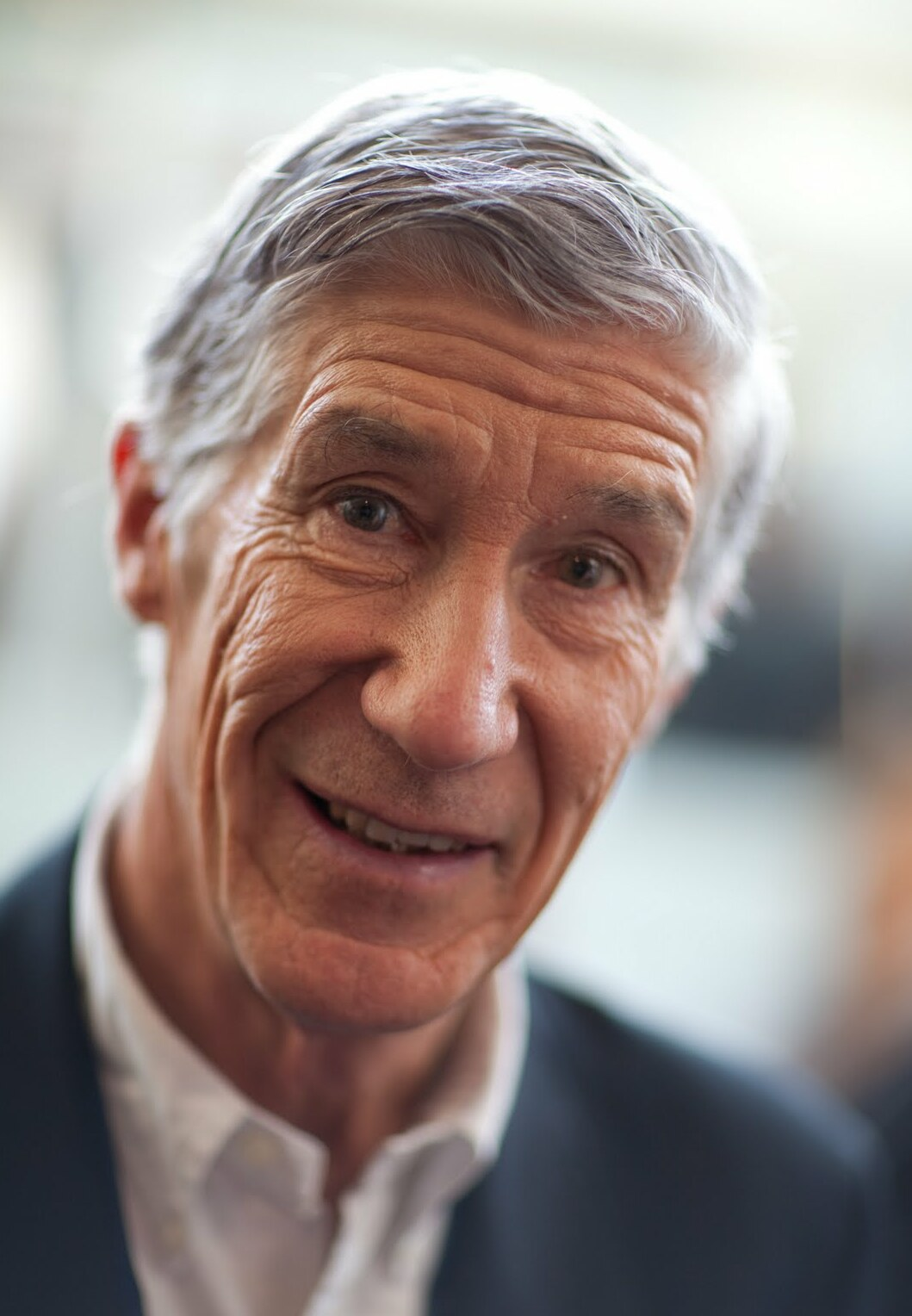
Joël de Rosnay en 2010.
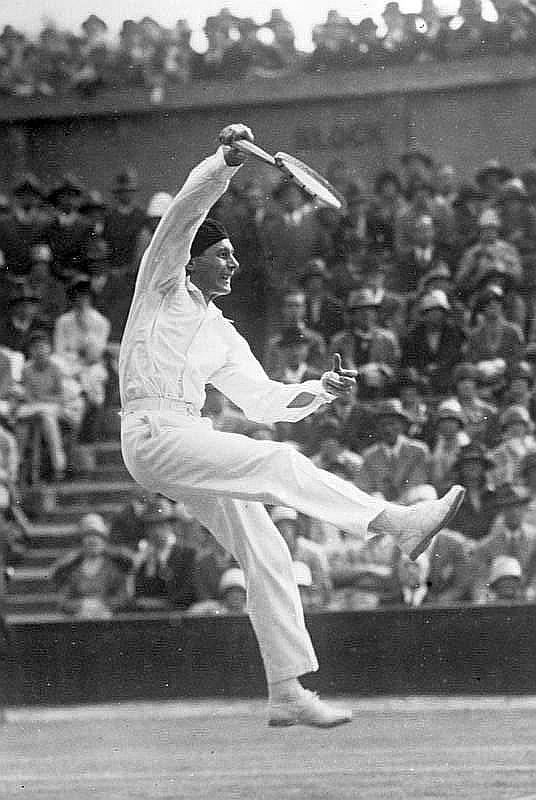
Jean Borotra en 1931 à Berlin.
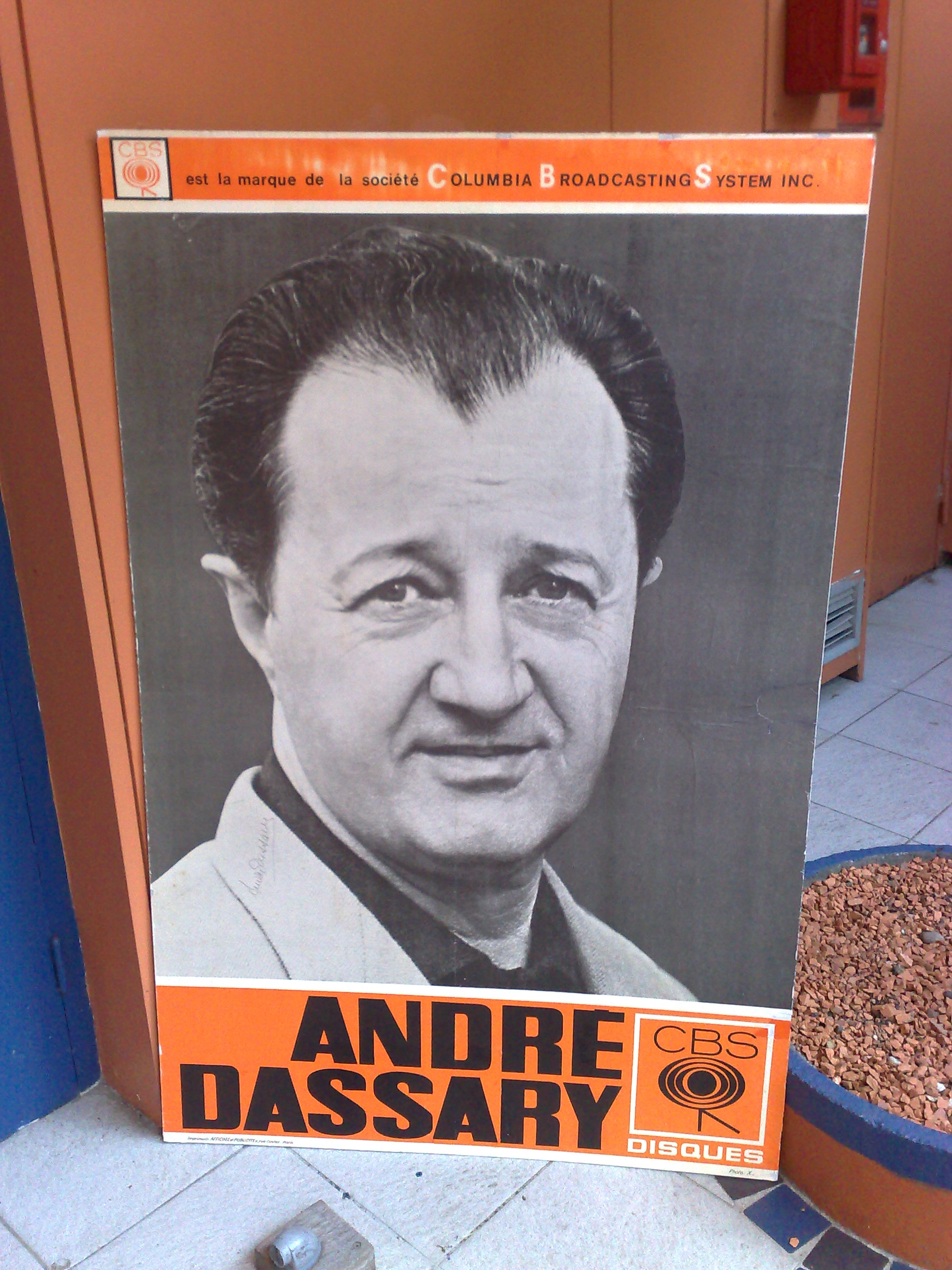
André Dassary.
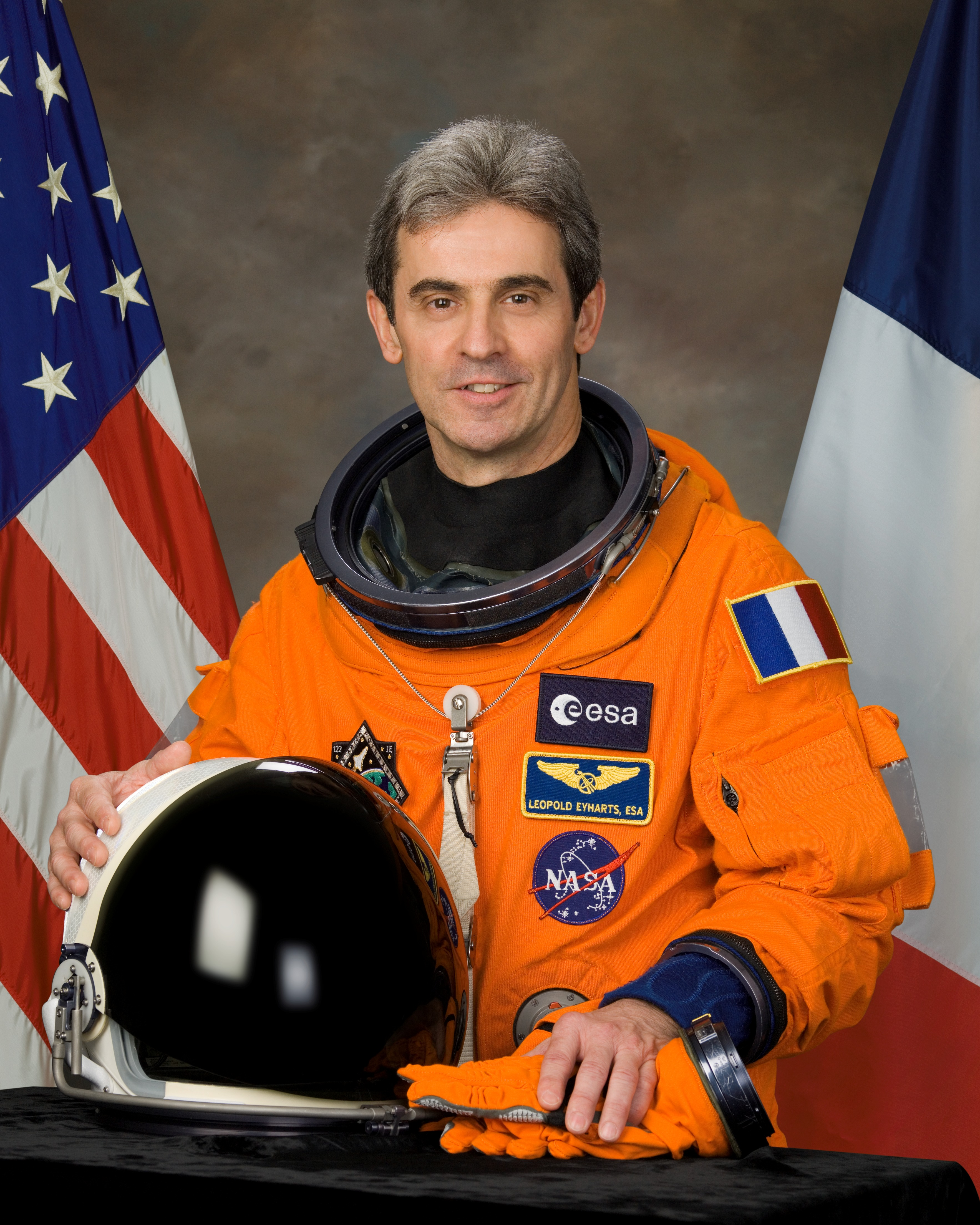
Léopold Eyharts en 2007.
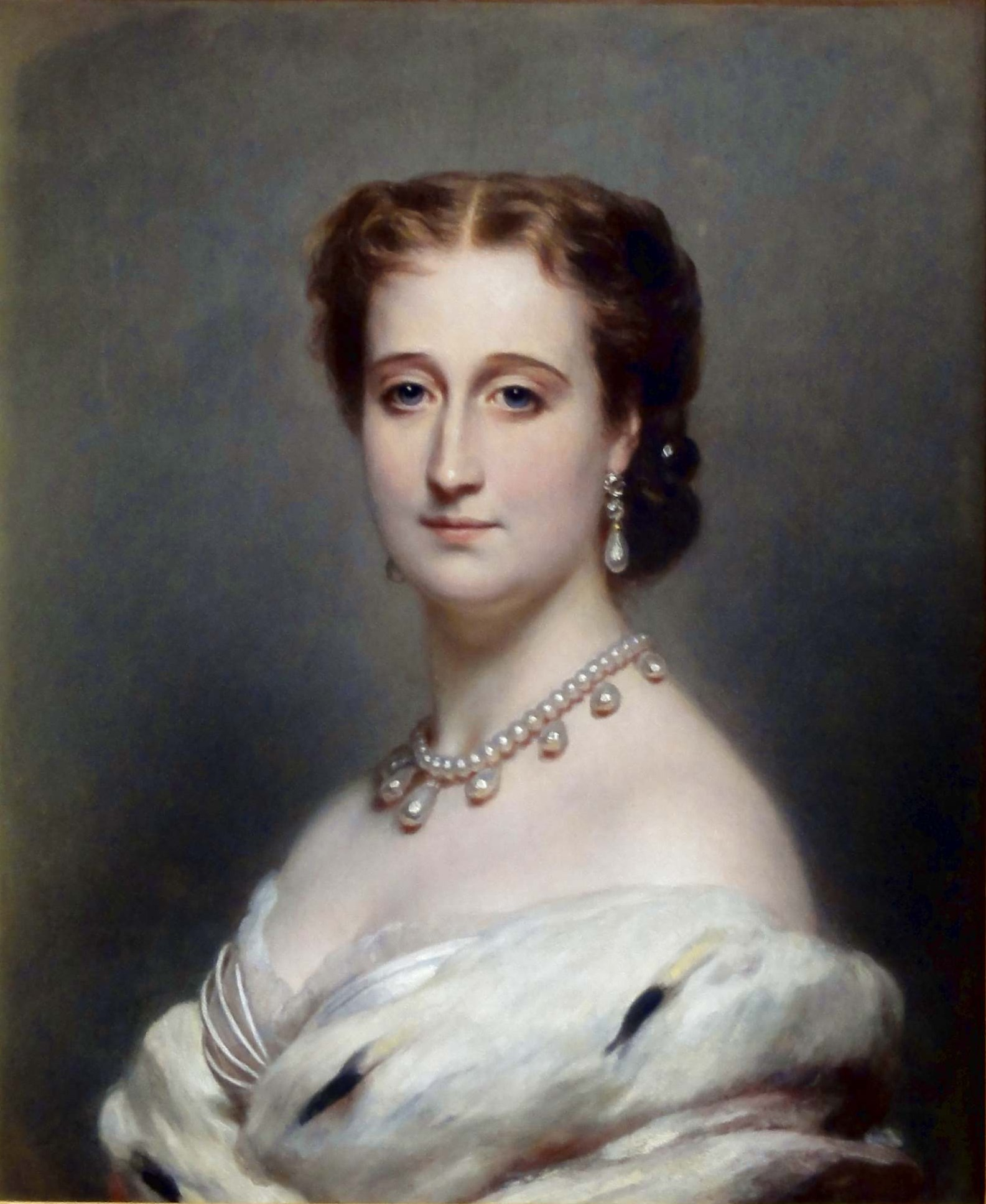
Eugénie de Montijo par F. X. Winterhalter.
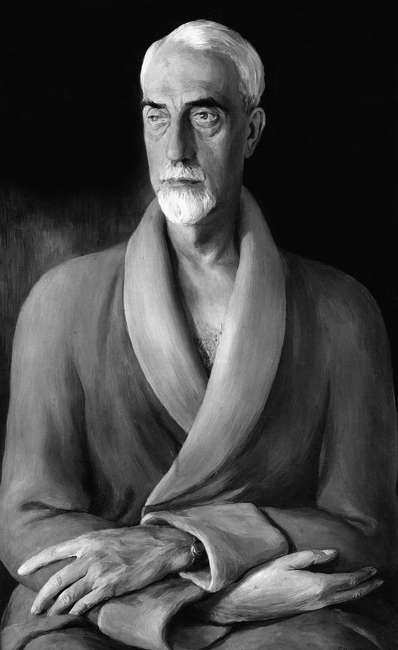
Fourneau par son fils (1938).
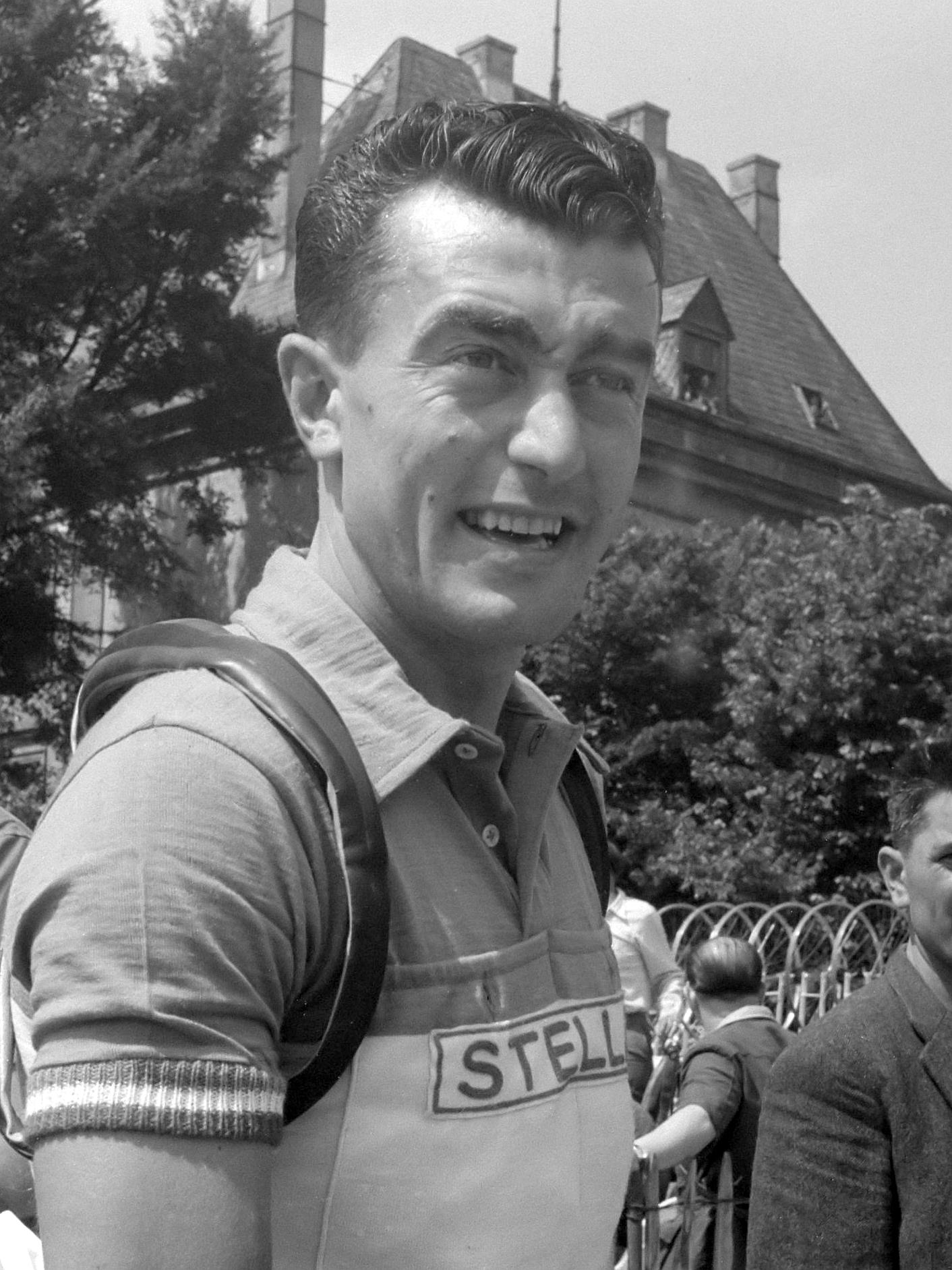
Louison Bobet en 1951.
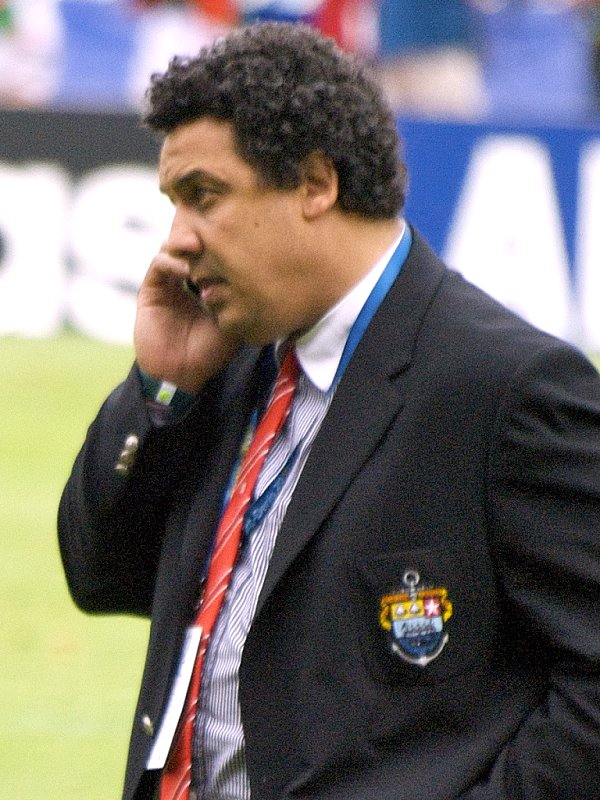
Serge Blanco, en 2010.
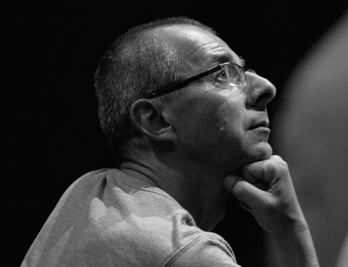
Thierry Malandain

De nombreuses personnalités ont eu un attachement particulier à la ville de Biarritz, notamment celles appartenant à la liste ci-après (classement par année de naissance) :
- Eugénie de Montijo, née en 1826 à Grenade et décédée en 1920, est la dernière impératrice des Français, par son mariage avec Napoléon III. Elle fit de Biarritz sa villégiature. Napoléon III lui fit construire en 1854 la villa Eugénie, l'actuel hôtel du Palais ;
- Jean-Baptiste Ernest Lacombe, né en 1854 à Biarritz et décédé en 1922 près de Bordeaux, est un architecte, à qui Biarritz doit l'église Sainte-Eugénie, les Arceaux Lacombe (1910) et la villa Bidartea ;
- Charles Moureu, né en 1862 à Mourenx et décédé en 1929 à Biarritz, est un savant chimiste principalement connu pour la découverte du phénomène d'autoxydation et des antioxygènes. Membre de l’Institut et de l’Académie de médecine, et professeur au Collège de France, il a notamment écrit Notions fondamentales de la chimie organique ;
- Ernest Fourneau, né en 1872 à Biarritz, où son père, maître d'hôtel à l'Hôtel de France, allait faire construire l'hôtel Victoria, et décédé en 1949 à Ascain, est le fondateur de la chimie thérapeutique française. C'est dans son laboratoire de l'Institut Pasteur que furent découverts les sulfamides. Avant d'entrer à l'école de pharmacie de Paris, il avait fait son stage de formation dans l'officine de Félix Moureu, frère de Charles Moureu ;
- Pauline Carton, née en 1884 à Biarritz et décédée en 1974 à Paris, est une actrice de théâtre et de cinéma et une chanteuse française ;
- Maurice Journeau, né en 1898 à Biarritz et décédé en 1999 à Versailles, est un compositeur français qui a composé ses œuvres de jeunesse à Biarritz[191] ;
- Jean Borotra (dit le Basque bondissant), né en 1898 à Biarritz et décédé en 1994 à Arbonne, est un joueur de tennis (l'un des Quatre Mousquetaires) et un homme politique français.
- André Navarra, né en 1911 à Biarritz et décédé en 1988 à Sienne, est un violoncelliste et pédagogue français ;
- André Dassary, né en 1912 à Biarritz où il meurt en 1987, est un chanteur français. Il interprète en particulier Ramuntcho (1944), une chanson de Vincent Scotto pour la musique et Jean Rodor pour les paroles. Il est également la vedette de l'opérette La Toison d'or de Francis Lopez et Raymond Vincy créée au théâtre du Châtelet en 1954 ;
- Henri Bourtayre, né en 1915 à Biarritz, où il débute comme pianiste dans des cabarets, est l’auteur de la musique de plus d’un millier de chansons pour les grandes vedettes de l’époque, André Dassary, Tino Rossi, Maurice Chevalier, Georges Guétary et Luis Mariano ;
- Bernard Marie, né en 1918 à Toulouse et décédé en 2015 à Neuilly-sur-Seine, est un homme politique français et un arbitre de rugby. C'est le premier arbitre français à avoir officié dans un match de rugby du Tournoi des Cinq Nations. Il devient par la suite maire de Biarritz ;
- Louison Bobet, né en 1925 à Saint-Méen-le-Grand et décédé en 1983 à Biarritz, est un cycliste professionnel qui remporte trois fois le Tour de France en 1953, 1954 et 1955. Il crée un établissement de thalassothérapie à Biarritz dans les années 1970[192] ;
- Joël de Rosnay, né en 1937 à l'île Maurice, est un biologiste français, d'abord spécialiste des origines du vivant et des nouvelles technologies, puis en systémique et en futurologie (ou prospective). Il est également un pionnier du surf en France, qu'il pratique sur la côte basque à partir de 1957 ;
- Léopold Eyharts, né en 1957 à Biarritz est un astronaute de l'Agence spatiale européenne ayant passé plus de 68 jours dans l'espace ;
- Serge Blanco, né en 1958 à Caracas (Venezuela), est un joueur de rugby à XV français ayant évolué en équipe nationale et au Biarritz olympique et surnommé le Pelé du rugby[193], devenu par la suite dirigeant sportif national.

### Citations
Antoine Furetière, Dictionnaire universel

« (Les baleines), leur passage vient en hiver depuis l'équinoxe de septembre qu'elles s'arrêtent en un lieu nommé la Chambre d'amour, proche les murs de l'ancien chasteau de Ferragus à une lieuë de Bayonne. Elles y viennent engouffrer pour éviter les profonds ténèbres de la mer glaciale du Nord, où elles séjournent pendant tout l'esté car elles aiment la lumière et le soleil afin de jouir d'un jour continuel de six mois. Quand il se retire, elles courent en flotte vers le Pôle Sud. »

Pierre de Gorsse

« Le balcon du Labourd sur la mer n’est qu’une suite d’émerveillements. »

Sacha Guitry

« Quand on se prend à hésiter entre deux plages, l'une d'elles est toujours Biarritz. »

Victor Hugo

« Je ne sache pas d’endroit plus charmant et plus magnifique que Biarritz… (…) Je n'ai qu'une peur, c'est qu'il devienne à la mode… Alors Biarritz, ce village si agreste, si rustique sera pris du mauvais appétit de l'argent : sacra fames (…) Alors Biarritz ne sera plus Biarritz. Ce sera quelque chose de décoloré et de bâtard comme Dieppe et Ostende. »

Pierre de Lancre

« Ce mélange de grandes filles et de jeunes pescheurs qu'on voit en mandilles et tout nuds en dessous se pestemeslant dans les ondes fait que l'amour les tient à l'attache, les prend par le filet, les convie à pescher en eau trouble et leur donne autant de désirs qu'ils ont de liberté et de commodité s'estant mouillés partout, de s'aller sécher dans la chambre d'amour voisine que Vénus semble avoir planté là tout exprès sur le bord de la mer,. »

Eduardo Manet

« (Biarritz), celle qui vit au soleil et celle que l’on découvre à la lumière blanche de la lune. »

Eugénie de Montijo

« La mer est bien froide, et il faut beaucoup de force morale pour se décider à y entrer. Cependant, je n’ai pas manqué un seul bain depuis que je suis ici. »

« Je croyais avoir perdu la faculté des larmes… j’ai pleuré pourtant l’autre jour en apprenant l’incendie de ma chère villa de Biarritz,. »

Henry Russell

« C’est au phare de Biarritz que l’on voit la plus grande houle du monde. »

Hippolyte Taine

« Une traînée de roches labourées et décharnées s’allonge en promontoire jusqu’à une arcade de grève durcie, que les hautes marées ont ouverte, et d’où la vue par trois côtés plonge sur l’océan. »

Eugène Viollet-le-Duc

« Devant cet horizon immense de la mer, voyant cette chaîne de montagnes se perdre dans les vapeurs rousses de l’horizon, sous un soleil rendu plus chaud par un brouillard lourd qui régnait très haut dans le ciel, et entendant ce bruit monotone et lugubre des vagues et ces détonations violentes causées par le choc de l’eau dans les grottes de ces bords, nous ne pouvions que dire : Ah ! Que c’est beau ! »

### Héraldique
| Blason de Biarritz | Blason  | D'azur à la barque montée par cinq hommes, dont l'un s'apprête à harponner une baleine qui plonge dans les flots, le tout au naturel ; au chef d'or chargé de deux coquilles au naturel, au franc-canton dextre de gueules à l'étoile d'argent. Devise / CriJ'ai pour moi les vents, les astres et la mer. |
| Blason de Biarritz | Détails | Le statut officiel du blason reste à déterminer. |

### Historique des logos

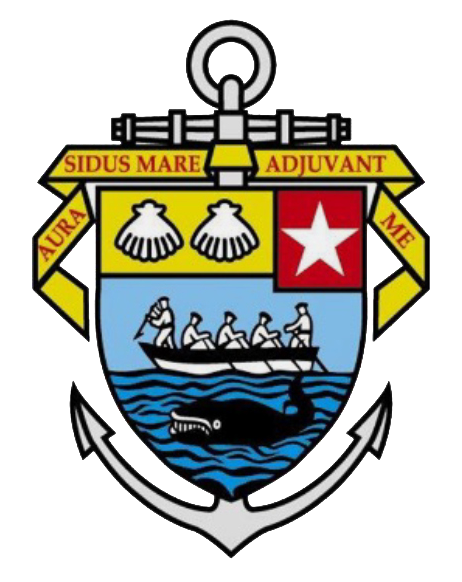
Avant 1960.
De 1960 à 1992.
De 1992 à 2005.
De 2005 à 2022.
Depuis 2022.